# 中华人民共和国历史
中华人民共和国历史始于公元1949年10月1日在北京举行的开国大典，先后制定并通过了《共同纲领》、《五四宪法》、《七五宪法》、《七八宪法》、《八二宪法》五部宪制性文件。截至2024年，中华人民共和国共经历了毛泽东、邓小平、江泽民、胡锦涛和习近平五位最高领导人，而华国锋曾担任两年过渡时期的领导人。截止2024年，中华人民共和国的历史以1978年12月中共十一届三中全会为转折点，分为以社会主义转型及阶级斗争为主题的毛泽东时代（1949年至1976年）、与以现代化建设及改革开放为主题的邓小平时代（1978年-1997年）和后邓小平时代（1997年起）。中国共产党是中华人民共和国建国以来唯一的执政党，并坚持对全国武装力量的绝对领导。
重大历史事件参见“中华人民共和国历史年表”。

## 中华人民共和国历史概述

### 建国简史

#### 国共内战

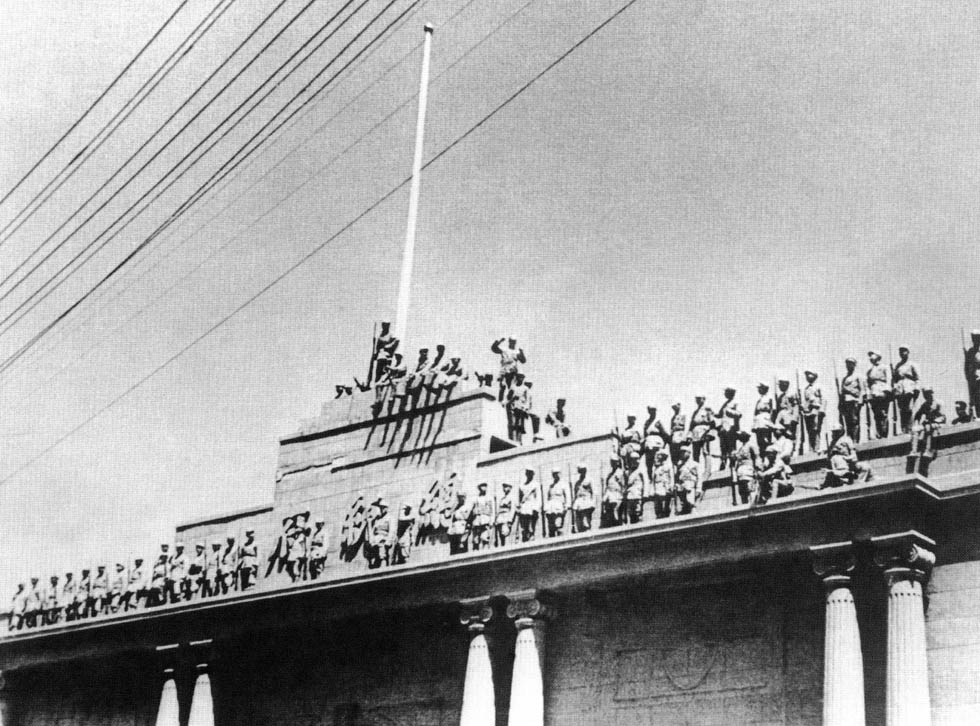
1949年4月渡江战役开始不久，中国人民解放军第三十五军即占领中华民国首都南京总统府。

1945年8月，日本无条件投降。抗日战争期间，既已存在的国共摩擦随即演变为国共冲突。1946年，中国共产党与中国国民党争夺中国政权的第二次国共内战全面爆发。1949年初，中国共产党领导解放军取得遼西會戰、徐蚌會戰與平津會戰“三大战役”的胜利。此前的1948年5月1日，中共中央号召“各民主党派、各人民团体及社会贤达，迅速召开新的政治协商会议，讨论并实现召集人民代表大会，成立民主联合政府。” 1949年4月，人民解放军击败中国国民党指挥的中华民国国军，在渡江战役中占领了中華民國首都南京市及全国经济中心——上海市，在中国大陆取得绝对优势。

#### 建國會議
旨在建立中国新的联合民主政府的新政协筹备会议于1949年6月15日至6月20日在北平召开。筹备会决定在常务委员会领导下设立六个小组，分別完成下列各项任务：一、拟定参加新政治协商会议的单位及其代表名额；二、起草新政治协商会议组织条例；三、起草共同纲领；四、拟定中华人民民主共和国政府方案；五、起草宣言；六、拟定国旗、国歌及国徽方案。第一小組在筹备会成立会闭幕前，即拟定完成“关于参加新政治协商会议的单位及其代表名额的规定”并获通过 。
1949年，中国人民政治协商会议筹备会议第四小组负责起草《中华人民共和国中央人民政府组织法》。新政权的名字起初普遍称为“中华人民民主共和国”，在7月9日举行的第四小组第二次会议上，清华大学教授张奚若主张使用“中华人民共和国”；后经反复讨论，得以采纳。此外，最后提交给政协第一届全体会议的文件中，中国人民政治协商会议共同纲领和政府组织法中的国号均在“中华人民共和国”后，括号加注“（简称中华民国）”六个字。周恩来受命于毛泽东，于9月26日中午，紧急宴请二十多位元老，讨论去掉“中华民国”的简称。9月27日在政协全体会议讨论和通过共同纲领和政府组织法时，正式决定去掉“中华民国”的简称。此后，新政权的名字确定为“中华人民共和国”。
1949年9月21日至9月30日，中國人民政治協商會議第一屆全體會議在北平召開。9月27日，會議通過《中國人民政治協商會議組織法》和《中華人民共和國中央人民政府組織法》，並決定「中華人民共和國的國都定于北平，自即日起改名北平為北京」；「中華人民共和國的紀年採用公元，今年為一九四九年」；在中華人民共和國的國歌未正式制定前，以義勇軍進行曲為代國歌；中華人民共和國的國旗為五星紅旗，象徵中國革命人民大團結。9月29日，會議通過具有臨時憲法性質的《中國人民政治協商會議共同綱領》，會議代表全國人民的意志，宣告中華人民共和國的成立，組織人民自己的中央政府，並一致同意以新民主主義即人民民主主義為中華人民共和國建國的政治基礎。在普選的全國人民代表大會召開之前，政協代行全國人民代表大會的職權 。9月30日下午三點，會議開始，先以整個名單付表決的方法，一致通過已經協商的政協第一屆全國委員會，共180人；然後，以無記名聯記投票的方法，選舉中央人民政府委員會的主席、副主席和委員。會議主席宣布，毛澤東當選為中央人民政府主席，朱德、劉少奇、宋慶齡、李濟深、張瀾、高崗當選為副主席，周恩來任政務院總理兼外交部長，其他56人當選為中央人民政府委員。

### 主要发展与成就
1949年起，中国社会经历了一次由中央至地方、有其特色的巨大变革，从贫穷、落后转变为一个日益现代化的国家。《中华人民共和国宪法》第一章第一条定义中华人民共和国为一个社会主义国家；自邓小平时代起中国奉行“中国特色社会主义”的总体发展路线，部分人士进而提出“中国模式”。依据联合国开发计划署，2019年中国大陆的人类发展指数排名世界第85名、发展程度为“高”，香港排名世界第4、发展程度为“很高”。

#### 经济社会
1950年代完成的“一五计划”奠定了中国工业化的基础，同一时期的土地改革运动消灭了地主阶级，中国的封建土地制度就此终结。而截止1964年，据中国官方统计扫盲运动使得全国文盲率从1949年的约80%降至52%（另一份数据显示，截止1965年文盲率为38.1%）。按照中国国家统计局数据，文化大革命结束后，1978年中国成为世界上最贫穷的国家之一，人均国内生产总值（GDP）仅为156美元，81%的人口为农民，全国文盲人数将近2.4亿、文盲率达25%、青壮年中有30%-40%是文盲。

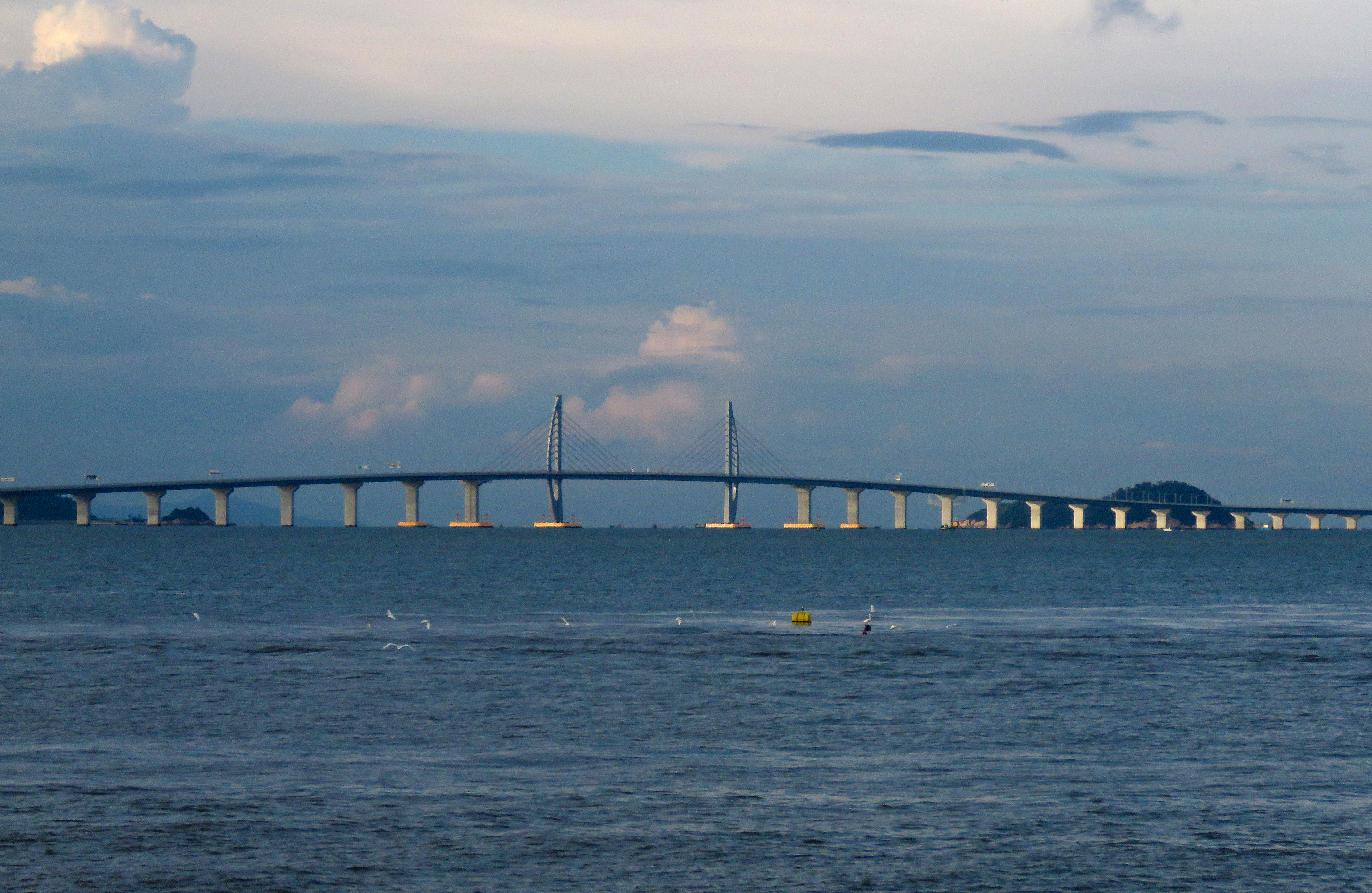
世界上最长的跨海大桥港珠澳大桥于2018年建成通车。

1970年代末到1980年代初，中国经历了拨乱反正、开始了改革开放，逐渐成为世界上经济发展速度最快的国家之一，2010年中国的国内生产总值超过日本、成为世界第二大经济体。2018年，国际货币基金组织数据显示中国大陆人均GDP达到9608美元（世界银行数据为9771美元）、位居世界第69名；2019年，中国人均国内生产总值人均GDP达到10276美元，开始向高收入国家迈进。2018年，中国大陆农村人口比例降至40.42%，另据联合国教科文组织统计2015年的中国文盲率下降至3.6%。中国官方数据显示，1981-2012年间中国大陆贫困人口减少7.9亿，大多数人民享有食品、住房、医疗等生活必需品。
改革开放期间，中国南方诞生了新兴超大城市深圳市，被誉为“中国硅谷”。2019年，依据《财富》杂志，中国的世界500强公司数量达到129家（《财富》的计算方法纳入了10家台湾公司）、超过美国的121家跃居世界第一。21世纪起，中国高铁系统、港珠澳大桥、5G网络等社会大型基础设施的建设也引起瞩目。
随着经济的发展和医疗条件的改善，中国人的平均寿命由1949年的35岁提升至2009年的73岁，部分沿海都市人均寿命接近发达国家水平；2019年12月，中国大陆总人口突破14亿，而1970年代以来实行的计划生育政策使得中国人口的增长率稳步下降。因此，中国一定程度上的解决了人口过剩和营养不良的问题。

#### 科教文化

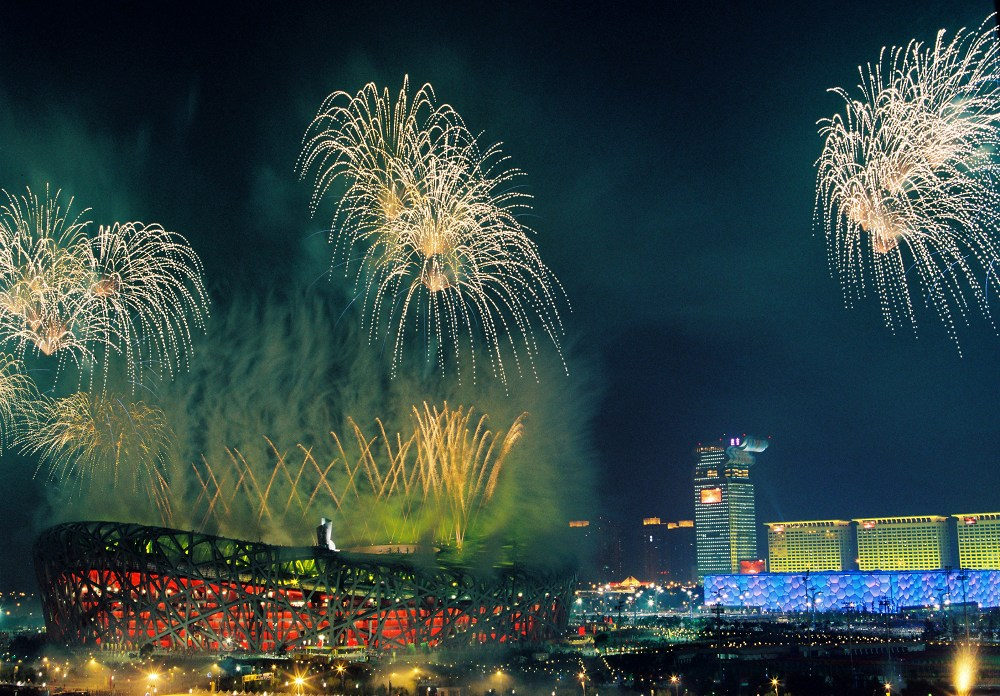
2008年北京奥运会开幕式的烟火表演。

1960-70年间完成的“两弹一星”工程奠定了中国航天和国防科技的基础。改革开放后，中国载人航天工程和中国探月工程、北京正负电子对撞机、大亚湾核反应堆中微子实验、北斗卫星导航系统、暗物质粒子探测卫星、量子科学实验卫星、500米口径球面射电望远镜、蛟龙号潜水器、天河二号超级计算机、袁隆平等人的杂交水稻技术等成就得到国际瞩目。21世纪以来，中国公民刘晓波、莫言、屠呦呦先后获得诺贝尔奖。
1982年，“普及初等义务教育”被写入《八二宪法》。1986年，《中华人民共和国义务教育法》颁布，中国大陆开始实行九年义务教育。20世纪90年代，高等教育的“211工程”、“985工程”先后启动。
1979年，中华人民共和国恢复了在国际奥委会的席位。21世纪以来，在历届奥运会奖牌榜上，中国国家队也位居世界前列。此外，中国还先后举办了2008年北京奥运会及残奥会、2010年上海世博会、2010年广州亚运会、2011年深圳大运会、2022年冬季奥运会及残奥会。

#### 外交军事
在外交上，1949年后的中国变得较为独立自主，虽然在长达22年的时间里遭受到美国及苏联两大国的封锁、被联合国排除之外（直至1971年取代中国席位），却依然被视為冷战中少数几个独立于两阵营外的最重要国家之一。随着经济实力的发展，中国也日渐成为全球瞩目的大国，区域与全球影响力不斷上升，改革开放后1991年加入亚太经合组织、1997年香港回归、1999年澳门回归、2001年6月上海合作组织成立、2001年12月加入了世界贸易组织，截止2019年9月世界上共有180个国家与中华人民共和国保持外交关系。而一些重要的国际峰会开始在中国大陆举行，譬如杭州主办了2016年二十国集团杭州峰会、厦门主办了2017年金砖国家峰会。
在军事方面，中国也取得了较大的发展，截止2019年中国人民解放军拥有约两百万名现役军人、是世界上兵力最多的正规军队，国防安全不再是重大威胁。1949年-2019年，中国人民解放军经历了11次裁军，其中包括较为知名的1985年百万大裁军，部队总人数由最初的600多万降至200万左右、并进行了现代化改革和精简编制。

### 主要争议与不足
在发展过程中，中国社会出现了贫富差距扩大、城乡发展不平衡、产能过剩、缺乏自主创新技术、房地产泡沫、通货膨胀、人口过剩、人口老龄化、男女比例不均、社会竞争激烈等诸多较为严重的问题。与此同时，中国共产党长期一党专政下的中国社会产生了独裁、极权、滥权、腐败、垄断、特权、司法不公、官僚主义、权钱交易、人权受损、自由受限、民族冲突等种种问题甚至灾难。此外，中国官方以及部分海内外学者均指出，中国大陆经济数据存在长期造假问题，特别是夸大了经济成长的数据。

#### 经济社会

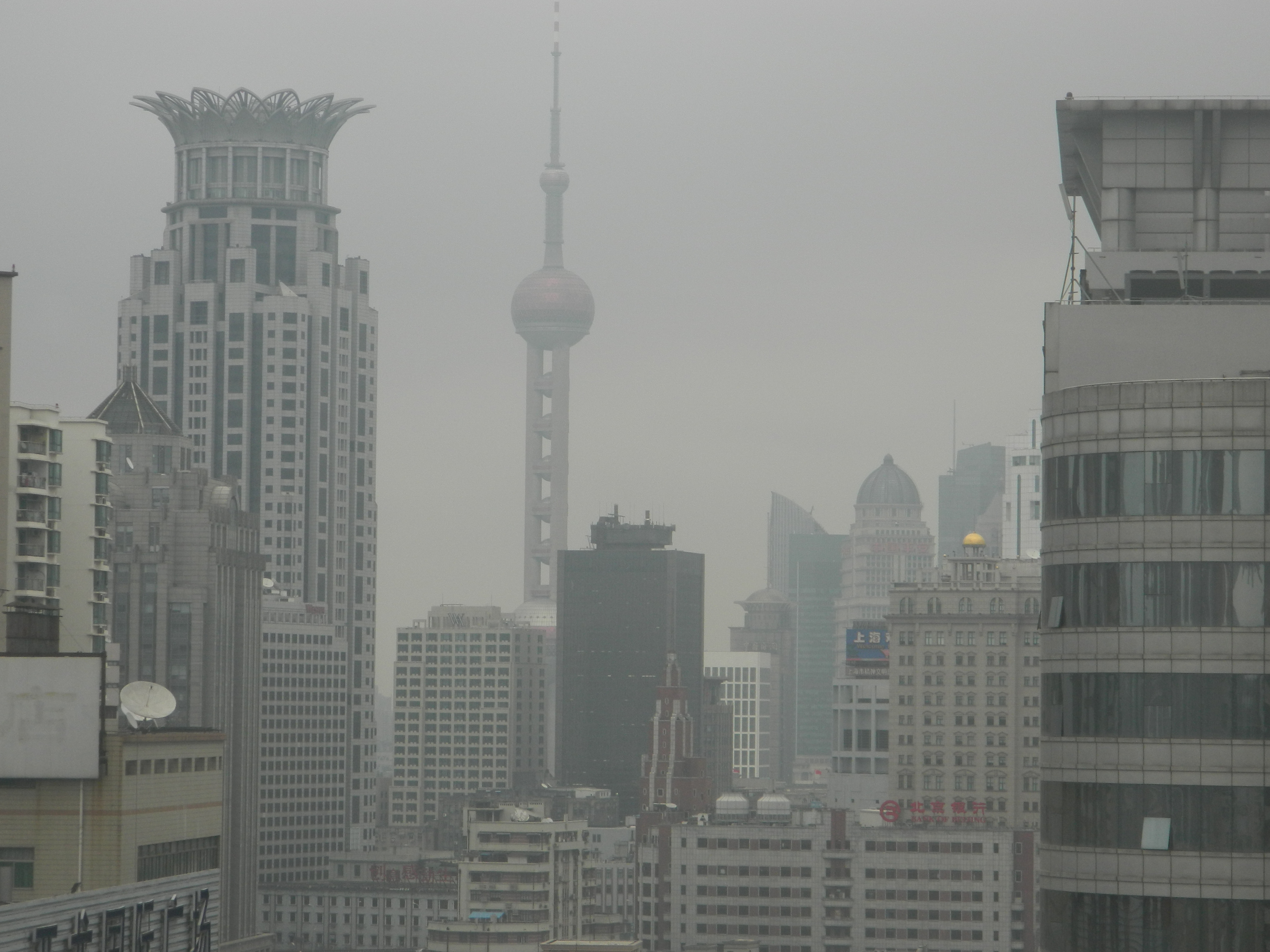
雾霾问题困扰着中国许多大城市（图为上海陆家嘴的雾霾）。

中国的贫富分化现象较为严重，根据中国国家统计局数据，2018年12月中国的基尼系数为0.468、属于高，而国际货币基金组织数据显示自1990年起中国的基尼系数从0.35上涨到了2015年的0.5。一方面，太子党等各大权贵家族垄断主要行业、控制国家财富，并存在大量“裸官”，许多中央高层的子女或亲属移民海外或拥有外国绿卡。2020年位列透明国际“清廉指数”排名世界第78名。另一方面，社会底层出现了严重的“农民工问题”，2010年以来包括农民工在内的许多社会低收入人群逐渐构成了新兴的“蚁族”阶层。此外，中国的城乡差距逐渐拉大，1996年“三农问题”被正式提出。
人口方面，截止2019年底中国大陆人口数量达14亿，男性人口比女性人口高出3049万。2020年的第七次全国人口普查数据真实性和准确性则遭到多方面质疑。截止2013年，中国国家人口和计划生育委员会等机构估计1970-1999年出生的适婚单身人口中，男性人口比女性高出2315万； 而截止2018年底，中国国家统计局数据显示中国老龄人口（65岁以上）占总人口的11.9%、属于老龄化社会。
此外，随着工业化和城市化的推进，中国大陆的环境污染、资源短缺及过度开采、人均资源占有量低、生产监管漏洞等也逐渐成为较为严重的问题，其中突出的例子包括矿难频发、雾霾、土壤污染、淡水资源短缺等。中国大陆的食品药品安全问题也屡见不鲜，21世纪以来曾曝光过毒奶粉事件、地沟油事件、假疫苗事件、校园食物中毒等重大案件。与此同时，20世纪90年代起至2019年，中国大陆主要经历了四次越发严重的产能过剩，钢铁、煤炭、冶金等行业供大于求，造成大量企业亏损。2010年以来，高新技术产业缺乏自主技术、大城市的房价飙升等问题也日趋严重。

#### 政治体制
1949年起，中国的司法体系即受到中国共产党的控制，而至习近平时期中国官方仍明确反对司法独立，同时对部分维权律师进行了迫害和镇压。一直以来，众多中外学者批评中国共产党和中国政府利用对媒体、学术、教育、资讯的控制，掩盖甚至篡改历史事实、煽动民族主义和民族情绪，对民众进行了欺骗和洗脑，以维护一党专政和自身的“合法性”。中共官方及部分学者则将“还原历史”、“重写历史”、“否定党史及国史”的主张称为“历史虚无主义”。截止2021年，依据《经济学人》杂志，中国的民主指数为2.21/10，仅位列世界第148名、属于“专制政权”。截止2022年，依据研究机构自由之家，中国的总体自由指数得分为9/100、属于“不自由”，而依据国际组织无国界记者，中国的新闻自由程度仅位列世界第175名。
1949-1976年间，毛泽东时代的镇压反革命运动、三反五反运动、肃反运动、反右运动、大跃进、人民公社化运动、四清运动以及文化大革命等，对中国的民主和法制造成了严重的破坏，包括刘少奇、彭德怀、贺龙等中共中央领导人在内的数千万人遭到批斗和迫害，中国的知识分子、农村精英阶层等受到了巨大打击，文革时期中国的传统文化及道德沦亡，大量文物古迹被毁，科研教育事业遭受了重大冲击。据各方估计约有4000万-8000万人因此非正常死亡。

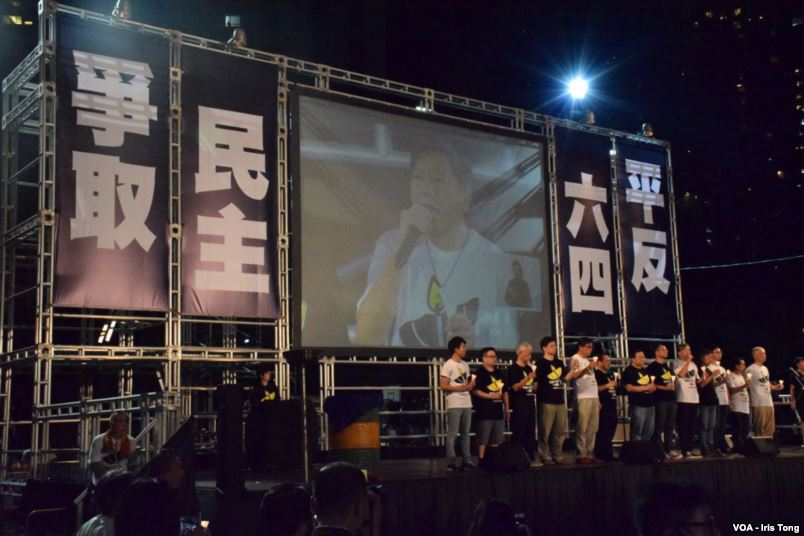
香港维多利亚公园“六四事件”26周年纪念活动。

1980年代，邓小平、赵紫阳等人推动的中国政治体制改革曾被外界寄予期望，但后期的改革最终因为“六四事件”的爆发而失败，中国政府也因此事件遭到了国际社会的普遍谴责和制裁。六四事件直接导致了中国经济上的改革开放放缓甚至停滞，直至1992年邓小平南巡后才重新提速。
1990年代末期起，江泽民时代的镇压法轮功事件和兴起的非法器官买卖、胡锦涛时代开始的对中国维权运动的打压也备受争议。2000年后，随着网络时代的兴起，中国政府采取了严苛的网络审查制度进行舆论控制、异见打压，导致谷歌、雅虎等公司陆续退出中国大陆市场。其中，中国政府还对包括维基百科在内的部分国外网站进行了网络封锁，并被指责雇佣大量网络评论员（俗称“五毛党”）发表拥护中国共产党和中国政府的评论、控制舆论导向。
2010年代，习近平主政下的中国政府为了“打击犯罪”、“弘扬诚信”，开始利用快速发展的大数据和人脸识别等技术建立全社会大规模监控体系和“社会信用体系”，截止2019年6月，中国政府官方数据显示已有3000多万人次因为信用分数不够而被禁止搭乘飞机和高铁，海内外的反对人士认为此举严重损害了公民的自由和隐私权等基本人权。2019年，习近平提出必须加强共产党对依法治国的领导，明确反对宪政、三权分立和司法独立。此外，新疆再教育营、香港反送中事件和中美贸易战等事件也在全球范围内引起广泛争议。

## 毛泽东时代（1949年-1976年）

### 稳固政权
1949年10月1日下午3時，在北京天安門廣場举行开国大典，毛泽东在天安门城楼上宣告中華人民共和國中央人民政府成立，中华人民共和国正式成立，以后每年的10月1日就成为中华人民共和国国庆节 。中華人民共和國建立之初，中國經歷長期的動亂與戰爭，經濟水平落後，貨幣貶值，交通運輸不暢。建國初期，中華人民共和國政府進行大規模的城市工商業社會主義改造、農村土地集體化及社會改革，成功抑止通貨膨脹、重振經濟，並且建立起因戰火而受到嚴重損害的工業體系，以期建立一個依照馬克思列寧共產主義原則並全面模仿蘇聯工業化模式的新中國，但不少資產階級和菁英階層卻在此時期被迫害。

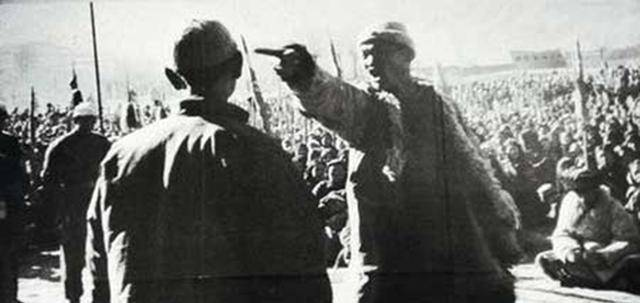
土地改革运动時期农民正在对地主进行批鬥

1950年代开始“土地改革运动”，并于1950年6月颁布《土地改革法》以指导这项运动，将地主的土地没收，从政治和经济上彻底消灭了中国自秦汉以来作为地方政治精英的乡绅阶层，改变了两千多年来“皇权不下县”的局面，国家政权的动员力从此深入村镇基层。这次土地改革是中国共产党在第二次国共内战时期对老解放区土地改革的继续，基本完成了全国范围内的土改，至1953年，除新疆、西藏、青海、川边等少数民族地区，中国大陆大部分地区的土地改革基本完成，3亿多无地或少地的农民无偿分得约7亿亩土地及生产资料，并每年免除地租3000万吨粮食。但是从1953年开始，中共开始实行土地集体所有制，强制实施农产品统购统销政策和农业合作化运动，再次剥夺了农民的土地，且学者估计土地改革共造成100万-500万地主、富农及亲属死亡，导致农村精英阶层的消亡。与此同时，中共以大城市和经济发达地区为主展开了“三反五反运动”，许多资本家和商人被迫害自杀，亦有许多人士被处决或折磨致死，中国大陆资产阶级消亡。同时间发起了对知识分子的“思想改造运动”。
中華人民共和國成立初期，支持中華民國的部隊到處與解放军和新建的地方政权對抗。中华人民共和国政府在1950年开展全国性的“镇压反革命运动”、“剿匪行动”，动员超过了一百五十万的军队，其中学者估计镇反运动处决了100万-200万人。随着“剿匪行动”的开展，数年之后，中华民国政府在大陆地区的残余武装被消灭殆尽。与此同时，1950年6月25日，朝鲜发動朝鲜战争。战争初期朝鲜人民军势如破竹，幾乎占领整个朝鲜半岛，但是联合国军在仁川登陆后，战争形势逆转，联合国军逼近朝中边境线。当时的中国领导人决定以中国人民志愿军的名义入朝作战；与此同时，在国内发动了对美帝国主义的所谓“三视教育运动”（即“仇视”、“鄙视”及“蔑视”）。在经过五次大规模战役后，双方进入胶着状态，1953年7月27日双方签署《停战协定》。
领土方面，中共在1950年的昌都戰役消滅藏軍主力後，1951年同西藏政府達成《關於和平解放西藏辦法的協議》，對西藏取得控制權。至此，除台灣、香港、澳門、少數沿海島嶼及其他與鄰國有主權爭議的領土以外，中國領土已全部被中華人民共和國政府控制。1953年的東山島戰役后，国军未再组织成建制的反击。至1955年，解放军发起一江山岛战役，相继攻占浙东沿海还被国军控制的全部岛屿。至此，中国大陆沿海只剩下福建沿海的金门和马祖还被国军控制。

### 社会主义初期建设
1953年至1956年，中国政府对生产资料所有制进行的社会主义改造，内容包括“农业社会主义改造、手工业社会主义改造、资本主义工商业社会主义改造”，又合称为「三大改造」，其目的是改变生产关系的性质。1956年底三大改造基本完成，中共八大提出社会主义制度在中国已经基本建立，并开始全面推行计划经济。在三大改造时期，中国政府同时间开始了社会主义工业化的起步，制定并实施了國民經濟的第一个五年計劃（1953年至1957年），培養了大量的技術專家、產業工人，一定程度上提高了國民收入，並且通過蘇聯和東歐技術的引進提高了解放軍的現代化水平。与此同时，各地农民和手工业者爆发大规模“退社运动”（退出合作社）甚至引发暴动，反抗“统购统销”、“合作化”等政策，但遭到镇压。1954年9月20日，第一部《中华人民共和国宪法》（又称《五四宪法》）在第一届全国人民代表大会第一次会议上通过，共四章106条。
与此同时，各类政治运动逐步开展。1955年7月1日，中共中央發出《關于展開鬥爭肅清暗藏的反革命分子的指示》，在中國大陆各省、市、自治區、人民解放軍和中央一級黨的、政府和群眾團體的機關開始“肅清一切暗藏的反革命分子”的政治运动。8月25日，中共中央發出《關于徹底肅清暗藏的反革命分子的指示》，毛澤東將各團體中鎮壓的比例定為百分之五。1956-1957年，“百花运动”、“反右运动”相继展开，至少55万知识分子和民主党派人士等遭到批斗和迫害，民主制度建设遭到严重破坏，中国大陆进入中共实质性一党专政时期，为大跃进、文化大革命的爆发埋下伏笔。
科教文卫方面，全国扫盲运动、汉字改革进一步展开，1955年底开始推行“汉字简化方案”、“汉语拼音方案”，并开始推广普通话。1956年中央通过了《1956-1967年科学技术发展远景规划纲要》，“两弹一星”工程开始酝酿。1950年代后期，中国大陆还爆发了一些重大传染病疫情，也随之出现了相应的医疗进展和医学进步。1955年，江苏南通爆发“脊髓灰质炎”（俗称小儿麻痹症），此后一段时间内，中国每年报告的脊髓灰质炎病例有2万-4.3万例，造成大量儿童残疾甚至死亡；1958年起，顾方舟等人开始进行脊髓灰质炎疫苗研究，在美国、苏联的技术和疫苗基础上，进一步研发出口服型“糖丸”疫苗。与此同时，1957年2月，中国贵州省爆发“亚洲流感”，同年中国政府决定成立“国家流感中心”并于1958年编写发行了《流行性感冒手册》，该疾病传到世界各地所导致的大规模疫情持续到1958年，据世界卫生组织估计全球共有100万-400万人因此死亡。此后，亚洲流感病毒变异，并于1968-69年导致“香港流感”爆发，再度造成全球100万-400万人死亡（世卫组织数据）。

### 大跃进及大饥荒

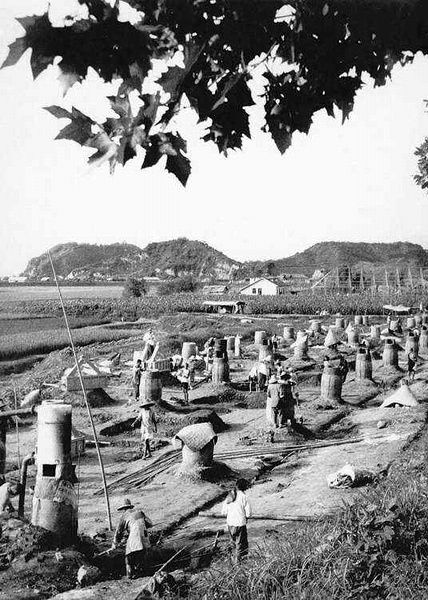
大跃进时期全民大炼钢

1957年11月，《人民日报》发表社论，提出了“大跃进”的口号。1958年，大炼钢铁、人民公社化运动、除四害运动、“打麻雀运动”等开始在全国范围内推广。1958年5月，中共八大二次会议提出要使中国在15年或更短的时间内，在主要工业产品产量方面在十年內超过英国、十五年內赶美國，即所謂「超英趕美」；又提出“社会主义建设总路线”，此后与大跃进、人民公社被合称“三面红旗”，中共中央主席毛泽东号召大家要破除迷信，解放思想，发扬敢想敢说敢干的精神。会后，全国各条战线掀起大跃进的高潮。8月，中共中央政治局北戴河会议，确定一工农业生产的高指标，提出1958年钢产量翻番，作为实现大跃进的重要步骤，达到1070万吨。農業上，由于毛泽东等一些领导人错误地认为，合作社规模越大越能发展生产力、公社化也是加速建设社会主义并向共产主义过渡的最好形式，所以将原有的農業合作社改組成2.6萬多個人民公社，99%的農民加入到組織中來，其特点是“一大二公”：“大”指规模和经营范围大，“公”指集体化、公有化程度高，即“一平二调”，通过行政手段搞平均主义。社会上出现“人有多大胆，地有多大产”的浮夸风口号，《人民日报》经常报道某某公社“大放农业卫星”。
當時的人們普遍看輕那些強調技術規範的專家，批評他們為「右傾主義」、「三脫離」等。面對有人對冒進的指責，有人發起反冒進，故毛澤東為了反反冒進，提出「大躍進」以阻冒進的指責，希望能在短期內快速提升工業和農業產值。1959年夏庐山会议期间，彭德怀元帅等人批评大跃进政策，但被毛泽东打成“彭德怀反党集团”，引发了此后中共党内的“反右倾运动”，超过300万名共产党党员和干部受到批判。此時中蘇關係也開始出現裂痕，1960年蘇聯撤走在華的所有人員，並且停止對中國的技術協助，中國的工業幾乎因此完全停頓。中蘇兩國的矛盾之後又迅速公開化，兩國在國際論壇上公開翻臉，史称“中苏交恶”。
大躍進的結果是災難性的：基層為達到不可能的目標，虛報、謊報、誇大實際產出。极端的政策遭到农民的抵制甚至引发暴动，而少数民族聚居区内民众与共产党政权之间也产生了尖锐矛盾：1958年青海爆发“循化事件”，解放军镇压造成数百人死亡；1959年爆发藏区骚乱，造成约8万7千人死亡，第十四世达赖喇嘛流亡海外。1960年底，由于大跃进导致大饥荒和经济困难，同时在思想上“左”的错误泛滥成灾、浮夸风盛行，中共中央和黨主席毛澤東開始糾正農村工作中的「左」傾錯誤，並且決定對國民經濟實行「調整、鞏固、充實、提高」的八字方针，大跃进结束。隨即在國家主席劉少奇、國務院總理周恩來、黨副主席陳雲、書記處負責人鄧小平等的主持下，制定并执行了一系列补救性措施。
大跃进导致原有的經濟體系被破壞，農業產值大幅度減少，直接导致1958-1962年的大饥荒，据学术界多方估计有1500万-5500万人非正常死亡，被广泛视为人类历史上规模最大的饥荒。死去的人主要死因幾乎都是饿死，而历史学家冯客研究发现，大饥荒时期还有至少250万人在暴力事件中丧生（譬如故意饿死人、杀人、食人）、约占总死亡人数6%-8%。1962年初，中共召開“七千人大会”，初步總結「大躍進」中的經驗教訓，毛泽东等人開展批評和自我批評，“三面红旗”指导地位下降，时任国家主席刘少奇将大饥荒成因归结为“三分天灾，七分人祸”。會議前後又為「反右傾」運動中被錯誤批判的大多數同志甄別平反。由於這些經濟和政治的措施，包括贯彻“八字方针”、支持“三自一包”改革政策，從1962年到1966年國民經濟得到比較順利的恢復和發展。

### 文化大革命时期

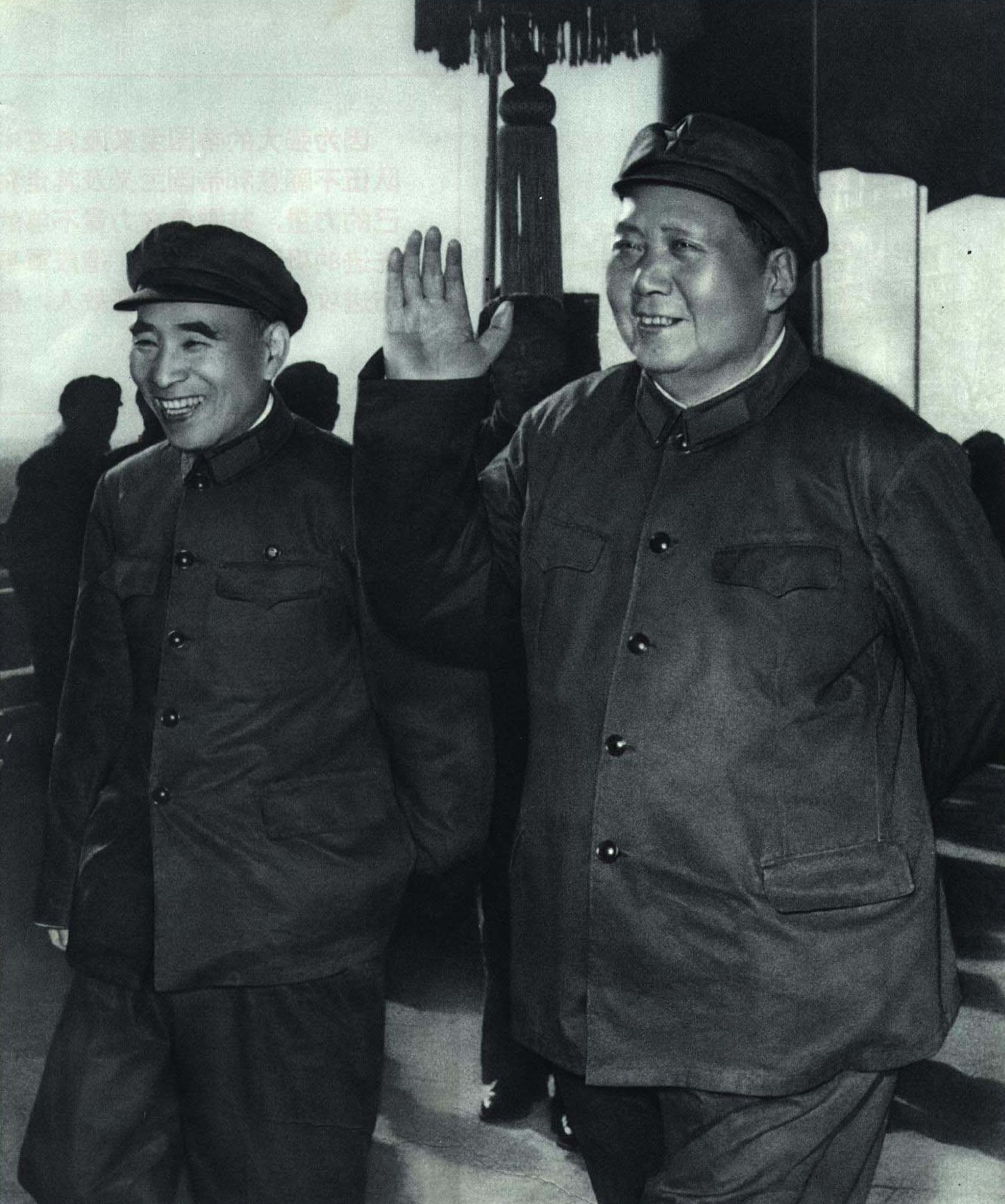
文化大革命期间的毛泽东与林彪（1967年）

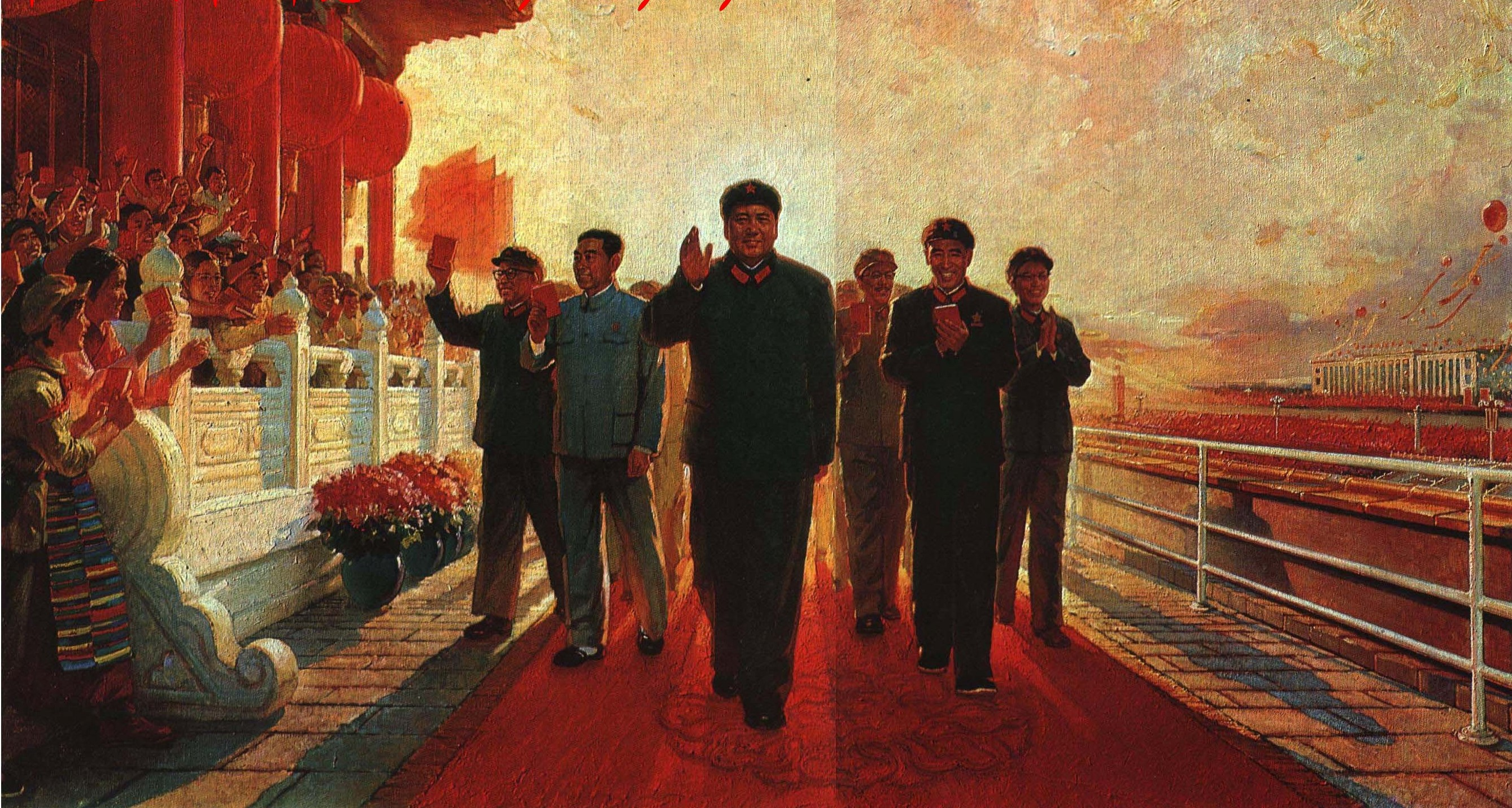
文革期间，毛泽东被神化，对毛泽东的个人崇拜达到顶峰。

1962年“七千人大会”后，毛泽东一度退居二线，劉少奇、鄧小平兩人掌握著一部分黨、政大權，採取較為務實的經濟政策，國民經濟在最初幾年曾有所好轉。但是毛澤東對自身大权旁落以及对刘、邓所采取的這種现实主义政策感到不滿，令他最終與國家主席劉少奇等人決裂。1963年，毛泽东发动的“四清运动”在全国范围内展开，被视为文化大革命的预演。1965年開始，毛澤東及其親信開始針對劉、鄧等人的政治攻擊，譬如姚文元发表的文章“评新编历史剧《海瑞罢官》”。
1966年5月16日，中共中央政治局擴大會議通過《五一六通知》，「無產階級文化大革命」爆发，毛澤東试图发动群众來打擊領導層的劉鄧派，稱後者是「資產階級司令部」，從此中國陷入十年動亂。8月5日，毛澤東的《炮打司令部——我的一張大字報》，矛頭直指劉少奇。北京“红八月”期间，毛泽东首次接见红卫兵，此后红卫兵开始“破四旧”，并迫害和屠杀黑五类及其家属，成为文革“红色恐怖”源头，全国红卫兵大串联，被教唆來攻擊全國各階層的党政當權者。此后诸多地区发生大屠杀事件，在没有饥荒的情况下，广西大屠杀中甚至发生了大规模人吃人事件。1967年1月，上海爆发“一月风暴”，各地造反派开展夺权运动，建立革命委员会以取代原有的党政机关，公检法系统被摧毁。而各派系之间亦有权斗，导致大规模武斗，致使1967-68年间中国大陆进入“全面内战”。一些地區情況失控，1968年夏毛澤東开始派遣工宣队、军宣队等“毛泽东思想宣传队”进驻各机构维持秩序，红卫兵失势，转由工人阶级领导文化大革命，随后毛在当年底決定發動知識青年「上山下鄉」，红卫兵组织解散。与此同时1968年5月起，清理阶级队伍、一打三反运动、清查五一六等大规模政治清洗在全国范围内开展，死亡人数以十万计，文革初期活跃的不少造反派成员遭到政治清算整肃。
在中央层面，在「文革」的最初階段，毛澤東與他「最親密的戰友」、唯一的中共中央副主席林彪成功地在政治上打擊劉少奇、鄧小平等「走資派」，林彪当时作为毛泽东接班人的地位也在1969年4月召开的中共九大上被写入《中国共产党章程》。但中國的政治局勢也在1971年發生重要變化，因與主張修憲「廢除國家主席」的毛澤東發生衝突而在內鬥中失敗的林彪在該年9月13日出走，在飛往蘇聯途中飛機失事墜毀。此后，“四人帮”势力扩大，雖然政治運動依然頻繁，但較「文革」初期已經有所改善。不過在共產黨內部，權力鬥爭依然嚴重。1974年1月18日至6月，经毛泽东批准，“批林批孔运动”展开，其中「林」是指林彪、「孔」是指孔子，但目的是要借題發揮，打倒周恩來，這是由於批孔運動本來是直接劍指「批周公」；批“黑画”运动也同时展开，矛头指向周恩来。而在周恩來等穩健派的協助下，鄧小平于1973年恢復工作，並在1975年進入中共中央政治局常務委員會，出任中共中央副主席兼國務院副總理，领导了“1975年整顿”。同年，中共中央组织修改宪法，富有文革色彩的《七五宪法》获得通过，成为中华人民共和国历史上的第二部宪法。1976年1月，周恩來逝世，清明節期間發生以紀念周恩來為名、實為支持鄧小平的四五天安門事件。此后鄧小平再次被打倒，毛澤東任命華國鋒為中共中央第一副主席兼國務院總理。1976年9月，毛澤東逝世，黨內第一把手的位置由毛澤東評價為「你辦事，我放心」的第一副主席華國鋒取得。10月初，華國鋒在葉劍英、汪東興的支持下，成功一举粉碎四人帮，文革结束。此后，华国锋正式出任中共中央主席和中共中央軍委主席，繼任最高領導人。
文革期间高考取消，工农兵学员于1970年起靠推荐上大学。知识分子被视为资产阶级“反动学术权威”，甚至被贬低为“臭老九”，受到广泛的批判和迫害。中国的科研事业也因此受到重大冲击。仅在青海省的核基地内，截止1971年9月就有四千多名职工受到迫害和审查、310多人伤残、40多名职工自尽、5人遭到枪决。1968年，“两弹一星元勋”姚桐斌被毒打致死、“两弹一星元勋”赵九章遭迫害自杀身亡。截止1968年底，中国科学院在北京的170余位高级研究人员中（均是院士）就有131位被打倒，当年即有20位一级研究员自杀，全院在文革中被抄家的达1909户，共有229人被迫害致死。在文革的困境中，科研人员和科学工作者依然取得了一些科技成果，在1964年成功研制第一颗原子弹后，“两弹一星”中的氢弹以及“东方红一号”人造卫星均在文革期间研制成功，使得中国成为世界上第五个拥有核武器的国家、第五个能独立发射人造卫星的国家。

### 外交方面

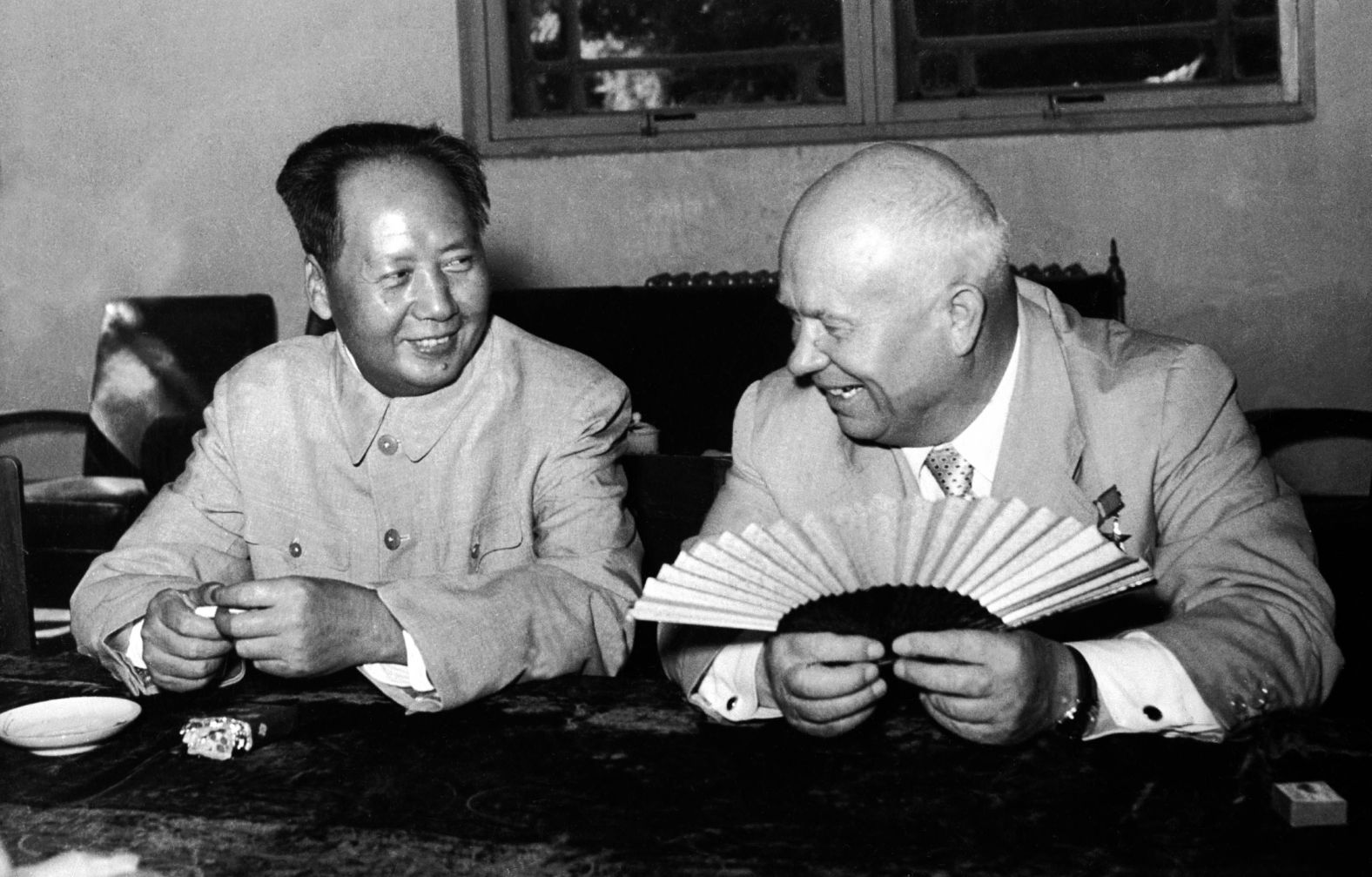
1957年，时任苏联领导人赫鲁晓夫访华，与毛泽东会面。

中华人民共和国建国初期，中共实行“一边倒”的外交政策，加入了以苏联为首的社会主义阵营，并于1950年签订《中苏友好同盟互助条约》，此后苏联对中国提供了大量援助。1953年，周恩来提出“和平共处五项原则”的外交方针，并在1955年的万隆会议上提出“求同存异”方针。 1950年代末、1960年代初，中苏交恶，双方产生路线分歧同时毛泽东发表争议性的核战言论，苏联终止援助中方。1962年4月起，中华人民共和国两位开国少将祖农·太也夫、马尔果夫·伊斯哈科夫以及超6万边民从新疆边境叛逃苏联，史称“伊塔事件”。1964年中苏边界第一次谈判无果而终，但在越战期间中国同苏联一道支持越南并于1965年出兵“抗美援越”。1966年起，文革期间中苏爆发連續的邊境衝突，1969年3月“珍宝岛事件”双方爆发重大军事冲突，走向核战争边缘，苏联一度准备对中国大陆包括北京在内的多地实行核打击，10月林彪下达《第一号号令》备战，时任美国总统尼克松进行了干预。

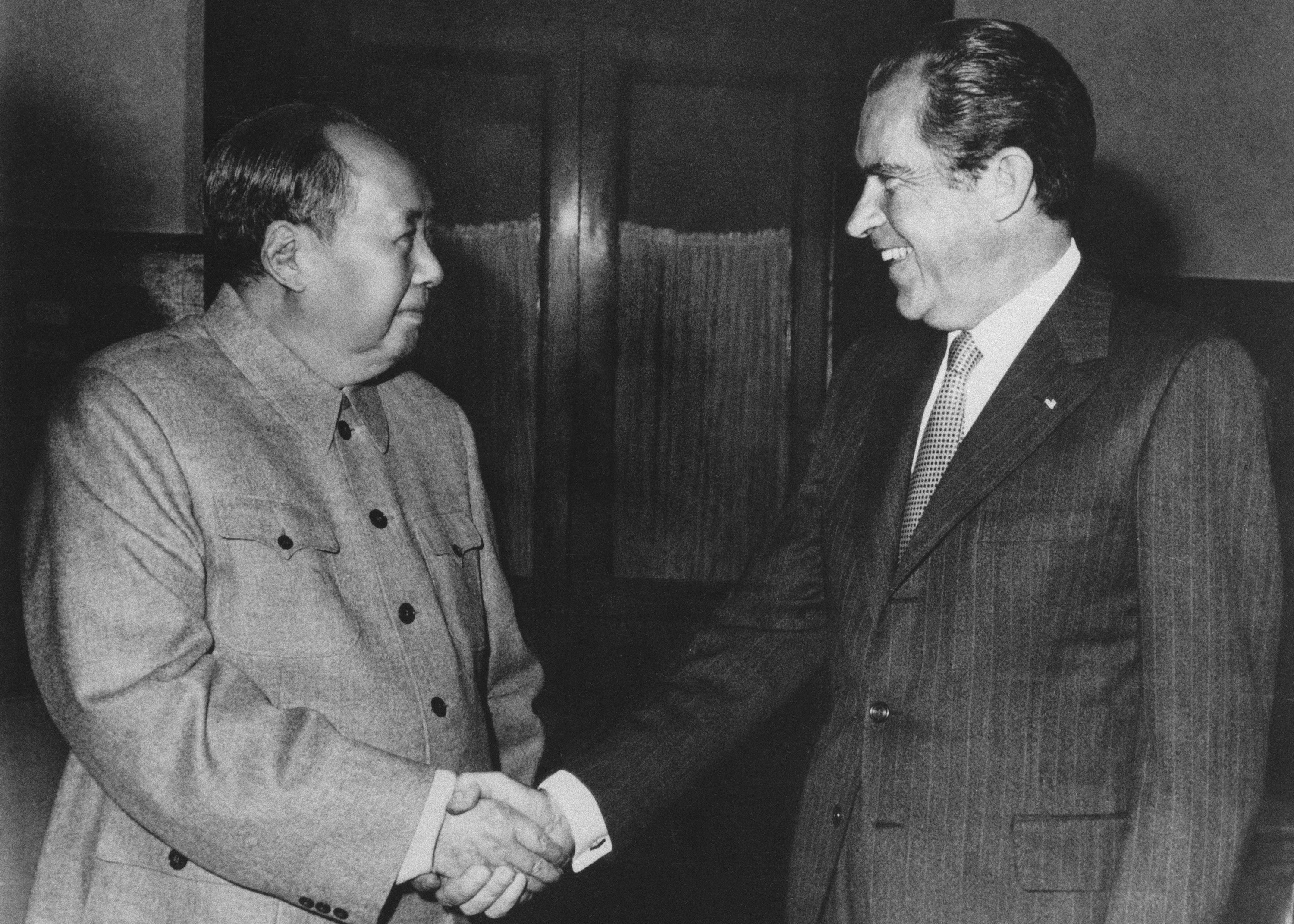
1972年，时任美国总统尼克松访华，与毛泽东会面。

1960年代末和1970年代，中苏两国已相互变成了最危险的敌人之一，苏联在中苏边界陈兵百万、部署核弹头，毛泽东则提出“深挖洞、广积粮、不称霸”的备战口号，中国大陆各大中城市数以亿计的人开展了挖防空洞的活动。在此背景下，毛泽东等中共领导层开始积极谋求与西方阵营发展关系：1971年4月中美开展“乒乓外交”，1971年7月时任美国国家安全顾问基辛格秘密访华，1972年2月时任美国总统尼克松访华（以及开展“熊猫外交”），1972年中国同英、日、德、澳相继建交（此前中国与法國已于1964年正式建交）。期间，1971年10月25日，因《联合国第2758号决议》，中華人民共和國取代了中华民国在联合国中的合法席位，標誌著中華人民共和國首次受到主要國際組織的承認。1973年5月，中美雙方同意互設聯絡處，增加聯繫。1970年代，在美苏冷战、中苏交恶等国际背景下，毛泽东提出了“一条线、一大片”的构想，即美国、日本、中国、巴基斯坦、伊朗、土耳其、西欧结成准联盟，共同对付苏联的扩张势头，此后还提出了“三个世界”的理论。
另一方面，文革时期的外交曾受极左思潮的影响，导致中国与近30个国家发生了外交纠纷、与部分国家恶化到断交的地步。此外，自1962年中印边境战争爆发后，1967年再度爆发中印边境冲突。1967年发生的红卫兵“火烧英国代办处事件”是建国以来最严重的涉外事件。许多中国驻外大使、参赞几乎全部奉调回国参加政治运动，许多人受到批斗，驻外使馆的工作不能正常进行。对外政治、经济、文化交流和合作基本中断，与各国元首和政府首脑级的互访急剧减少，实际退出了几乎所有的国际组织，也不出席国际会议；外贸进出口大幅度下降；派出的留学人员全部被召回国，也停止接受外国留学生。也因对外输出革命而导致世界部分地区出现屠杀、排华现象，造成大量华裔伤亡（如：柬埔寨红色高棉大屠杀、印尼九三〇事件）。

### 灾祸

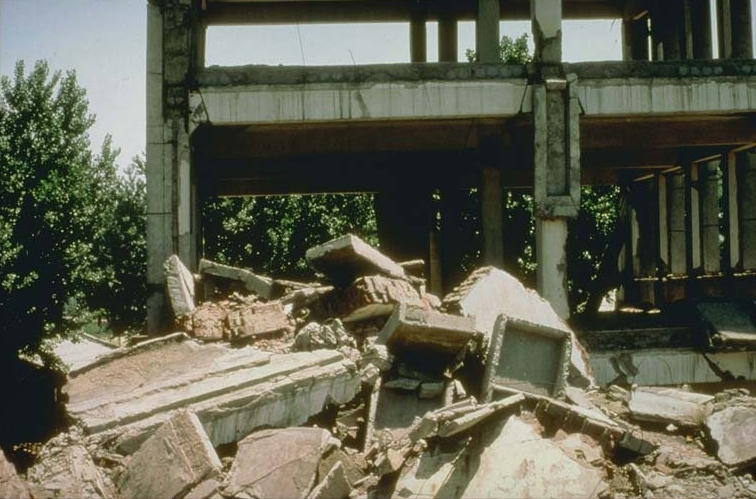
1976年唐山大地震后倒塌的楼房 (原唐山理工大学校内)

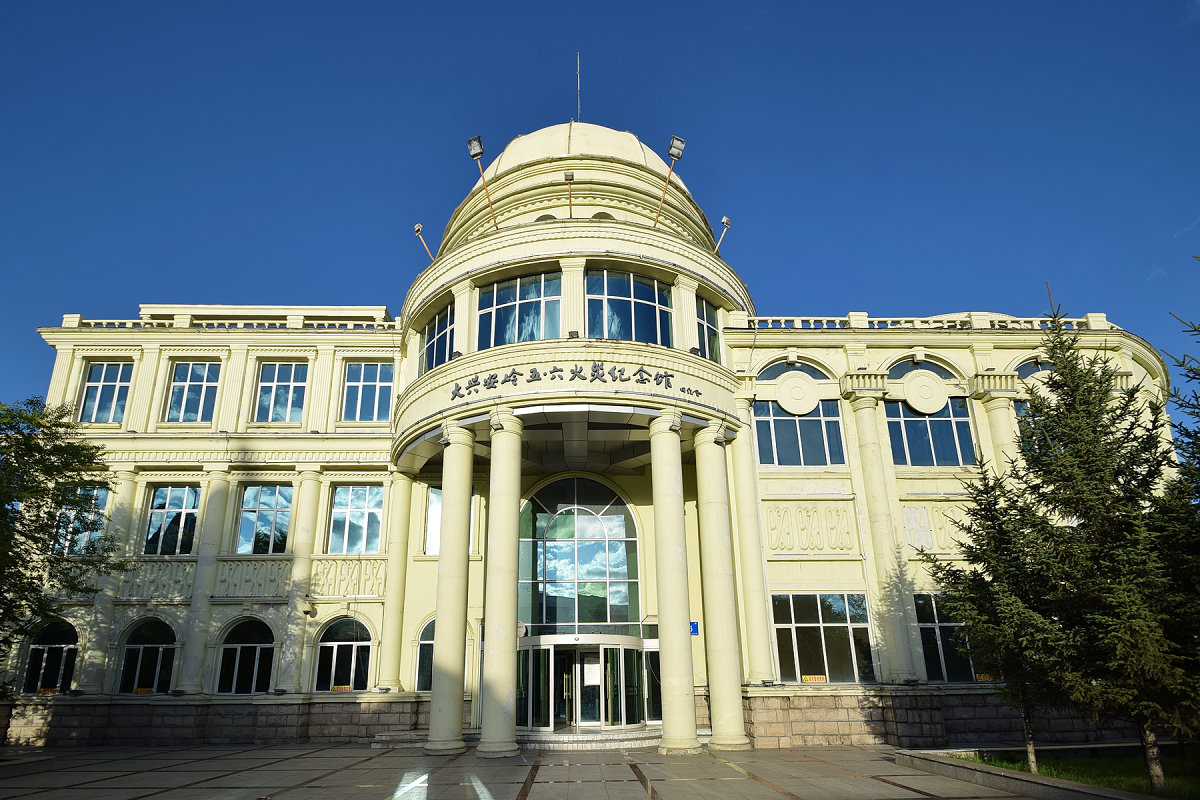
漠河市建有大兴安岭五·六火灾纪念馆，介紹1987年大兴安岭火灾。

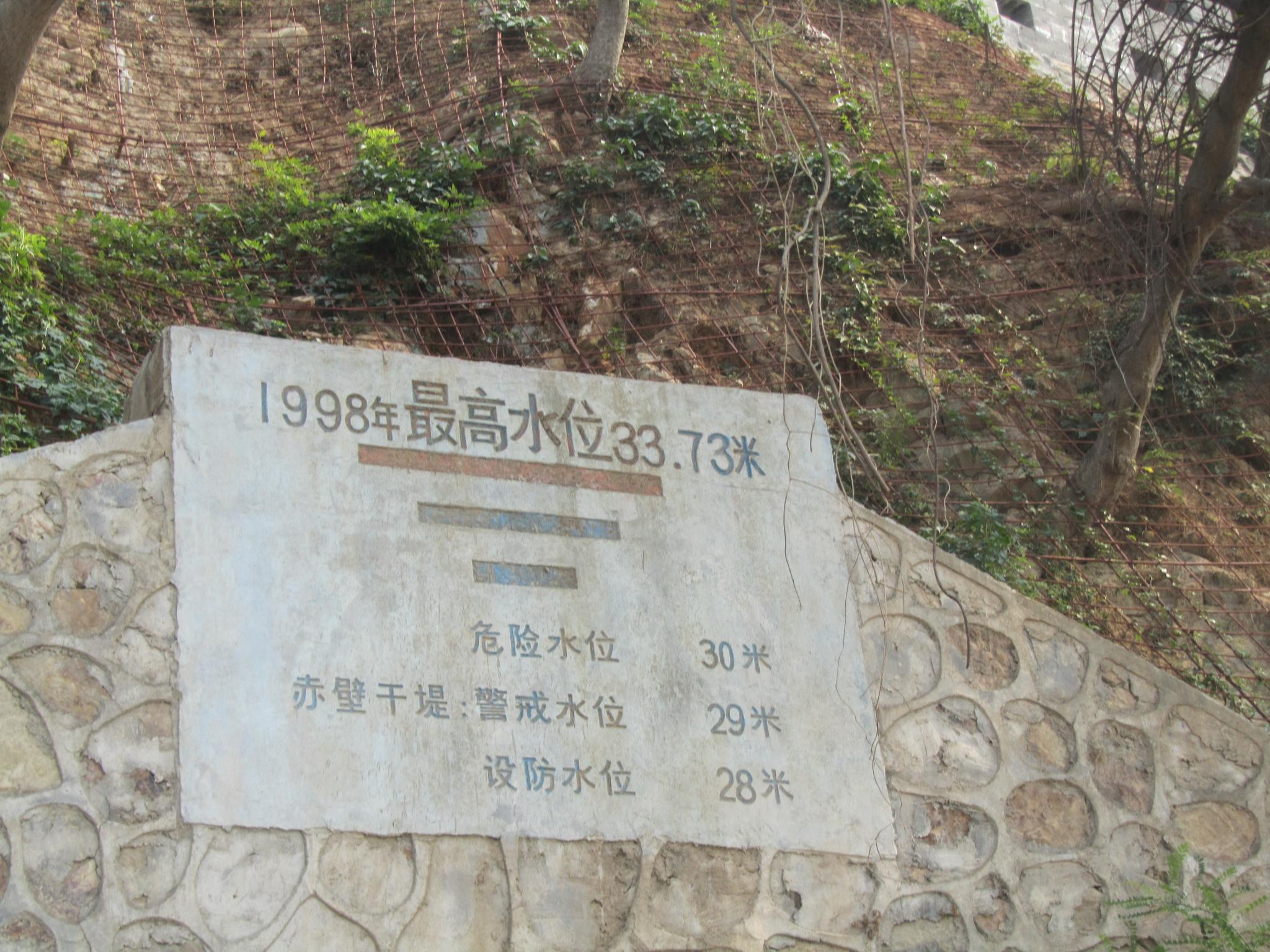
长江堤岸的一块指示牌，记载了此处1998年洪水的最高水位。

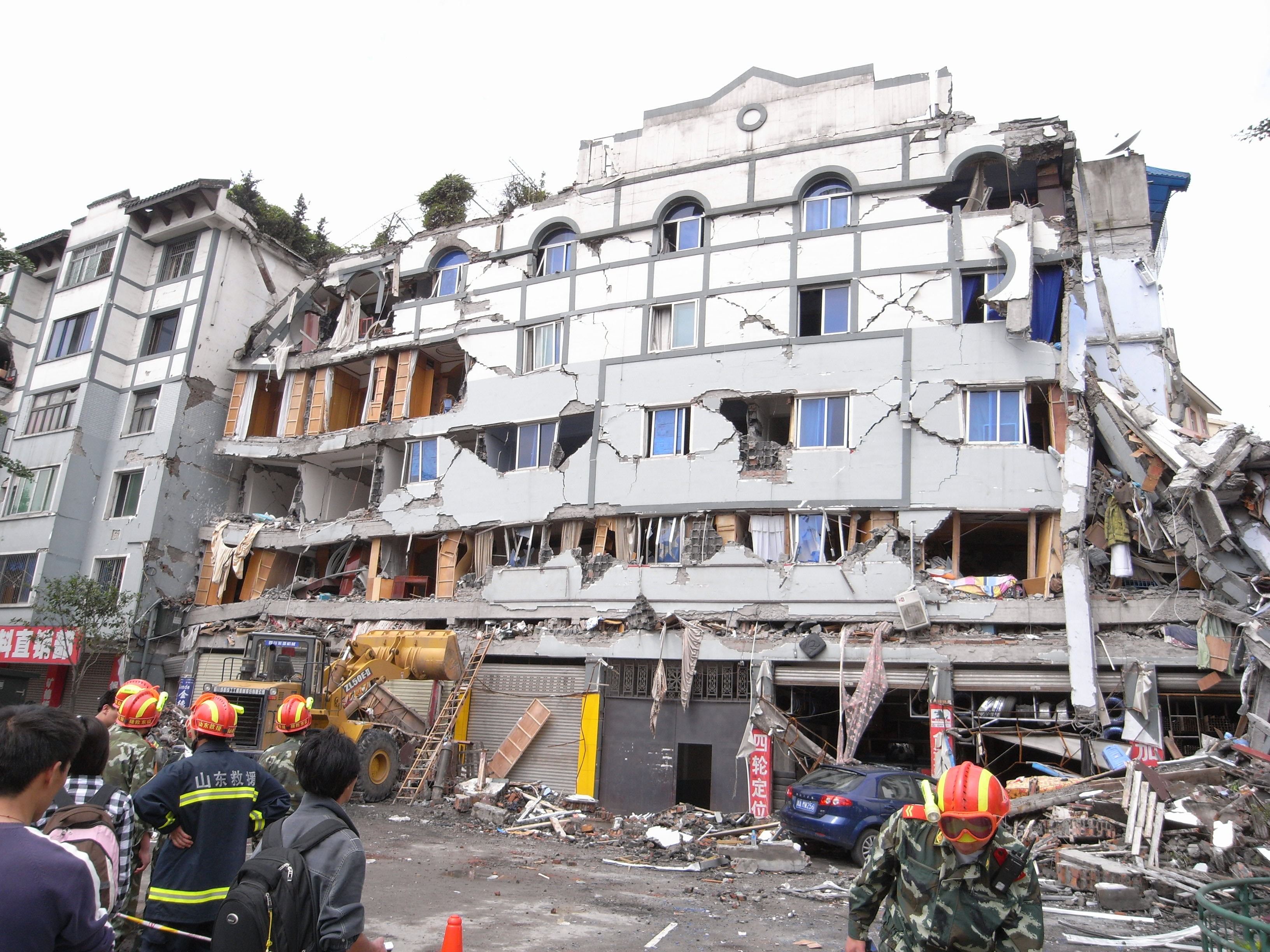
四川汶川大地震（2008年5月12日）

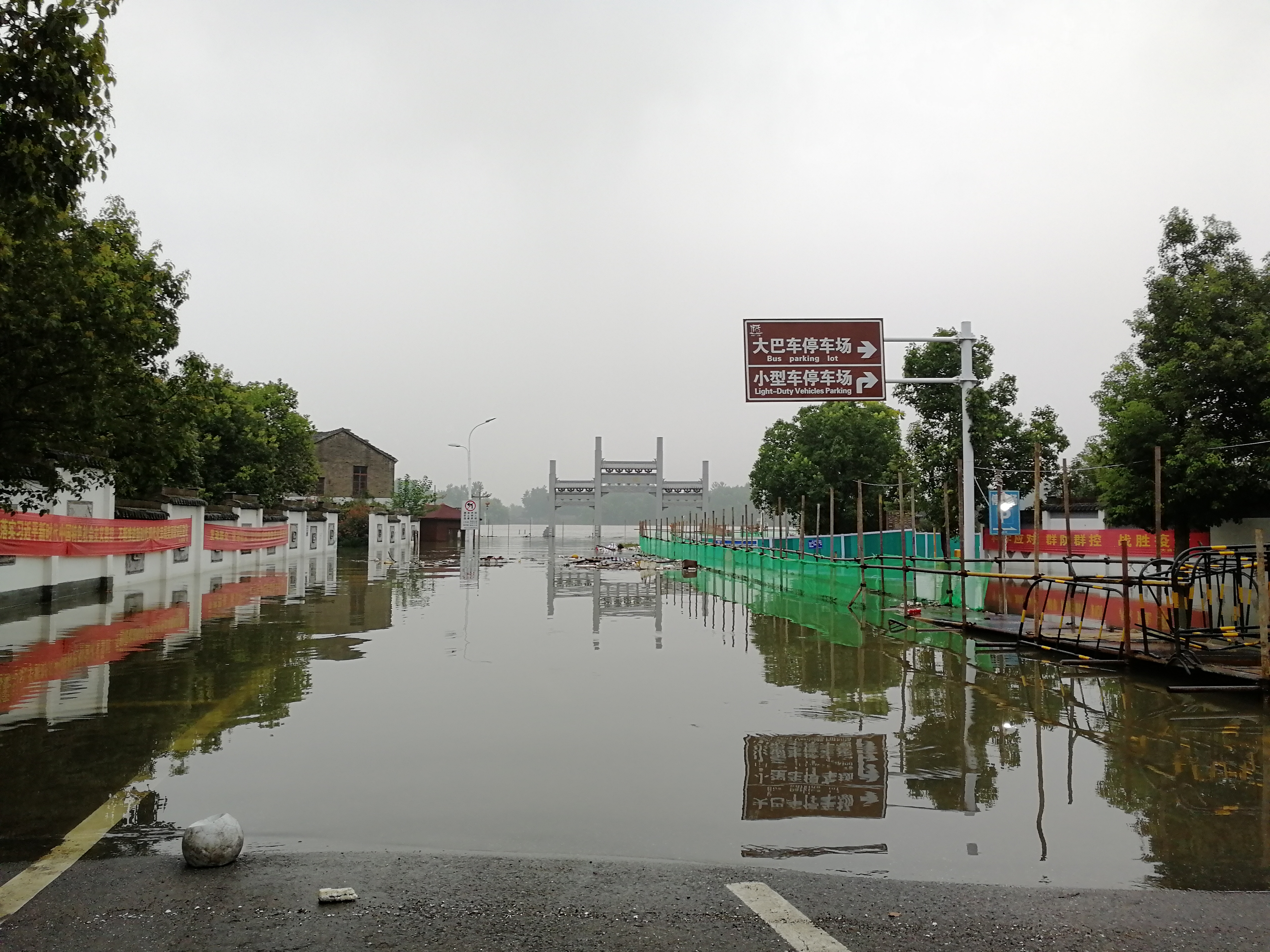
2020年中国南方水灾期间被淹没的铜陵大通古镇

下表（可点击展开）只展示重大的自然灾害或人为事故，包括过渡时期（1976年9月-1978年12月）的重大灾祸。
| 时间        | 重大灾难                     | 地点     | 死亡人数      | 描述 |
| ----------- | ---------------------------- | -------- | ------------- | --- |
| 1950年2月   | 河南宜洛矿难                 | 河南     | 174           | 另有39人受伤，是中华人民共和国建国以来的第一场最大安全责任事故。 |
| 1950年8月   | 察隅地震                     | 西藏     | 4000          | 中国大陆死亡4000余人，印度亦有上千人死亡。 |
| 1951年      | 辽河大水                     | 辽河流域 | 6213          | 辽宁、吉林两省受灾。 |
| 1954年      | 长江大水                     | 长江流域 | 3.3万         | 受灾人口1888万人、因灾死亡3.3万人，受灾农田4755万亩，损毁房屋427.6万间。武昌、汉口被洪水围困百日之久，京广铁路一百天不能正常通车。                                                 |
| 1955-2000年 | 脊髓灰质炎疫情               | 全国     |               | 俗称小儿麻痹症，首先在江苏南通爆发，全市1680人突然瘫痪，其中大多为儿童，并有466人死亡。此后一段时间，中国大陆每年报告2万—4.3万病例。2000年消除。                                   |
| 1957-1958年 | 亚洲流感                     | 全球     |               | 1957年2月源于中国贵州省，中国大陆死亡人数未知，全球约100万-400万人死亡（世界卫生组织数据），是人类历史上致死人数最多的大瘟疫之一。                                                 |
| 1959-1961年 | 大饥荒                       | 全国     | 1500万-5500万 | 主要由大跃进和人民公社化运动导致。 |
| 1960年5月   | 大同老白洞煤矿瓦斯爆炸事故   | 山西     | 684           | 中华人民共和国历史上最严重的矿难事故。 |
| 1963年      | 海河特大洪灾                 | 海河流域 | 5000余人      | 北京、河北受到严重影响。 |
| 1966年3月   | 邢台大地震                   | 河北     | 8064          | 震级为里氏6.8级，震中烈度9度。 |
| 1966-1967年 | 流脑大流行                   | 全国     | 16万余人      | |
| 1968-1969年 | 香港流感                     | 全球     |               | 1968年7月源于香港，是1957-58年亚洲流感的变种。中国大陆死亡人数未知，全球约100万-400万人死亡（世界卫生组织数据），是人类历史上致死人数最多的大瘟疫之一。                            |
| 1969年7月   | 长江洪水                     | 长江流域 | 1603          | 湖北、安徽等地受灾，71万间房屋倒塌。 |
| 1969年7月   | 超强台风维奥娜               | 广东     | 1554          | 在中国大陆又称“七二八风灾”或“牛田洋风灾”。 |
| 1970年1月   | 通海地震                     | 云南     | 15621         | 矩震级为7.7级，震中烈度10度。 |
| 1970年代起  | 乙型肝炎                     | 全国     |               | 70年代起，中国大陆开始爆发乙肝疫情，此后1.2亿人成为乙肝病毒携带者，每年有数十万人因此死亡，主要由于乙肝引起的肝硬化和肝癌，被称为“中国第一病”。                                    |
| 1972年11月  | 台风柏美娜                   | 广东     | 480           | |
| 1973年2月   | 炉霍大地震                   | 四川     | 2175          | 震级为7.9级。 |
| 1974年5月   | 大关地震                     | 云南     | 1423-2万      | 另有1600人受伤，损失牲畜2000多头，同时还使66000余间房屋遭到不同程度的损坏和破坏，其中倒塌28000余间。                                                                               |
| 1975年2月   | 海城大地震                   | 辽宁     | 1328          | 震级为7.3级，震中烈度9度。中国科学家对该次地震进行了准确预测，并提前发布了预报。                                                                                                   |
| 1975年8月   | 河南“75·8”溃坝事件           | 河南     | 24万          | 在超强台风莲娜的影响下62个水库溃坝，是历史上最致命水灾之一、也是受大跃进等影响的重大人为灾难，受灾人数上千万，2005年该事件获官方解密，并被《探索频道》评为世界十大技术灾难第一名。 |
| 1975年8月   | 八四海难                     | 广东     | 432           | 红星245、红星240两船相撞，均沉没。 |
| 1976年7月   | 唐山大地震                   | 河北     | 24.2万        | 震级为7.8级，震中烈度11度。 |
| 1977年2月   | 伊犁农垦局六十一团场礼堂火灾 | 新疆     | 694           | 另有161人致残。 |
| 1977年5月起 | 俄国流感                     | 全球     |               | 约造成全球70万人死亡，中国大陆死亡人数未知，普遍认为此次H1N1病毒源于苏联或中国的实验室泄露事故或疫苗接种事故。                                                                     |

### 争议
毛澤東執政的近27年期間（1949-1976年），作為中華人民共和國的主要創建者之一，對中國近、现代史產生了重大影響。一方面，在他的领导下中国共产党統一了中國大陸絕大部分地區，建立強而有力的中央政府，为此后中国的恢复和发展奠定了基础；中華人民共和國政府稱，1949年中國人平均壽命僅為35歲，而到毛澤東去世時，平均壽命則提升到男人65岁、女人69岁。但另一方面，毛澤東沒有積極控制人口增長，反而鼓勵生育，与人口学家马寅初展开论争、导致后者遭到批判。1949年中國大陆有4.5億人，到1976年時達到9.3億人。批評者認為人口激增造成了災難性的結果，而也有學者認為人口增長並非來自於高生育率，而是來自於死亡率的大大降低。毛澤東死後，中國領導人面對這個嚴峻的問題時採取了嚴格的計劃生育政策。
与此同时，如同過去中國歷史的開國皇帝，在其任內也有許多人遭到政治迫害及大清洗，尤其在他晚年，由於嚴重的政策錯誤，給中國精神文化領域造成巨大的損失。毛澤東時代歷經了建政初期1950-1953年的三大運動「抗美援朝、土地改革運動、鎮壓反革命運動」、1951-1952年的三反五反运动、1957年起的反右運動、1958年起的大躍進及人民公社、1966-1976年的文化大革命，据各方估计造成4000万-8000万人的非正常死亡，亦有数千万人遭到批斗和迫害。其中，反右运动严重破坏了中国的民主制度建设并导致中国大陆进入了中共一党专政的时代，而文化大革命因給國家和人民帶來巨大的災難而被嚴厲批評和譴責，1967-68年间中国大陆因大规模武斗而进入“全面内战”，诸多地区发生大屠杀事件。此外，文革导致中国传统文化及道德沦亡，大量文物古迹被损毁，公检法系统遭到严重破坏，文革还影响了柬埔寨的红色高棉大屠杀，期间毛泽东和中共大力资助了红色高棉政权，成为该时期中国输出革命的典例。

## 华国锋过渡时期（1976年-1978年）

### 历史简介
过渡时期是指1976年9月中共中央主席毛泽东去世之后，他的继任者们逐步结束文化大革命的混乱局面，开始拨乱反正、平反冤假错案的时期。这个时期介于毛泽东时代与邓小平时代之间，最高权力完成了从毛泽东到华国锋再到邓小平的交接。这段时期以粉碎四人帮作为标志性事件开始，以“两个凡是”和“真理标准大讨论”为标志渐入高潮，最终在中共十一届三中全会上改革派取得胜利，开启改革开放。
鄧小平在1977年重新出山，再次恢復中共中央政治局常委和中共中央副主席等職務，並在黨內安排許多自己的支持者。在1978年鄧小平成功地取代由毛澤東欽點的繼承人華國鋒。不過這次鬥爭並沒有像共產黨以前的政治鬥爭中那樣你死我活，而是讓華國鋒漸漸地隱退。

### 历史事件

#### 文革落幕

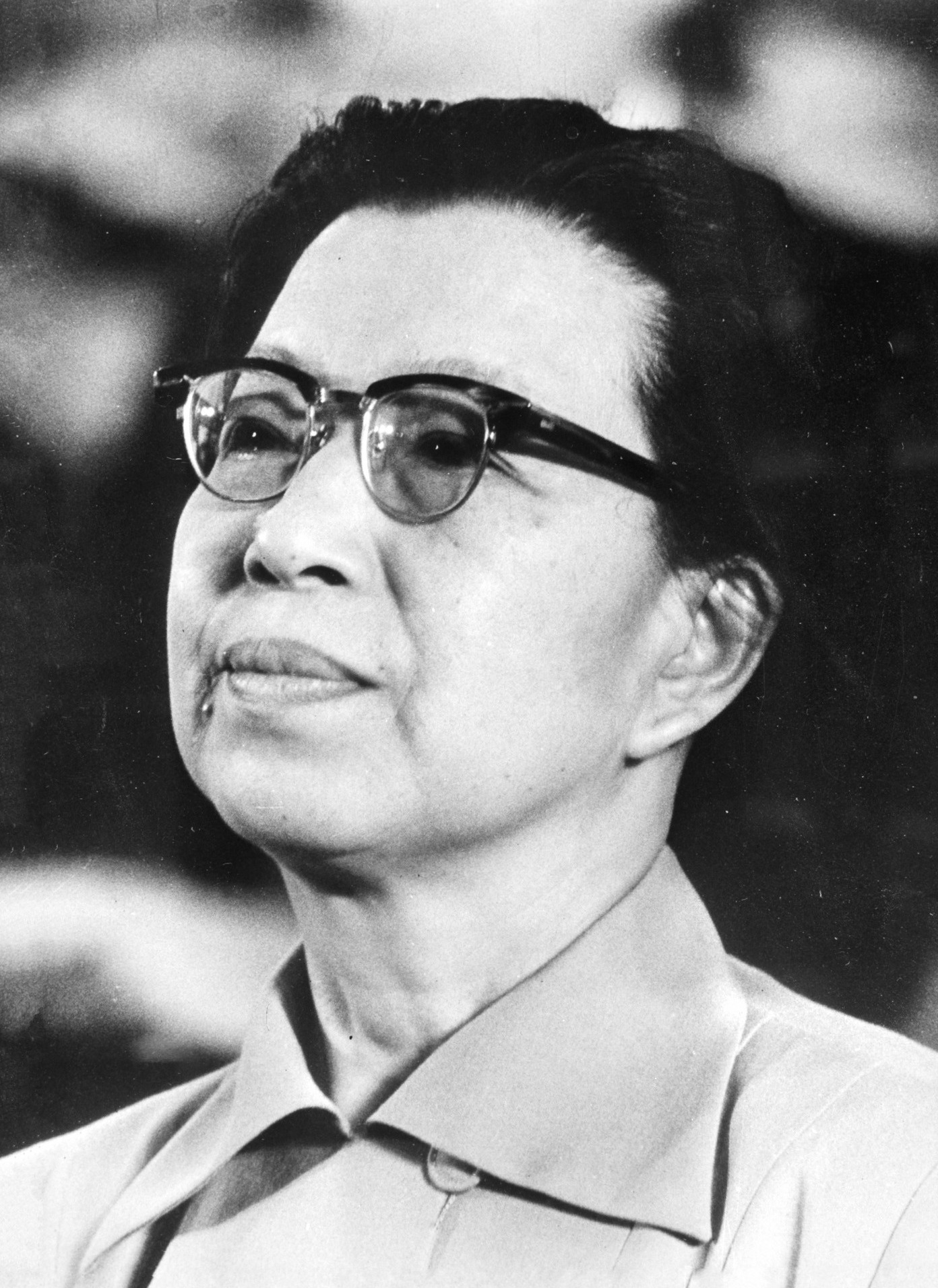
毛泽东的第四任妻子、“四人帮”之一的江青（1976年）

1975年，邓小平继任中共中央副主席和国务院第一副总理，开始了大整顿、史称“1975年整顿”，整顿从工业开始延伸到农业和军队，取得了显著成效。1975年秋天，因为对待文化大革命的态度问题和与四人帮争吵升级，毛泽东开始怀疑邓小平反对文革，要求邓小平作出肯定文化大革命的决议，但被邓婉拒。随后毛泽东等人发动“批邓、反击右倾翻案风”。
1976年1月，国务院总理周恩来逝世，全国发生了悼念活动和抗议运动，最后演化成了清明节天安门广场悼念事件，被毛泽东定性为反革命事件而镇压，史称“四五运动”。四五运动后，邓小平被撤销职务，中央军委秘书长叶剑英「被」在家养病。随后毛泽东任命华国锋继任中共中央第一副主席和国务院总理，与纪登奎、陈锡联、吴德、汪东兴形成了工作班子。7月，唐山大地震，华国锋总理主持救灾工作受到毛泽东肯定。这时候中央形成了以华国锋为首的派别，以四人帮为首的派别，以及以叶剑英、李先念为代表的右派。
1976年9月9日，毛泽东去世，23日，举行了追悼大会，中共中央副主席王洪文主持，华国锋致悼词。随后，四人帮和华国锋发生了激烈矛盾，华国锋寻求叶剑英的帮助，形成了华叶政治联盟。四人帮开始连篇累牍宣传“按既定方针办”的主席遗嘱，而华国锋认定这是杜撰，目的在于抢班夺权。随后9月30日，江青因为毛远新安置问题和毛泽东手稿问题，以及中央全会召集问题大闹政治局，华国锋与四人帮矛盾升级，也引发了华国锋发动政变的想法。10月6日，华国锋得到了中共中央办公厅主任汪东兴的协助，与叶剑英一起以召集毛泽东选集讨论的名义，诱捕了张春桥、王洪文和姚文元，并逮捕了江青和毛远新，史称“粉碎四人帮”。华国锋连夜召集在京中共中央政治局会议，政治局一致同意华国锋继任中国共产党中央委员会主席和中国共产党中央军事委员会主席职务。「四人幫」的垮臺意味著「文革」的正式終結。四人帮垮台之后几天，中央宣布了这一消息。10月13日，中共中央主席华国锋登上了天安门城楼接见民众，从此华国锋被称为“英明领袖”，享受与毛泽东生前同等的待遇。

#### 华国锋当政

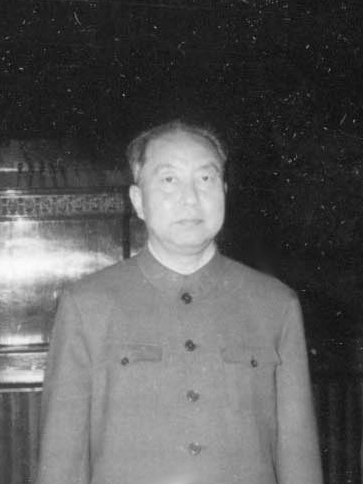
华国锋（1978年）

华国锋延续了毛泽东以“阶级斗争为纲”的路线，继续坚持在无产阶级专政下继续革命的理论。1977年2月7日，《人民日报》发表了新年社论《学好文件抓住纲》，社论里出现了“凡是毛主席作出的决策，我们都坚决维护；凡是毛主席的指示，我们都始终不渝地遵循”的说法，被称为“两个凡是”。这既是政治宣告，也是华国锋执政的基本依据。两个凡是受到了在文革期间遭迫害的老干部的强烈不满，成为以后政治变革的导火索。
1977年8月，为了尽快确认华国锋的领袖地位，中共提前召开了第十一次全国代表大会。这次代表大会上，华国锋宣布第一次文化大革命胜利结束，同时将抓纲治国列入党的基本路线。这次代表大会上，华国锋正式当选为中国共产党中央委员会主席和中国共产党中央军事委员会主席，进一步确认了华国锋的领袖地位。从1976年-1978年，华国锋当政两年多，实行一系列政策，这一时期被共产党官方史料称为“两年徘徊时期”。
1978年，中共中央组织修改宪法，《七八宪法》获得通过，但依然带有浓厚的文革色彩和局限性，成为中华人民共和国历史上的第三部宪法。

#### 邓小平复出
四人帮倒台之后，邓小平立即给华国锋写信，表达了喜悦的心情，并歌颂华国锋的丰功伟绩，希望能分配一点技术性质的工作，但华国锋没有理睬邓小平这封信。在粉碎四人帮之后的两个月里，新闻报纸仍然鼓动“批邓反击右倾翻案风”，然而到了年底，华国锋在全国第二次农业学大寨会议上，批评了四人帮“批邓另搞一套”，事实上开始了停止批邓。1977年开始，批邓的调子急剧降低。3月份，邓小平给华国锋写了第二封信，表达了希望工作的想法，并请求将这封信公布全党。
在叶剑英、陈云、王震等人的支持下，邓小平获得平反。1977年5月，中共十届三中全会召开，这次全会有两个议题，一个是宣布邓小平恢复原有的中共中央副主席、第一副总理和军委副主席兼总参谋长的职务，一个是公布了四人帮的罪行。邓小平第三次重返政坛，与之相应的，则是胡耀邦、赵紫阳、彭冲等也进入了中共中央政治局。胡耀邦开始主持中共中央党校，担任中共中央党校副校长。1977年8月，邓小平主持召开了科教座谈会，决定当年便恢复高考。同年9月，邓小平在与教育部负责人谈话时，首次公开提出要进行“拨乱反正”。而拨乱反正也延续到了邓小平时代的初期。在这一时期，文化大革命结束，国家由乱到治，经济开始复苏，同时大批在文革期间被打倒的干部得以重新工作，从而揭开改革开放的序幕。

## 邓小平時代（1978年-1989年）

### 拨乱反正及十一届三中全会前后

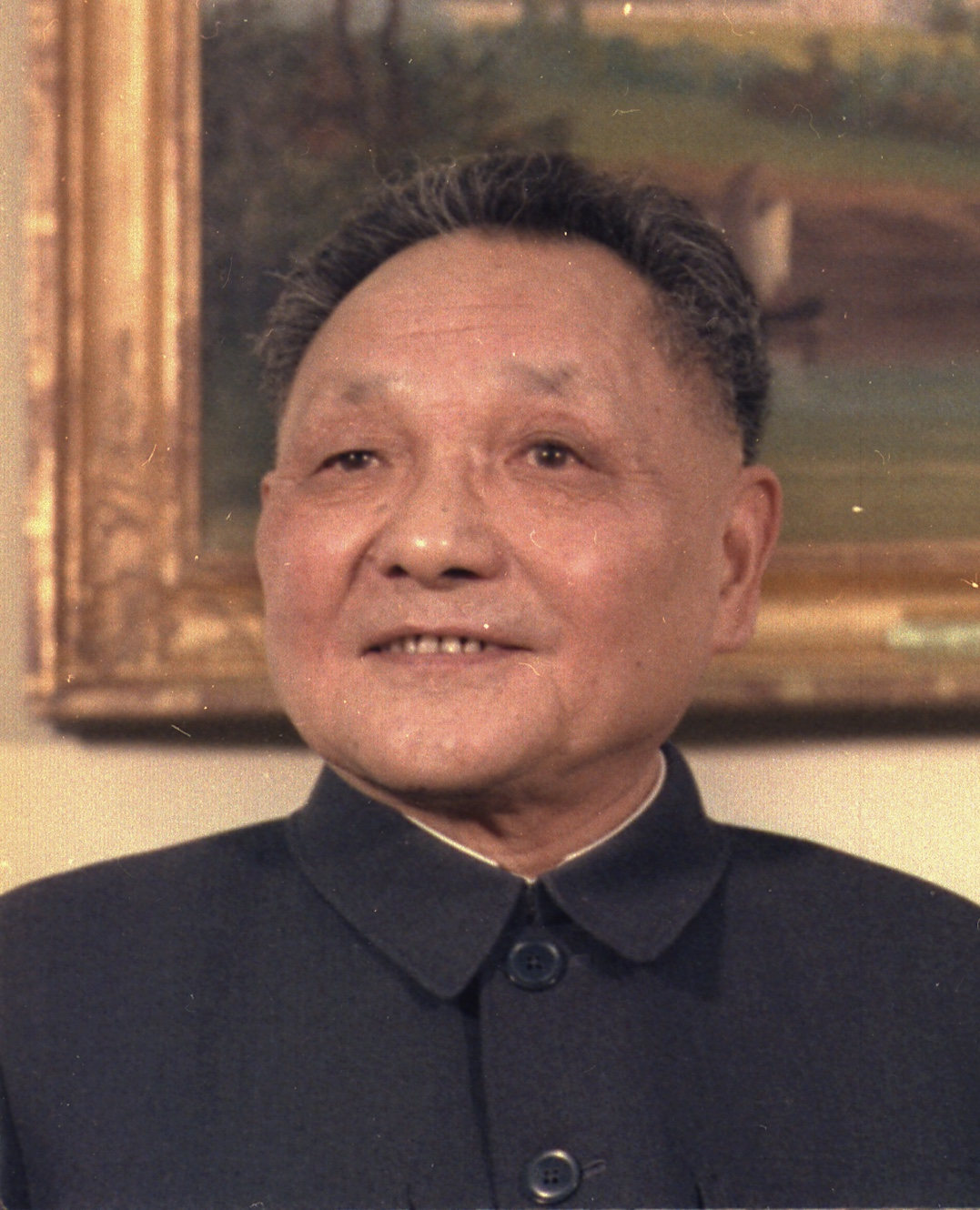
邓小平（1979年）

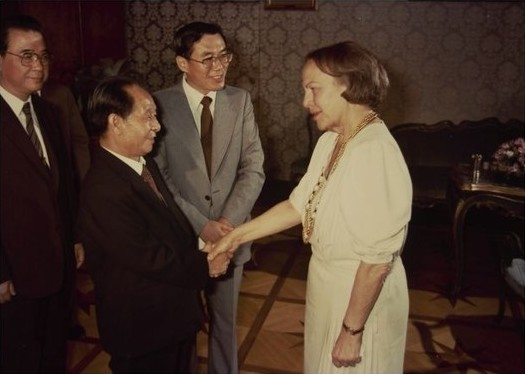
时任中共中央总书记胡耀邦出访意大利（1986年）

文革后的拨乱反正延续到邓小平时代早期。1980年，華國鋒辞去國務院總理、由趙紫陽取代，而恢復設立的中共中央总书记則由胡耀邦取得。中国官方认为，1981年中共十一届六中全会通过《关于建国以来党的若干历史问题的决议》标志着指导思想上拨乱反正的基本完成，会上华国锋辞去中共中央主席、中共中央军委主席。而直到1989年11月在中共十三届五中全会后卸任中共中央军委主席，鄧小平一直都被认为是中國的實際最高領導人，且其巨大影响力一直持续到1992年南巡，甚至1997年逝世前后。
1978年5月，邓小平、胡耀邦等人推动了一场社会各阶层参与的真理标准大讨论，反对华国锋的“两个凡是”和“凡是派”，促成了全社会的一次思想解放运动，也是中国大陆80年代“新启蒙运动”的起点。1978年民间也自发出现“民主墙运动”，要求自由和民主，支持“求是派”，此后引发“北京之春”。12月13日，邓小平在中共中央工作会议闭幕会上发表了题为《解放思想，实事求是，团结一致向前看》的讲话，强调“一个党，一个国家，一个民族，如果一切从本本出发，思想僵化，迷信盛行，那它就不能前进，它的生机就停止了，就要亡党亡国”，提倡“实践是检验真理的唯一标准”。这次讲话成为了中华人民共和国历史上思想解放的重要标志。
1978年12月12月18日至12月22日，中国共产党十一届三中全会召开，邓小平取代华国锋成为中国实际上的最高领导人，否定了“以阶级斗争为纲”的路线，提出“以经济建设为中心”的路线；而此次会议也成为了拨乱反正时期的重要节点，“改革开放”正式启动，被广泛认为是中国现代史上的一个重要转折点。
1978年后的数年内，邓小平、胡耀邦等人主持了平反冤假错案，全国平反的案件达三百多万件，并特别为刘少奇、彭德怀、陶铸等在文革期间被迫害致死的中共中央领导人举行追悼会、彻底平反、恢复名誉。1979年起，数以千万计的“黑五类”成员及家属获得平反或“摘帽”，消除了身份歧视。1980年11月20日，北京最高人民法院特别法庭开庭，公开审判江青反革命集团。江青、张春桥被判处死刑、缓期二年执行，姚文元被判处二十年有期徒刑；而王洪文曾说过：“十年以后再看分晓”，他的地位也最高，罪行及影响仅次于江青和张春桥，所以将他判为无期徒刑。1983年，文化大革命后社会治安混乱、恶性犯罪事件频发，邓小平等人进行了大规模的严打，三年多共有2.4万人被判处死刑。

### 改革开放

#### 意识形态
拨乱反正自1970年代末持续到1980年代初，1981年的《关于建国以来党的若干历史问题的决议》，官方正式認定毛澤東的「文化大革命」為一個錯誤。中國也公開審判包括江青在內的「四人幫」等「文革」中的主要領導者。新的、較務實的領導層更加重視經濟建設，而不是頻繁的政治運動，拨乱反正否定了“以阶级斗争为纲”的路线，提出了“以经济建设为中心”的路线。鄧小平也批評華國鋒的「兩個凡是」，認為並不能因為與毛澤東的看法不同就放棄某一政策，事實上打破個人崇拜的土壤。鄧小平也不像陳雲等一批比較保守的共產黨人，邓并不認為發達資本主義國家的政策不能用在社會主義中國。
1978年的真理标准大讨论，促成了1980年代的“新启蒙运动”，席卷了中国思想界和民间社会，提倡重拾五四运动精神“民主”与“科学”，提倡人道主义和普世价值，反文革、反封建、反传统。1979年以後，原先被打擊的一大批知識分子、學者恢復工作，而藝術家、作家、記者們也給予更大的自由度，更多地從批評的角度來創作、報道。但在意识形态的解放上亦有阻力，1979年邓小平提出的“四项基本原则”成为思想解放的政治红线，民间“民主墙运动”和“北京之春”受到邓小平等人的打压。此后，1983年中国大陆的左派保守势力主导开展了“清除精神污染”运动，而1986年底至1987年上半年，左派保守势力再次主导展开了“反对资产阶级自由化”运动，但均被胡耀邦、赵紫阳等改革派领导人所平息。

#### 经济改革

位于经济特区深圳的邓小平画像

在1978年12月轉折性的中國共產黨第十一屆三中全會上，中共領導層提出「四個現代化」的經濟建設口號，擴大農村人口收入，鼓勵國有企業自主經營，降低中央計劃，並在中國建立外國直接投資。全會也決定加快司法體系改革，還向1979年6月召開的全國人民代表大會提交多份新法律的草案。1979年12月，邓小平在会见日本首相一行期间，强调了“四个现代化”，并提出了实现“小康”的概念；1982年，中国共产党第十二次全国代表大会正式引用了“小康”这一概念，并把它作为二十世纪末的战略目标。鄧小平的四個現代化目標指的是農業、工業、科技與國防的四個現代化。而實現這四個現代化、使中國成為一個現代化工業國家的方法，就是實行社會主義市場經濟。鄧小平指出，中國處在社會主義的初級階段，而黨的任務就是完善「有中國特色的社會主義」。這種對馬克思主義的新解釋降低意識形態在經濟發展中的重要性，而更強調政策的有效性。鄧小平認為共產主義遠景需要很長時間，需要幾代甚至幾十代的努力才能實現，認為社會主義並不意味著共同貧窮（原話為：貧窮不是社會主義）。雖然鄧小平為經濟改革提供理論基礎與政治上的支持，鄧小平本人並沒有提出很多經濟改革的具體方案。很多時候改革是由地方領導自行提出的，往往並不符合中央政府的決策。但是如果這些改革措施是有效的，那么全國就都可能普遍採取這種措施（大陸媒體多稱之為“貓論”，即不管是黑貓還是白貓，抓到老鼠的就是好貓）。很多經濟改革的政策都來自其它有經驗的國家（和地區），例如亞洲四小龍等。

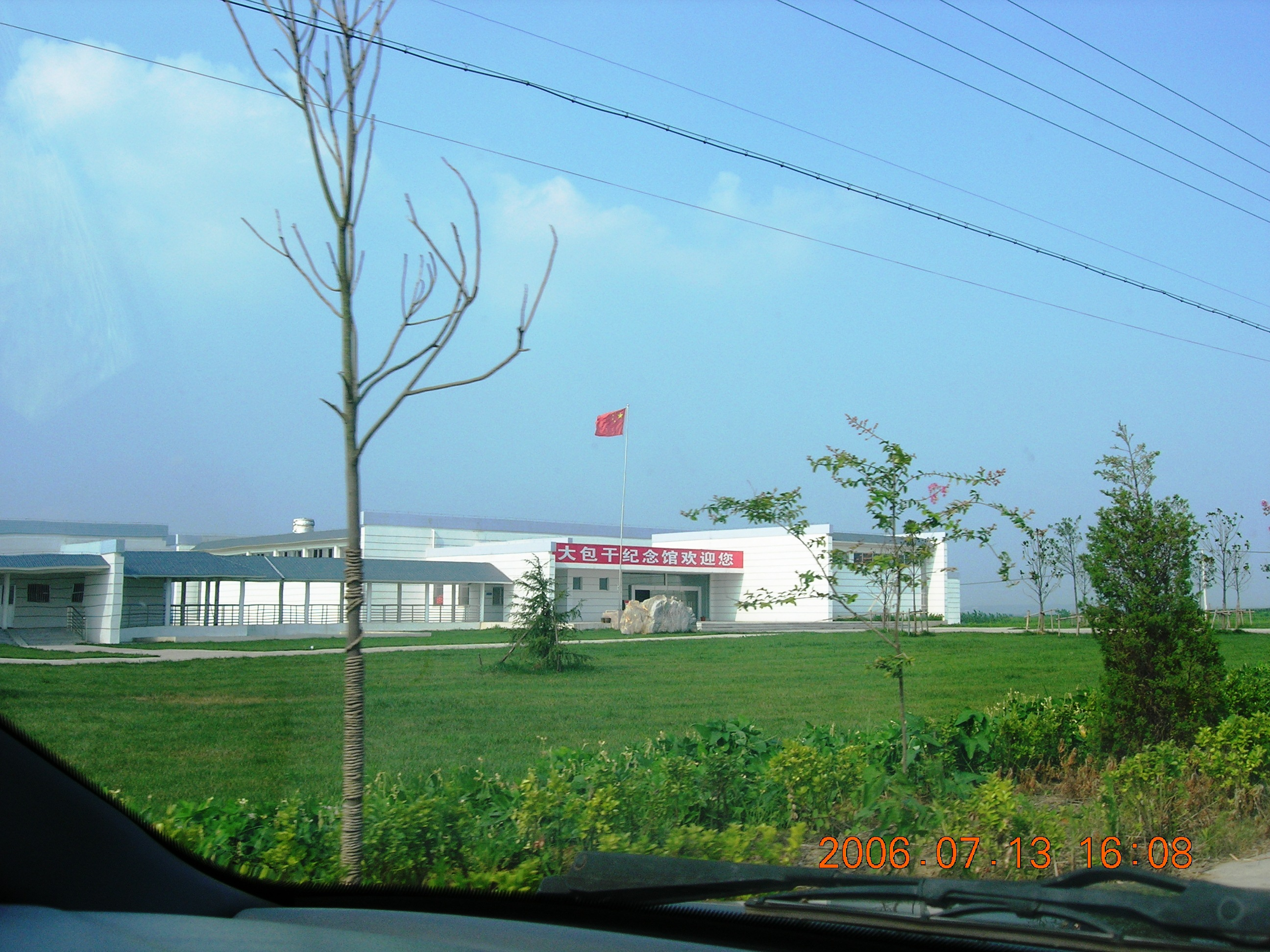
安徽凤阳小岗村的“大包干”纪念馆

中國的經濟改革與蘇聯共產黨中央委員會總書記戈爾巴喬夫在蘇聯實行的「新思維」有很鮮明的對比。「新思維」的很多政策是由戈爾巴喬夫本人親自貫徹落實的。許多經濟學家認為，鄧小平採取的「從下到上」的改革方法，而不是蘇聯「從上到下」是中國經濟改革成功的關鍵因素。鄧小平的改革中，計劃型、中央管理的宏觀經濟由技術官僚負責，而放棄毛澤東以前採取的全民運動式的經濟發展策略。但是，與蘇聯體制或毛澤東時代不同的是，這種宏觀管理是間接通過市場體制來實現的，而很多還是從西方國家所採用的經濟規劃及控管機制中借鑒過來的。宏觀的經濟管理並不妨礙在較低層次的市場經濟。鄧小平與毛澤東一樣，十分重視農業產出，他用家庭聯產承包責任制來取代原有的集體化農業，農民被允許通過向自由市場販賣農產品來獲得額外的收入。在地方一級，政府利用物質刺激而非政治口號來提高農民的積極性。1987年9月，深圳率先试行土地使用有偿出让，出让了一块5千多平方米的土地使用权、限期50年，揭开了国有土地使用制度改革的序幕。12月，深圳市公开拍卖了一块国有土地的使用权，这是中华人民共和国建立后首次进行的土地拍卖。
鄧小平將中國的經濟引上一條重視輕工業、以出口為導向的發展道路。政府鼓勵對輕工業的投資，縣、省一級也可以自己投資建設工廠。輕工業產出對一個發展中國家而言往往是十分關鍵、重要的。這種週期短、成本低、高外匯收入的產業所創造的收入，能夠為以後技術含量高、資本運作複雜的產業提供資金支持。然而與其它經濟改革並不太成功的國家，如匈牙利或南斯拉夫相比，中國的輕工業投資並不需要政府批准。而中國重工業投資主要來自銀行貸款，而銀行的資金則主要來自消費儲蓄。鄧小平改革的第一個項目就是防止利潤通過稅收或銀行體制以外的任何方式進行再分配；因此，在更高端產業中的再分配往往是間接的。總而言之，鄧小平的改革開啟中國的工業革命。這些改革措施與毛澤東的自力更生政策是相互補的。
改革也十分重視勞動生產力的提高。新的物質刺激與獎賞制度在全國實施。農村市場恢復銷售家產或多餘的農產品，也促進農村工業發展，還為更艱難的經濟改革提供政治上的支持。鄧小平的（特別是早期）市場社會主義在某些地方與列寧的新經濟政策或布哈林的經濟政策有某些相似之處。它們都允許私有企業以及貿易市場的存在，而不是完全的政府控制。有趣的是在鄧小平首次會見阿曼德·哈默時，鄧小平要求這位曾經參與投資過列寧時代蘇聯的工業家向他詳細地解釋列寧當時的新經濟政策。

#### 对外开放
改革开放期间，中國決定通過增加國際貿易，特別是購買來自日本和西方的機械來加速現代化進程。通過這種出口導向經濟模式，中國獲得一定的外國資金、市場、先進技術與管理理念，從而加快其經濟建設的步伐。1979-1980年，鄧小平等人支持在深圳、厦门、珠海等中國多地建立經濟特區，吸引外國企業投資。
1979年1月31日，深圳蛇口工业区正式建立，成为中国对外开放的第一个试验区，在袁庚等人的领导下逐渐发展出了“蛇口模式”、诞生了知名的口号“时间就是金钱，效率就是生命”，此后向全国推广。1984年1月，邓小平首次考察深圳，肯定了“深圳速度”，认为“深圳的发展和经验证明，我们建立经济特区的政策是正确的”。 1980年代，在袁庚的推动下，中华人民共和国第一家由企业创办的股份制商业银行——招商银行、第一家由企业创办的商业保险机构——平安保险，先后在蛇口成立。
1984年5月，大连、秦皇岛、天津、烟台、青岛、连云港、南通、上海、宁波、温州、福州、广州、湛江、北海等十四个城市被定为沿海开放城市。与此同时，众多海外企业进入中国市场，也有相当数量的中国企业开辟了海外市场。改革开放期间，美国、日本、法国、德国、英国等发达国家对中华人民共和国的作法表示支持、并提供了包括无偿援助在内的各种形式的援助，香港、澳门和台湾也对中国大陆提供了大量资金、技术、人才、理念等重要支持。

#### 科教文化

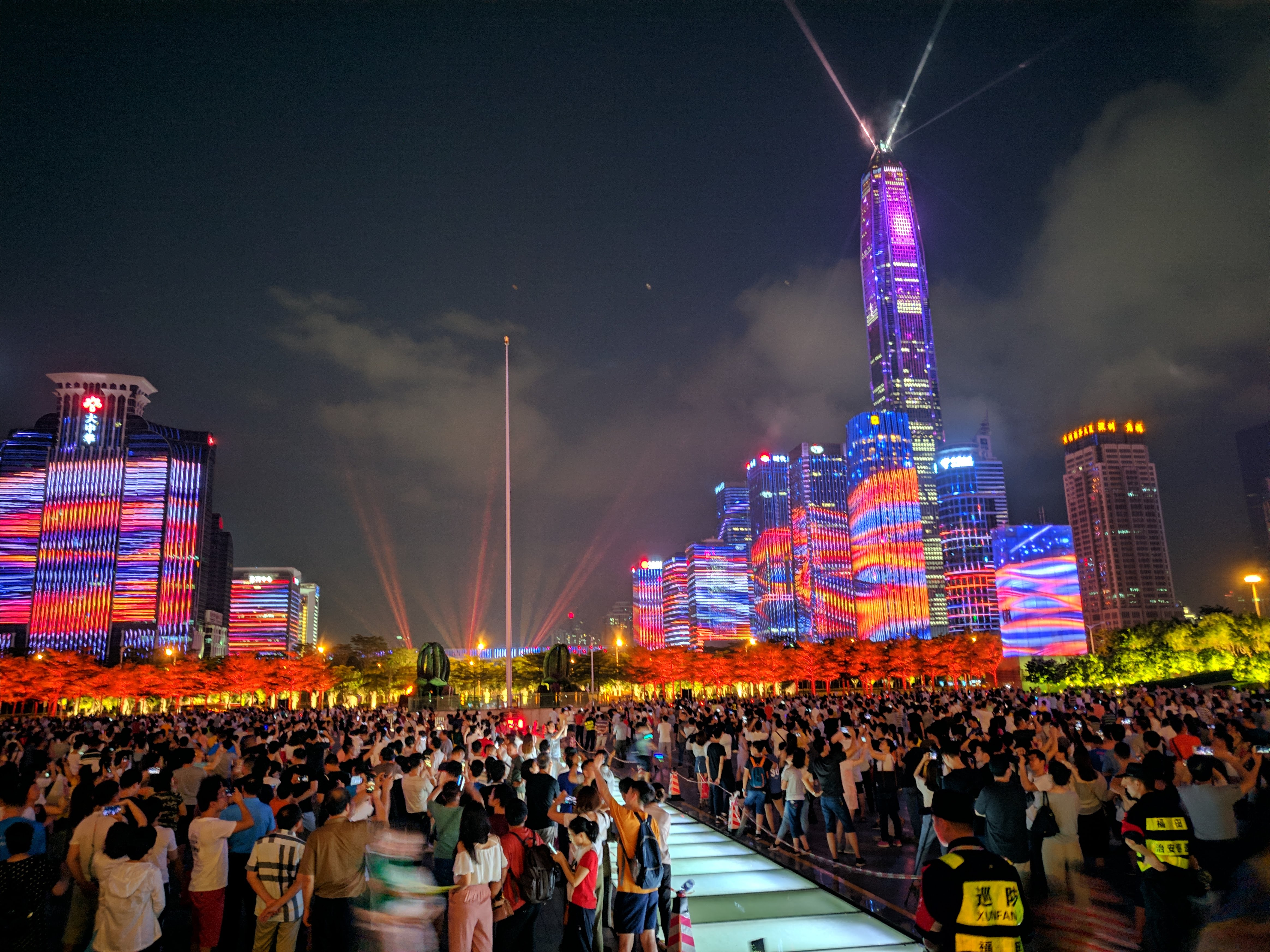
经济特区深圳常被誉为“中国硅谷”。

1977年，邓小平主导恢复了由于文革而中断十年的高考。拨乱反正期间，“实施义务教育”的口号被提出；在邓小平等人的推动下，1982年“普及初等义务教育”被写入新编宪法《八二宪法》，恢复了对知识和教育的尊重。1985年，在时任国务院总理赵紫阳的提议下，人民代表大会通过，确定每年“9月10日”为教师节。1986年，中国大陆《义务教育法》颁布，九年制义务教育确立。
邓小平曾提出“科学技术是第一生产力”、“四个现代化，关键是科学技术现代化”等观点。1981年12月，邓小平批准修建“北京正负电子对撞机”，此后又多次会见支持该项目建设的诺贝尔奖得主李政道；1984年10月7日，对撞机工程破土动工。1985年2月，中国南极长城站建成，是中华人民共和国的第一个南极科学考察站；同年3月，秦川核电站动工建设，是中国大陆建成的第一座核电站。1986年3月，在四位两弹一星元勋的建议下，邓小平亲自批准开启了“863计划”，由时任国务院总理赵紫阳负责，同年即调拨100亿人民币作为项目专项资金（占全国财政总支出的二十分之一），863计划此后的重大成果包括神舟飞船、蛟龙号潜水器、天河一号及天河二号超级计算机、龙芯等等。1987年，深圳大亚湾核电站动工建设，是中国建成的第二座核电站，也是中国首座使用国外技术和资金建设的核电站。人才方面，邓小平批准了包括陈省身在内的诸多外籍华裔人才的引进。
1980年代起，深圳、北京中关村等地的高新电子技术产业崛起，后被誉为“中国硅谷”，其中华为（1987年起）、中兴（1985年起）、康佳（1980年）等知名企业在深圳创立，联想（1984年起）等知名企业在北京创立。
1979年，中华人民共和国恢复了在国际奥委会的席位。1984年，射击运动员许海峰在洛杉矶奥运会上为中华人民共和国夺得了第一枚奥运金牌。此外，拨乱反正、改革开放时期，还诞生了“伤痕文学”、“反思文学”、“改革文学”等一系列新的文学流派。

### 政治体制改革

#### 前期改革
1980年8月18日，邓小平在中共中央政治局扩大会议上作了《党和国家领导制度改革》的讲话（俗称“8.18讲话”），指出权力过分集中是中国当下官僚主义的“总病根”。邓小平提出要进行政治体制改革，建议废除干部领导职务终身制，提倡民主集中制，并向全国人民代表大会提出全面修宪建议，强调：
1. 宪法应当保证人民享有充分的公民权利，真正享有管理国家各级组织和各项企业事业的权力；
2. 各少数民族聚居的地方实行民族区域自治，改善人民代表大会制度；
3. 要体现不允许权力过分集中的原则；
4. 要明确哪些问题应当由集体讨论和决定，决定时，要严格实行少数服从多数，一人一票，每个书记只有一票的权利，不能由第一书记说了算。

但此后的“波兰团结工会事件”对中国大陆的政治体制改革产生了负面影响。1982年12月4日，第五届全国人民代表大会第五次会议审议通过了具有历史性意义的《八二宪法》，该宪法也成为了中华人民共和国的第四部宪法。《八二宪法》收入了许多宪政主义的内容和条款，为改革开放奠基。其中的部分修订内容包括：
- 删除了诸如“在无产阶级专政下继续革命” 的文革语言[313]；
- 取消了“国家由中国共产党领导”的条款，不在具法律效力的宪法正文直接出现“中国共产党”字样[314]；
- 规定了包括中国共产党在内的“任何组织或者个人都不得有超越宪法和法律的特权” [314][315]；
- 一定程度上理顺了党与法的关系、推行党政分离，将中国共产党党务机构分离出国家机构运作体系，明确区分了立法权、司法权和行政权[307][316]；
- 恢复了《七五宪法》中废除的中华人民共和国主席和副主席职务，任期一届五年，连任不得超过两届；国家主席单独行使的职权都是礼节性或象征性的，具有这样特征的国家元首一般被称为虚位元首[317]。

#### 后期改革

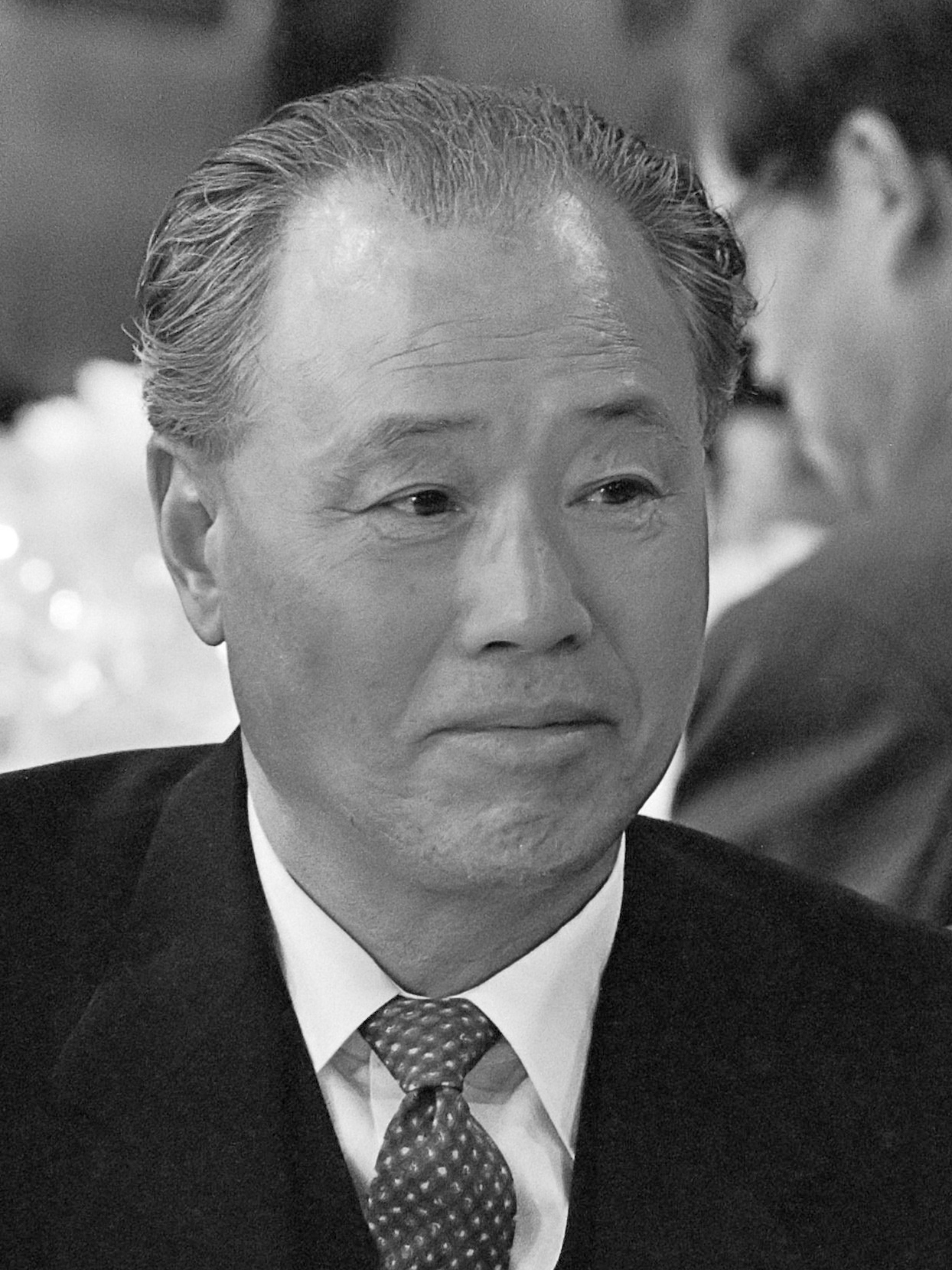
在邓小平的支持下，赵紫阳主持了中国1980年代后期的政治体制改革。

随着中国改革开放的持续加速，中国社会出现了官倒、权钱交易、腐败、特权等种种问题，而进一步的经济改革也遇到了原有政治体制的阻碍。1986年上半年起，邓小平再次提出“政治改革”并启动了“政治体制改革”的研讨和制定。6月28日，邓在中共中央政治局常委会上说：“政治体制改革同经济体制改革应该相互依赖、相互配合。只搞经济体制改革，不搞政治体制改革，经济体制改革也搞不通，因为首先遇到人的障碍。事情要人来做，你提倡放权，他那里收权，你有什么办法？ 从这个角度来讲，我们所有的改革最终能不能成功， 还是决定于政治体制的改革。” 8月18日，时任中共中央总书记胡耀邦在一次采访中提到，“我们说的政治体制改革是指领导体制的改革，不是指政治制度。... 政治体制改革不是否定这个制度。提出政治体制改革不是从今年开始的，邓小平同志早在一九七八年就讲过，后来我也讲过。为什么今年把这个问题突出出来？因为经济体制改革涉及政治体制，不进行政治体制改革，经济体制改革就改不动，改不了。”

1986年9月，“中央政治体制改革研讨小组”成立，成员包括赵紫阳（时任中国国务院总理）、胡启立、田纪云、薄一波、彭冲。9月3日，邓小平在会见日本公明党委员长竹入义胜时说：“我们提出改革时，就包括政治体制改革”。但他的政治改革出发点是，在中国共产党一党专政的前提下，实行党政分开、提高行政效率、革除官僚主义弊端、推动经济制度进一步改革等，并要求不能照抄西方的宪政制度。邓强调：
要使行政机构能够有效地工作，不能过多干扰行政机构的工作。决定了就办，这是我们的优势，这个优势不能丢。不能放弃专政，不能迁就要求民主化的情绪。我们要搞一个什么样的体制？要搞一个增强行政效能的体制，机构要精简。......民主还是个手段，讲民主必须要和法制联系起来讲，把法制搞起来，才能有稳定的社会环境。我们的行政机构应该很有效能。
此时，体制内外的人士对加速政治体制改革的强烈要求是一致的，而外界也对此次改革的决心和力度抱有期待。其中部分人士还公开提出了“多党制”、“三权分立”、“议会民主”、“司法独立”等西方宪政主义的架构。虽然这些与邓小平等人的中共官方改革观点可能有所不同，但在当时比较宽松的政治气氛下，并没有受到过多的抑制与打压。
1986年10月， 赵紫阳提议的中央政改研讨小组办公室成立（简称“中央政改办”），具体由鲍彤、严家其、贺光辉、周杰等人负责，并于次年向中央提交报告《政治体制改革总体设想》，获邓小平认可。1987年初，胡耀邦因“八六学潮”而被迫下台，赵紫阳代理总书记，并平息了左派发起的“反对资产阶级自由化运动”。1987年10月，中国共产党第十三次全国代表大会在北京召开，邓小平主持了开幕式，赵紫阳作了题为《沿着有中国特色的社会主义道路前进》的报告，该报告由鲍彤负责起草，提出并论述了政治体制改革的方案和设想，阐述了社会主义初级阶段理论，提出了一个中心、两个基本点的概念。该报告的第五部分详细论述了政治体制改革，将邓小平1980年的“8.18讲话”作为改革的指导性文件，阐述了许多符合宪政主义的内容，其中包括进一步实行党政分开、权力下放、提倡法治和监督、完善选举制度等等。十三大还首次实行了差额选举，赵紫阳正式当选为中共中央总书记、鲍彤当选为中共中央委员，不久后鲍彤又被任命为中央常委政治秘书。同年年底，中共中央政治体制改革研究室成立。
1989年，随着六四事件的爆发，赵紫阳等人被撤职，80年代后期中国大陆的政治体制改革陷入停滞，有学者将此次政治改革的失利归咎于邓小平的个人局限性（譬如坚持四项基本原则），也有人认为是由于中共左派保守势力的干扰和围剿，还有人认为六四事件中部分过于激进的学生也负有责任。

### 民主运动及政治風波

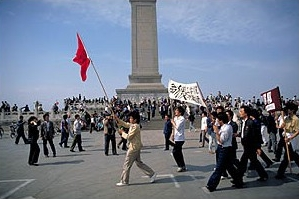
八九民运

在中国經濟發展的同時，對現實政治控制以及諸如物價上漲、幹部腐敗，雙軌制引發的官倒等社會問題的不滿也開始顯現。而此时的东欧民主化也影响了中国社会。在“新启蒙运动”的大背景下，學生和一些知識份子要求更大的政治改革與自由，中共內部的一些元老则不斷懷疑改革的進度以及改革的最終目標與社會主義背離。1986年12月，一批示威的學生開始公開反對改革的緩慢進度，也使這些中共內保守派更確信對改革的懷疑，擔心這種改革可能危及社會主義制度和中國共產黨的統治地位。胡耀邦这一鄧小平的親信以及改革的積極推動者，被指責應該為1986年的示威事件負責，而於1987年1月被迫辭去中共中央總書記職務。國務院總理趙紫陽接任總書記，而副總理李鵬被任命為總理。在趙紫陽接任後，他所倡導的政治與經濟改革受到越來越多的攻擊。而他在1988年5月提出的價格調整也引起普通民眾對通貨膨脹的強烈不滿，有人提出應該加強中共中央在經濟上的控制，並且抵禦西方影響，這最終導致一場政治爭論。1987年-1989年3月，爆发拉萨骚乱。
1989年4月15日，胡耀邦去世，北京的大學生以祭奠名義開始的請願活動，因政府的消极应对而升級，不斷擴大的示威人群要求政府處理改革带来的問題和更大的政治自由，抗議也迅速蔓延至上海等其它大城市。4月26日，《人民日報》發表題為《必須旗幟鮮明地反對動亂》的社論，認為學生運動被少數反中共反政府陰謀分子操縱，是反社會主義的動亂。5月13日，數百名大學生开始在天安門廣場靜坐絕食，抗議政府拖延對話，要求政府否定4·26社論，承認學生運動為「愛國民主運動」。中共中央總書記趙紫陽主張，學生的訴求應當在民主和法制的軌道上解決；而中央軍委主席鄧小平和國務院總理李鵬等主張武力鎮壓。5月19日，國務院總理李鵬宣佈對北京實行戒嚴，并于次日颁布《中華人民共和國國務院關於在北京市部分地區實行戒嚴的命令》。6月3日，中共调集20万戒严部队，同日晚，官方宣称北京「已發生嚴重的反革命暴亂」，晚11時至6月4日清晨，戒严部队進入北京城區，以武力强行驱散示威学生及群众，据各方估计造成约200-10000余人死亡。
6月9日，邓小平接见戒严部队干部并讲话，认为“六四”风波“是国际的大气候和中国自己的小气候所决定的，是一定要来的”，认为“极少数敌对势力”希望“建立一个完全西方附庸化的资产阶级共和国”。他强调，中国共产党先前制定的方针和路线没有错，要继续坚持。
六四天安门事件後，中国共产党第十三届中央委员会第四次全体会议召开，会议分析了国内发生政治风波的原因以及性质，对中央领导机构成员进行了调整，赵紫阳、鲍彤等中共改革派高层被撤职，江泽民、宋平、李瑞环成为中央政治局常委，江泽民成为中央委员会总书记，江泽民、李鹏、乔石、姚依林、宋平、李瑞环组成新的中央政治局常务委员会，此后中共强调开展“反和平演变”。国际社会对此事件中的武力镇压普遍表示了谴责和甚至进行制裁，也有部分国家表示同情或者支持。

### 九二南巡前后

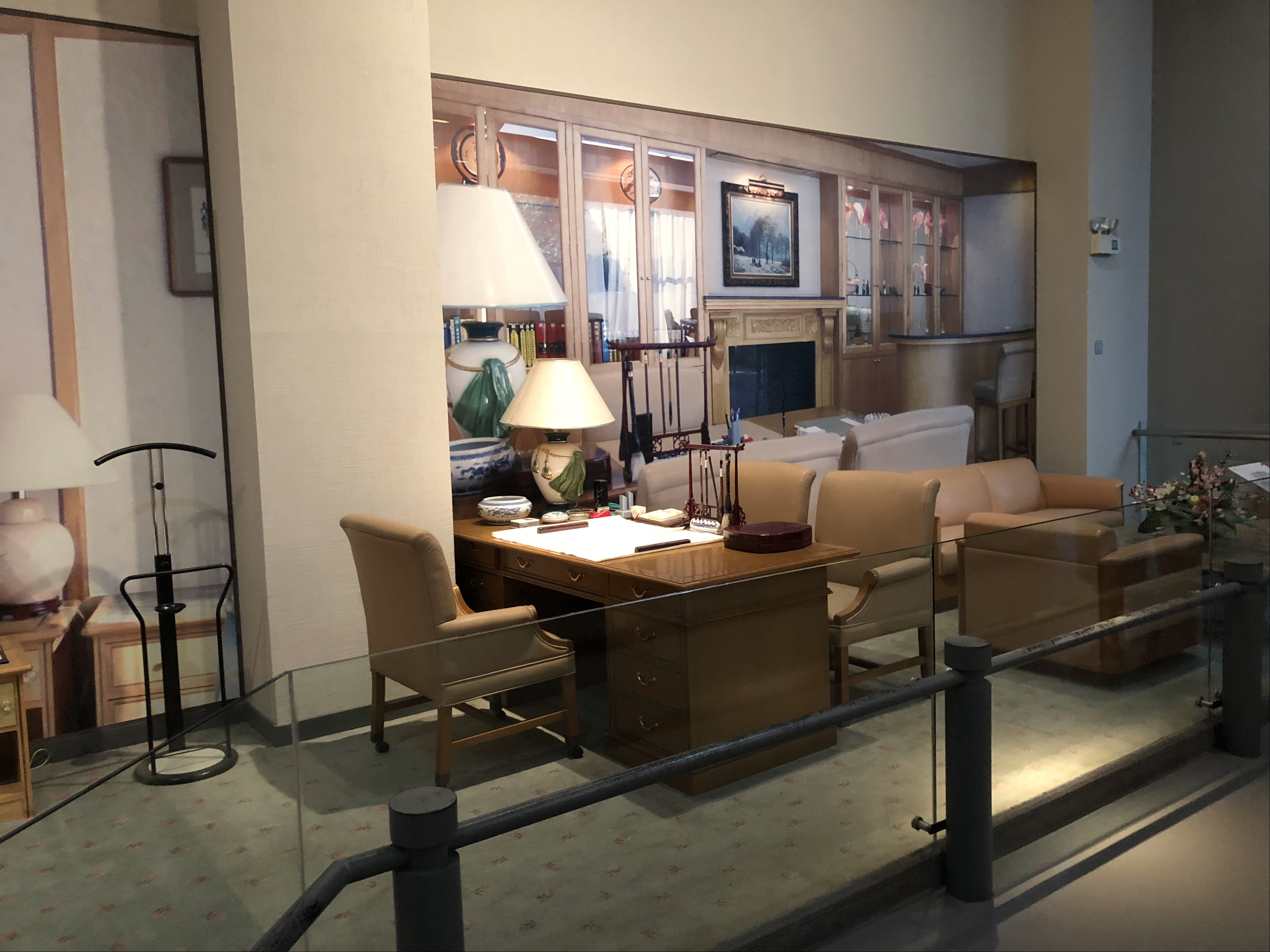
邓小平1992年南巡深圳时下榻于深圳的迎宾馆桂园楼

六四事件后，中國再度進入快速發展時期。1990年底，上海证券交易所、深圳证券交易所先后成立。起初，黨內主張減緩政治改革力度以維持政局穩定的觀點逐漸成為主流觀點，為了維護局勢的穩定，經濟改革步伐也曾一度減慢，直到鄧小平1992年的南巡讲话後，經濟局面有較大幅度的改善，邓小平的“猫论”等知名言论广为流传。鄧小平再度重申要發展市場主導的經濟，拯救了中国新兴的资本市场。在中共十四大中，包括朱镕基在内的一批年輕、支持改革的新領導人取得最高領導地位。鄧小平及其支持者認為，經濟自由化以及進一步的改革對提高中國的生活水平是十分必要的。除九二南巡以外，中共中央政治局還公開支持鄧小平的經濟開放政策。雖然中國依然沒有進一步進行政治改革，經濟開放卻依然是中國的首要目標。
鄧小平主張經濟對外開放並且在社會主義體制下實行市場經濟。据中国官方数据，1979-2012年，中国国内生产总值年均增长9.8%，同期世界经济年均增速则只有2.8%。然而，鄧小平的改革也遺留很多未解決的問題。他市場改革的直接結果就是，在1990年代中期，很多國有企業已經無法贏利，而需要關閉。更嚴重的是，到1990年代中，很多鄧小平的經濟改革（特別是農村經濟改革）措施已經不再有成效；農村收入降低，中國的三農問題是中国大陆領導人所面對的極大挑戰 。最後，鄧小平強調務實，否定毛澤東共產主義理想化的作風雖然在中共黨內占主導地位，卻引起西方世界的懷疑。很多在中國國內或國外的觀察家都懷疑一個一一党专政的政治體制是否依然能夠控制越來越活躍與繁榮的中國社會。然而，這種問題與六四事件之前的中國或1949年前中國所需要面對的戰亂、饑荒及社會不穩定等問題比起來，無疑是非常輕的 。根據《財富》雜誌記者吉姆·羅沃的說法，「鄧小平及其支持者在1979至1994年間的改革帶來的有可能是任何時候、任何地方所發生的最大規模的對人類生活水平的提高。」這種進步影響上億的人口。鄧小平於1997年去世。但他的時代並沒有結束。迄今，他的理論，路線，方針，政策，依然居主導地位，並以鄧小平理論的形式固定下來，在中國大陸被譽為「當代中國的馬克思主義」，獲得和馬克思列寧主義、毛澤東思想同等的地位，並被寫入《中華人民共和國憲法》和《中國共產黨章程》。

### 外交方面

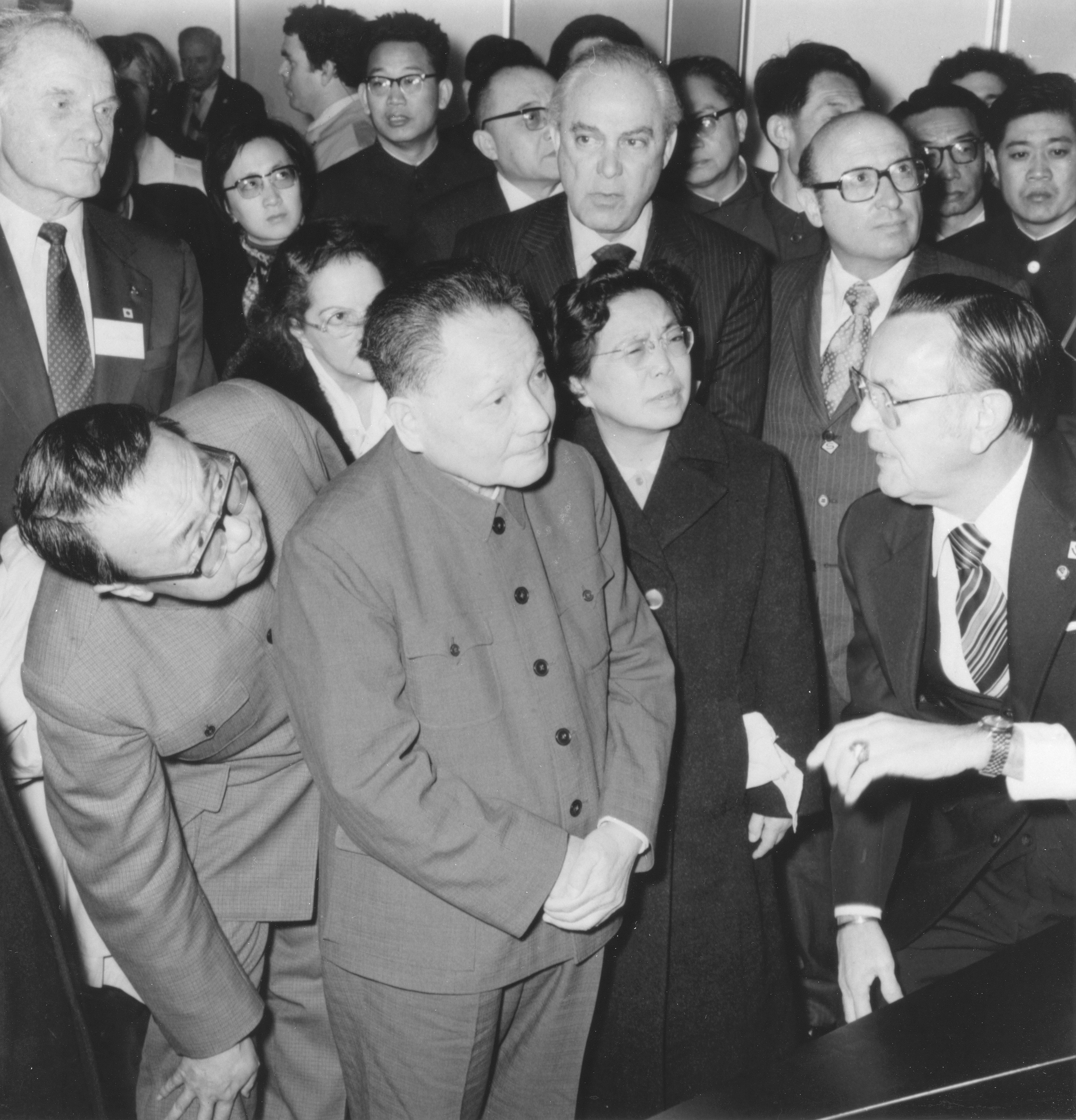
鄧小平訪問美國

改革開放后，中國與世界的聯繫也更加緊密。1979年1月1日，中华人民共和国与美利坚合众国建立外交关系。鄧小平上台後出訪多個西方國家及日本，1979年，他訪問美國，與卡特總統會晤。1984年12月19日，中英兩國簽署《中英聯合聲明》，正式決定在1997年英國將歸還在鴉片戰爭中侵佔的香港（中國大陸官方稱從未喪失香港的主權，1997年只是恢復行使對香港的主權）。鄧小平同意在50年內不干涉香港的資本主義經濟體制和市民的生活方式。這種“一國兩制”的構想後來沿用在澳門問題，與葡萄牙在1987年4月13日共同簽署《中葡聯合聲明》。中國政府也希望這個模式能夠在台灣問題上使用。另一反面，苏联作為世界的另一個超級大國，鄧小平認為由於地理上的原因，蘇聯對中國的威脅要比美國對中國的威脅還大，但1989年戈尔巴乔夫访华，与邓小平、赵紫阳等人会面，中苏关系正常化。
1979年1月1日，美國和中華人民共和國建交。在《中美建立外交关系联合公报》中，美国宣布断绝与中華民國的外交关系，转而承认中華人民共和國。美国再次重申上海公报中所提到的一个中国政策，认知到台湾是中国的一部分，认同中華人民共和國政府是中國唯一的合法政府；中華人民共和國则表示同意美国人民继续与台湾人民保持商务、文化以及其他非官方的往来；美国国内的《台湾关系法》则对现行法律进行修改，以鼓励台美之间的非官方往来。1979年1月，邓小平访美，开启了两国之间一连串重要、高级别的交流，这些交流活动一直延续到1989年，期間是兩國關係最好的時期。两国之间签署了多个双边条约，特别是在科技与文化领域的交流活动以及贸易交流。自1979年初开始两国就在《中美科学技术合作协定》的框架下进行了数百个合作研究项目。

### 军事方面
中越战争于1979年2月17日爆发。中国人民解放军在短时间内占领越南北部20余个重要城市和县镇，一个月之内便宣布胜利，撤出越南，而越方在中方撤出之后也宣布取得战争的胜利。这场战争令中越两国关系进一步恶化到最低点。中国政府方面声称“越南种种举动威胁中国的边境安全和影响东南亚的局势稳定”，但实质上是为支援亲中的红色高棉而发动“自卫还击战”进入越南。而当时国际上大部分西方国家认为越南应从柬撤军，中国则应从越南撤军（实际上中国在一个月后从越南撤军，而越南仍通过傀儡政权维持对柬占领，长期拒不撤军）。以苏联为首的社会主义国家阵营认为是中国侵略越南，亚洲大部分国家如日本、印度和蒙古等国也要求越南停止侵略柬埔寨而中国也应从越南撤军。越南于1989年1月宣布将于在9月之前将越军全部撤出柬埔寨。此外，进入八十年代后中越两国继续对抗，“两山战役”持续十年，在罗家坪大山、法卡山、扣林山、老山、者阴山等地区相继爆发边界冲突，1988年双方还进行了“赤瓜礁海战”。九十年代苏联解体后，两国关系逐步恢复正常，陆地边界也最终划定。
邓小平于1981年6月正式就任中共中央军委主席一职，同年9月解放军11.4万余人进行了华北大演习，是中华人民共和国成立以来解放军规模最大的一次军事演习。1984-85年，邓小平等人推进了中国军队体制的现代化、正规化改革，进行了“百万大裁军”、宣布中国人民解放军裁军一百万人，精简编制。

### 灾祸
下表（可点击展开）只展示重大的自然灾害或人为事故（造成至少100人死亡，或重大经济损失，或重大社会影响）。
| 时间        | 重大灾难                         | 地点     | 死亡人数 | 描述                                                                                                |
| ----------- | -------------------------------- | -------- | -------- | --------------------------------------------------------------------------------------------------- |
| 1979年9月   | 西枝江洪水                       | 广东     | 151      | 东江支流西枝江的百年一遇大洪水。                                                                    |
| 1979年11月  | 渤海二号事件                     | 渤海湾   | 72       | 中华人民共和国石油工业史上最重大的责任事故，直接经济损失3700万元。                                  |
| 1981年1月   | 道孚地震                         | 四川     | 150      | 约300人受伤。                                                                                       |
| 1981年      | 超强台风（中国大陆编号：8108号） | 浙江等地 | 1283     | 在浙江乐清一带登陆，导致1283人死亡，但直接经济损失只有4.1万元人民币，是直接经济损失最少的台风之一。 |
| 1981年7月   | 四川特大洪水                     | 四川     | 888      | 2000万人受灾。                                                                                      |
| 1982年4月   | 四·二六空难                      | 广西     | 112      | 中国民航3303号班机坠毁，机上104名乘客和8名机组人员全部罹难。                                        |
| 1982年5月   | 北江大洪水                       | 广东     | 493      | 北江中下游地区洪灾，直接经济损失约4.4亿元。                                                         |
| 1983年7月   | 安康特大洪灾                     | 陕西     | 870      | 7月31日，洪水进入安康城区，造成经济损失4亿余元。                                                    |
| 1986年7月   | 粤东洪灾                         | 广东     | 261      | 直接经济损失22.6亿元。                                                                              |
| 1987年5月起 | 大兴安岭火灾                     | 黑龙江   | 200余人  | 火势蔓延到苏联地区，是历史上最大规模的火灾之一。                                                    |
| 1988年1月   | 西南航空空难                     | 重庆     | 108      | 中国西南航空4146号班机坠毁，机上10名机组人员、98名乘客全部遇难。                                    |
| 1988年11月  | 澜沧-耿马地震                    | 云南     | 748      | 另有7700人受伤，直接经济损失为20多亿元。                                                            |

### 争议
有观点认为，邓小平时期中国共产党主导的拨乱反正存在局限性，例如“四项基本原则”的入宪，不许否定社会主义、中国共产党的领导、马克思主义、毛泽东思想。 邓小平于1980年提出要批判和反对“资产阶级自由化的倾向”，并一直坚持反对资产阶级自由化。还有学者认为，邓小平在对毛泽东本人的评价上以及在对极权主义、专制主义的反思中也体现出了邓个人的局限性，尤其是在1980年代初《关于建国以来党的若干历史问题的决议》的起草过程中，邓坚持要求对毛作出“功大于过”的评价、要求拥护“毛泽东思想”。中共左派保守人士则分别于1983年、1987年发起“清除精神污染”、“反对资产阶级自由化”的政治运动，批判“新启蒙运动”中倡导的人道主义和自由主义，许多思想界和理论界人士遭到批判甚至撤职。
改革开放以来，中国社会出现了官倒、权钱交易、腐败、特权、垄断、贫富差距扩大、城乡发展不平衡等诸多问题。计划生育“一孩政策”其中的部分强制性举措（譬如强制引产、结扎）和公民的人权受损也遭致诸多批评。在老少边穷地区，生产生活困难，迷信观念严重，部分人群反对计划生育，以至于发生多起称帝事件。此外，政治改革的滞后、官倒、腐败、特权等问题引发了大规模学生运动，譬如八六学潮、八九民运等等，而邓小平、李鹏等中共高层在六四天安门事件中的决策也一直饱受争议。

## 江泽民及第三代领导时期（1989年-2002年）

### 交接
江澤民是鄧小平以及其它中共元老的折中選擇，來取代當時指定的繼任人趙紫陽。趙紫陽被認為對學生抗議過於容忍。雖然江澤民並沒有直接捲入對示威的鎮壓，他因迅速穩定上海的局勢而受到賞識。當時接任中共中央總書記的候選人有兩個：江澤民和李瑞環。鄧小平的健康狀況在1997年去世之前每況愈下。在九十年代開始，江澤民及其同僚逐漸開始負責日常工作。這個「第三代」領導集體是以江澤民為核心來運作的。1998年3月，江澤民在第九屆全國人大中連任國家主席。總理李鵬任期屆滿後擔任全國人大常委會委員長，國務院總理一職由朱鎔基接任。

### 内政

#### 政治经济
在1990年代，中國經濟依然保持正常發展，這使得中國在過去二十年內一直保持著9.7%的平均增長率。1992年，邓小平在中国南方巡视，重申改革開放。在全球經濟衰退的大背景下，中國大陸的國內生產總值依然保持7%的增長，這主要是通過國家對經濟的積極干預，加大政府在基礎設施領域的直接投資來實現的。另外政府也試圖用各種辦法來刺激需求，但是效果不明顯。政府直接投資的增加，也導致財政赤字的增加。雖然統計數據顯示經濟的持續增長，但是一些深厚的結構性問題仍然存在，甚至日益嚴重：貧富分化加劇，地區間發展不平衡、國有企業效率低下以及陷入呆賬的銀行系統。对此，1996年“三农问题”被正式提出，而西部大开发也于1999年启动。而處理效率低下的國有企業的同時引發大量失業工人，但是相應的金融保障體系剛剛建立，無法起到應有的作用，大量老工業基地的工人生活水平大幅度下降，陷入貧困狀態，社会不稳定增加。
1994年12月，长江的“三峡工程”开始建设。中国政府于1997年和1998年展开了大规模的私有化运动。除了少数大型垄断企业，所有的国有企业都遭到了清算，原属于国企的资产均被出售给了私人投资者，大量国企员工被迫下岗。2001年12月11日中国成为正式加入世界贸易组织，2001年至2004年间，国有企业的数量减少了48％。与此同时，江泽民和朱镕基还降低关税、削弱贸易壁垒、制订更开放的法规；对银行体系进行改革；废除毛泽东时代的社会福利制度；将军事企业和解放军强行分离；减轻通货膨胀； 这些举动引起了一些群体，尤其是私有化国有企业下岗职工的不满。
2000年，江泽民提出了三个代表的政治理论。同年，中国卫生部门和世界卫生组织在同年确认该国已彻底消灭脊髓灰质炎。

#### 港澳地区
1997年7月1日，中華人民共和國開始對香港恢复行使主權；1999年12月20日，開始對澳門恢复行使主權。

#### 科教文化
1992年，921工程获批。1994年，北斗卫星导航试验系统（北斗一号）正式立项。1995年，全国科技大会上提出了“科教兴国”的战略，以全面落实邓小平于1988年提出的“科学技术是第一生产力”的思想。
1990年代中期，211工程启动；1998年，985工程启动。2002年5-6月，中国国家男子足球队在主教练米卢的带领下，首次晋级“世界杯”决赛圈。2002年8月，在美籍华裔数学大师陈省身的努力下，四年一度的国际数学家大会在北京召开，陈省身担任大会名誉主席、吴文俊担任大会主席，这是该大会首次在发展中国家召开。

### 外交

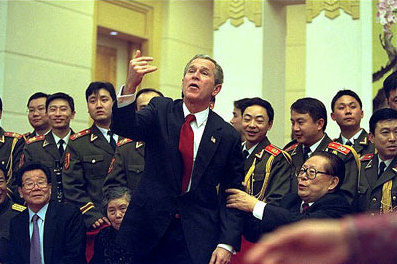
江泽民和美国时任总统小布什（2002年）

1990年代，中华人民共和国外交形势嚴峻。冷戰的結束與蘇聯解体意味著中國與世界唯一超級大國美國之間原本存在著的最重要的合作基礎的喪失；六四之後的中美關係也很難在回到八十年代的蜜月期。雖然江澤民與克林頓將兩國關係定位為「戰略夥伴關係」，中美在整個1990年代實際上處於一種非敵非友的狀態之中，兩國之間存在一些根本性歧見，在一些具體問題上卻又能夠溝通合作。江澤民任內極力推動中美關係發展，包括1997年和1998年兩國元首的互訪，以及朱鎔基總理的訪美等。但是美國國內始終有一股強大的抗拒與中國保持親密接觸的力量，這些被稱為「藍隊」的人認為在中國改善其自身人權、民主等方面的紀錄之前，美國應盡量疏遠甚至孤立中國。1999年中國駐南聯盟大使館遭襲事件、2001年南海危機等令中美关系紧张；2001年美国911事件后，中美关系缓和。此时，無論是中國還是西方的大部分國際政治學家都已經預見到，中美關係將是新世紀中最重要的雙邊關係。2001年底，經過長期的艱苦談判，中國終於加入世界貿易組織。
1991年蘇聯解體之後，中國與俄羅斯的關係顯著改善，兩國彼此間在許多國際問題上有著相近的立場與利益。2001年，江泽民與俄罗斯总统普京簽訂有效20年的《中俄睦邻友好合作条约》，確定了中俄兩國合作的原则。中俄边界谈判取得突破，消除了两国之间的障碍。然而由於兩國國力所限，不可能在一些重大問題上聯手與美國為主導的西方國家正面衝突。
1993年汪辜會談後江澤民發表八點對台工作指示，作為具體落實兩岸政策的指導。然而1994年千島湖事件對兩岸關係造成衝擊，1996年中華民國總統李登輝訪美觸怒中华人民共和国政府，之後又在中华民国首次總統直選前夕在台灣海峽舉行軍事演習，事態曾一度升級至迫使美國兩個航空母艦群進駐海峽，引发台海飛彈危機。北京方面认为，1998年中華民國總統李登輝的兩國論不僅破壞汪道涵的原定訪台規劃，更進一步惡化兩岸局勢 。北京方面將中華民國總統李登輝稱作「麻煩製造者」，並將希望寄托於他的繼任者：然而2000年中華民國實現政黨輪替，民主進步黨的陳水扁執政之后兩岸關係進一步惡化。在2008年中國國民黨的馬英九上任後，承认“九二共识”，極力與大陸修好，兩岸走向和平发展的局面，此路線也造成台灣內部的爭論 。

### 灾祸
下表（可点击展开）只展示重大的自然灾害或人为事故（造成至少100人死亡，或重大经济损失，或重大社会影响）。
| 时间        | 重大灾难                               | 地点       | 死亡人数 | 描述 |
| ----------- | -------------------------------------- | ---------- | -------- | --- |
| 1990年10月  | 10·2空难                               | 广东       | 128      | 中国厦门航空8301号班机被劫持，在广州白云机场降落，但先后撞上了停泊在地面的中国西南航空4305号班机和中国南方航空3523号班机。                                                                                   |
| 1991年4月   | 山西三交河矿难                         | 山西       | 147      | 事故造成147人死亡、2人重伤、4人轻伤。 |
| 1991年5月起 | 华东水灾                               | 华东       | 至少431  | 安徽和江苏两省最为严重。安徽省受灾人口达4800多万、死亡267人，农作物受灾面积430多万公顷，直接经济损失近70亿元人民币；江苏省受灾人口达4200多万、死亡164人，农作物受灾面积300万公顷，直接经济损失90亿元人民币。 |
| 1992年7月   | 南京7·31空难                           | 江苏       | 106-109  | 中国通用航空2755号班机起飞时坠毁。 |
| 1992年11月  | 桂林11·24空难                          | 广西       | 141      | 中国南方航空3943号班机坠毁，机上133名乘客、2名飞行员、6名乘务员全部罹难。 |
| 1993年8月   | 沟后水库溃坝                           | 青海       | 328      | |
| 1994年6月   | 六六空难                               | 陕西       | 160      | 中国西北航空2303号班机起飞后不久解体，机上146名乘客及14名机组人员全部罹难。 |
| 1994年6-7月 | 西江、北江洪水                         | 两广       | 480      | 广东、广西两省直接经济损失达632亿元。 |
| 1994年8月   | 超强台风弗雷德（中国大陆编号：9417号） | 浙江等地   | 1426     | 在浙江温州一带登陆，导致5946人伤亡、其中死亡1426人。 |
| 1994年11月  | 阜新市艺苑歌舞厅火灾                   | 辽宁       | 233      | |
| 1994年12月  | 克拉玛依大火                           | 新疆       | 320余人  | 在克拉玛依市教育局为欢迎上级官员而组织学生进行的演艺活动过程中，靠近灯光的舞台幕布因过热自燃而酿发大火，死者包括280余名中小学生。有人在火灾发生时喊道“让领导先走”，引发巨大争议。                            |
| 1996年2月   | 丽江地震                               | 云南       | 309      | 4070人重伤，12987人轻伤，经济损失达7.86亿元（一说30.5亿元）。 |
| 1996年7月   | 超强台风贺伯（中国大陆编号：9608号）   | 福建等地   | 779      | 又译“台风赫拔”，在福建福州一带登陆，导致11.3万余人伤亡、其中死亡779人，300余万间房屋损坏，造成巨大经济损失。                                                                                                 |
| 1997年      | 亞洲金融危機                           | 亚洲       |          | 对中国经济造成一定冲击。 |
| 1998年      | 特大洪水                               | 长江流域等 | 3656     | 百年不遇的特大洪水，而许多水利工程质量低劣，被时任总理朱镕基斥责为“豆腐渣工程”、“王八蛋工程”。全年因洪灾死亡4150人。                                                                                         |
| 1999年11月  | 烟台11·24特大海难                      | 山东       | 282      | “大舜号”轮船在烟台附近海域倾覆，282人遇难、仅有22人生还，直接经济损失9000多万元。 |
| 2000年9月   | 贵州木冲沟矿难                         | 贵州       | 162      | |
| 2000年12月  | 洛阳东都商厦火灾                       | 河南       | 309      | |
| 2001年3月   | 靳如超爆炸案                           | 河北       | 108      | 另有38人受伤。 |
| 2001年7月   | 南丹矿难                               | 广西       | 81       | 事故发生后，当地政府决定对此事隐瞒不报，但记者们还是冒着生命危险对这个事故进行了调查。 |
| 2002年5月   | 大连5·7空难                            | 辽宁       | 112      | 中国北方航空6136号班机由于乘客纵火而失控坠海，机上103名乘客和9名机组人员全部遇难。 |
| 2002年6月   | 鸡西矿难                               | 黑龙江     | 124      | 另有24人受伤。 |

### 争议
1991年，中共中央总书记、中央军委主席江泽民访问苏联，与时任苏共中央总书记、苏联总统戈尔巴乔夫签订《中苏国界东段协定》，此后又于2001年与时任俄罗斯总统普京签订《中俄睦邻友好合作条约》，确定海参崴等远东地区100多万平方公里领土归属俄罗斯。而自2001年开始的领土谈判，至2004年胡锦涛时期签署《中俄边界东段补充协定》，最终确定中国将与俄罗斯平分黑瞎子岛。此外，江泽民时期与越南签订了相关协定（2000年），明确了白龙尾岛（中国以前所称的夜莺岛）属于越南领土。这些行为被部分人士认为是“出卖中国领土”或“卖国”。
改革开放以来，中国大陆的经济发展过程中缺乏自主技术、缺乏创新能力、对外依赖度过高，并造成了严重的环境污染。此外，政治体制改革滞后，中国的司法体系逐渐受到中共政法委的控制，太子党等各权贵家族不断敛财、控制国家财富，官场腐败和买官卖官也大规模兴起。而在胡锦涛上任后，江泽民等人依然采用各种方式干预中国的政治走向，架空胡锦涛、温家宝等人，甚至出现“政令不出中南海”的现象，这被外界誉为是一种“老人干政”或是在“垂帘听政”。
此外，民众的出行安全问题以及企业安全生产问题严重，民航空难事故频发，而各地小煤窑缺乏监管也导致矿难频发。1998年长江爆发特大洪水，造成重大人员伤亡和财产损失，许多水利工程质量低劣，被时任总理朱镕基斥责为“豆腐渣工程”、“王八蛋工程”，而官方公布的伤亡人数也受到质疑。
1999年，江泽民为首的中国官方决定镇压法轮功（参见：610办公室），引发争议。而从江泽民时期出现的非法器官买卖、移植事件也屡见不鲜。

## 胡锦涛及第四代领导时期（2002年-2012年）

### 交接

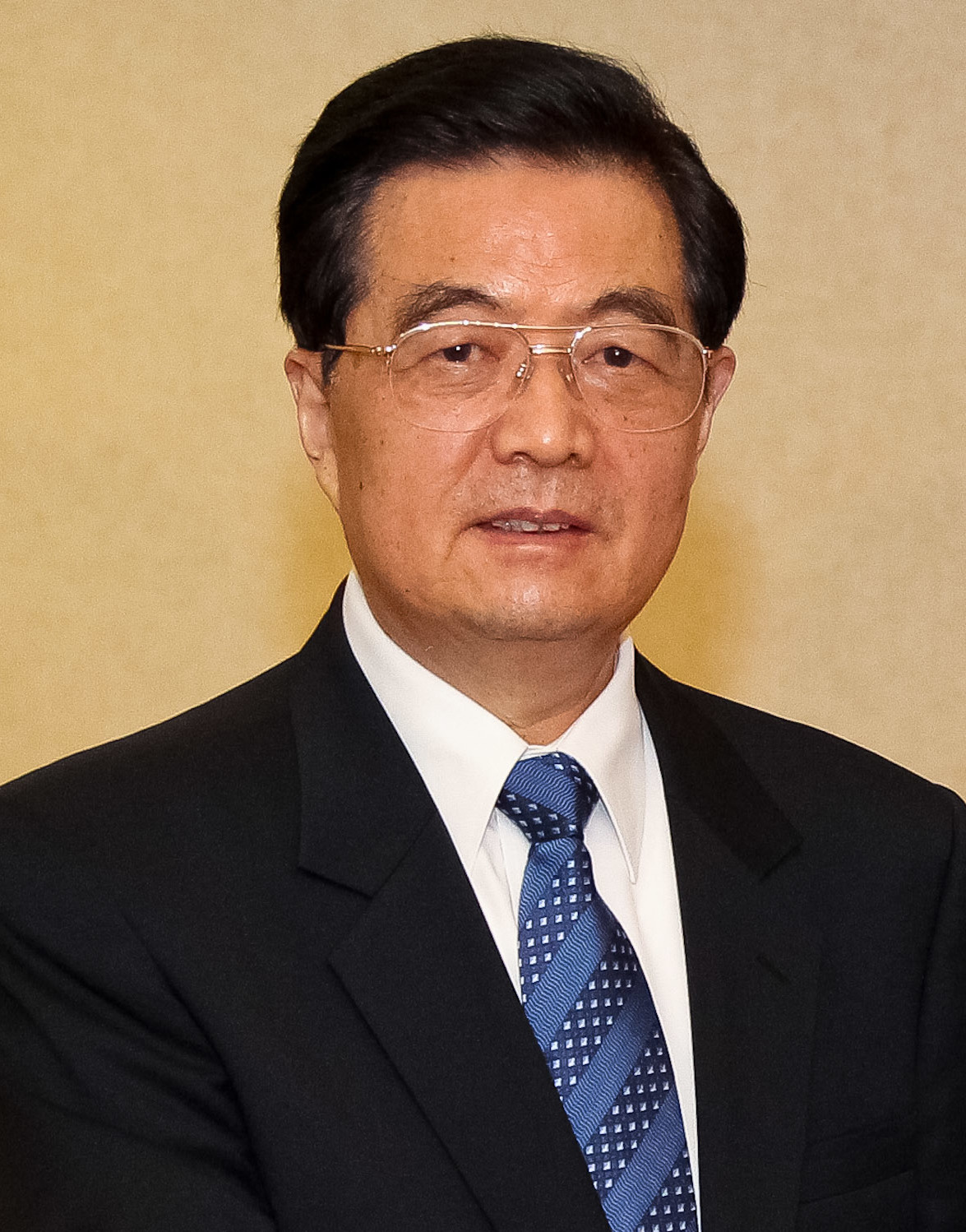
胡锦涛（2011年）

江澤民等人在中共十六大上退出中央政治局和中央委員會，讓位給由新任總書記胡錦濤率領年輕的「第四代」領導集體。不过，江澤民依然在發揮影響力，並直到2004年9月才辭去中央軍委主席，交出軍權。胡錦濤是第一個1949年立國後加入的共產黨最高領導人。胡錦濤在1992年49歲時就進入中共中央政治局常務委員會和中共中央書記處，是所有委員中最年輕的。新一屆的領導人被賦予高度期望，無論是國內國外，大多數媒體都期望，「胡溫體制」會把中國大陸帶入一個新的階段。國外的媒體更關注新政府在政治改革方面的舉措，而中國大陸的媒體則更關心新領導層的親民形象。2004年9月，中共十六届四中全会首次提出了构建社会主义“和谐社会”的历史任务。

### 内政

#### 政治经济

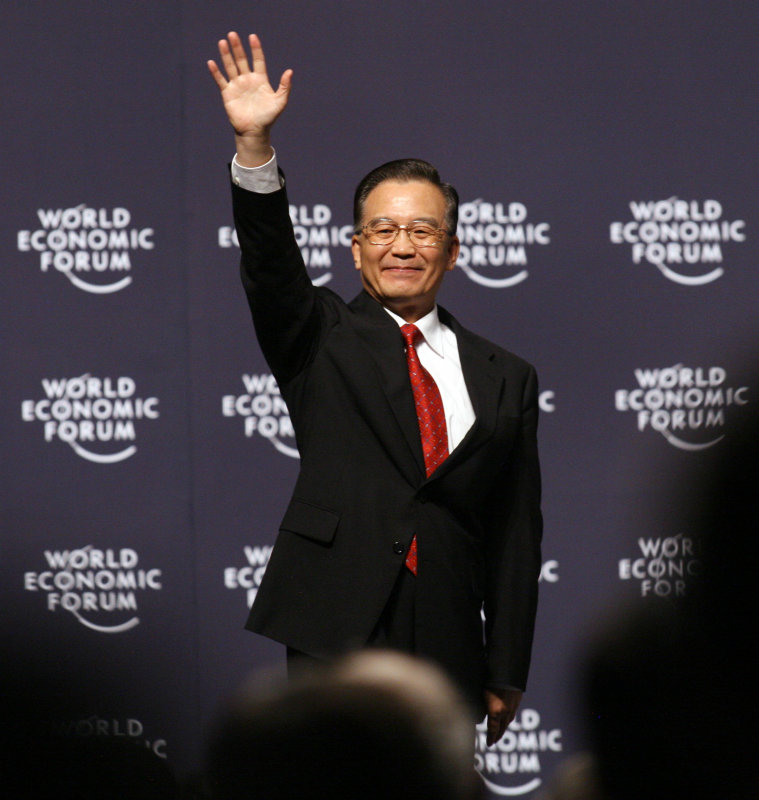
温家宝出席达沃斯世界经济论坛（2007年）

雖然经历了非典疫情（SARS）的衝擊，2003年中国經濟成長還是達到近幾年來最高的9.1%。2010年，中国取代日本成为仅次于美国的世界第二大经济体。 2002年底，南水北调工程开始建设。但是經濟發展依然面對深層的問題，包括東西部發展不平衡、貧富差距拉大等問題。胡温政府提出幾項措施，包括繼續實施西部大開發、振興東北老工業基地，以及關注弱勢群體。加入世界貿易組織後的中國繼續開放其市場，雖然還是受到沒有完全履行入世承諾的指責。不過，多種外國產品的關稅已經下降了很多。2003年末，中國大陸與香港及澳門簽署《內地與港澳關於建立更緊密經貿關係的安排》，保證三地的產品能夠以零關稅進入中國大陸市場。
中國的貨幣政策在2003年末成為焦點，美國政府批評中國故意將人民幣匯率控制在很低的水平，以取得在國際市場上的不公平優勢。而中國方面則不願意讓步，批評布什政府面臨選舉年，指責中國的貨幣政策只是為了其自己的選舉。2004年初，似乎有跡象顯示中國將會改變其貨幣政策，與美元脫鉤，曾經有中國媒體報道過，將會在2004年年內使到人民幣擴大浮動範圍，但是立即遭到當局的否認。自2005年7月21日起，中國開始實行以市場供求為基礎、參考一籃子貨幣調節及有管理的浮動匯率制度，人民幣對美元即日升值2%。国内的私营企业于2005年首次超过国内生产总值（GDP）的50％，并在此后继续扩大。但是在石油业和银行业等行业，国有垄断企业仍然存在。
在此期間，中國的房地產業迅速發展，甚至成為一些城市的支柱產業。與此同時，商品房價格，建築材料價格也大幅度上漲，這引發房地產泡沫和整個國民經濟的過熱。房地產泡沫和銀行巨額呆壞賬增加了金融風險。房價的過快上漲也導致非法佔地、拆遷糾紛等各種社會問題。中央政府試圖進行調控，但是由於地方政府和既得利益集團從中作梗，這些調控措施並沒有受到預期效果。
2005年12月29日，十届全国人大常委会第十九次会议决定，自2006年1月1日起废止《中华人民共和国农业税条例》。由此，中国不再针对农业单独征税，一个在中国存在两千多年的古老税种宣告终结。与此同时，2005年起，中国政府开始大力整治、关闭小煤窑。
2007年以来，中国境内的恐怖主义事件明显增多。新疆维吾尔自治区发生多次发生恐怖性质的袭警、爆炸案件，包括2008年的喀什袭击事件、库车爆炸案和2011年的和田7·18严重暴力恐怖事件、喀什暴力恐怖袭击事件。此外，也发生针对民航班机的恐怖事件，如南航班机三·七爆炸未遂案（2008年）和天津航空7554号班机劫机事件（2012年）。大多恐怖事件发生在中国大型活动（如2008年北京奥运会）举办前期，在国内外造成巨大反响，如2008年昆明公交车爆炸案和在新疆发生的数起事件。
2012年，王立军事件、薄熙来事件爆发，受到广泛关注。

#### 科教文化
2003年10月15日，中国首次发射载人航天器神舟五号飞船，载送航天员杨利伟进入太空，使中国成为继俄罗斯、美国之后，第三个有能力独自将人送上太空的国家。在随后几年中，中国陆续发射多艘载人航天飞船，将数位宇航员送人太空。2004年，温家宝批准嫦娥计划，北斗二号项目启动，2011-12年开始提供导航服务。2010年，蛟龙号潜水器启用。2011年，天宫一号的成功发射是中国空间站建设的第一步。2012年3月，深圳大亚湾核反应堆中微子实验的重大成果获得国际关注。2012年10月，莫言成为获得诺贝尔文学奖的首位中国籍作家。
与此同时，2008年8月8日，第29届奥林匹克运动会在北京开幕，东道主中国以51枚金牌位居金牌榜首位。借助北京奥运会，中国展示了经济发展的成绩、自信以及史无前例的开放心态，大规模的基础建设也极大改观了北京这座城市的面貌，政府与公众在奥运会这个舞台上取得了高度的统一，公众也表现出对政府少有的包容和支持。2010年5月1日至10月31日，上海世界博览会举行，是中国首次举办的综合性世界博览会，也是首次由发展中国家主办综合性世博会，共有256个国家和地区及国际组织参展。

#### 港澳地区
香港在1997年回歸中國後，由於亞洲金融風暴和一系列的經濟、政治難題的影響，當2003年初港府宣佈將就基本法第23條有關顛覆罪立法時，引起許多人的反對。部分香港人認為，23條立法是行政長官董建華受命於中央政府而做出的決定，他們擔心立法會限制到港人的政治自由。港府做出多項讓步，但是還是無法平息爭議，最終在7月1日回歸紀念日當天，50萬市民走上街頭抗議立法，該事件也引起中央政府的關切，遊行最終導致香港政府宣佈擱置立法計劃。
在七一大遊行後，香港民主派開始更積極要求政治改革，他們公開提出，要2007年特首直選、2008年立法會全面直選。中國政府始終堅持香港是中國的內政，反對外國政府干預內部事務。中國政府的立場是，「一國兩制」應以「一國」為先，中國是單一制社會主義國家，香港作為中國的一部分，沒有權利自行改變政治體制。2004年4月，全國人大常委會對《香港基本法》做出解釋，否決2007年特首和2008年立法會直選，並重申解釋和修改基本法的權力在全國人大，而不是香港立法會。
2005年全国“兩會”期間，董建華以健康原因辭去香港特別行政區行政長官的職務，由於《香港基本法》的疏漏，特首的補選開始成為一個爭議的焦點，香港特區政府再度要求全國人大常委會釋法，期間曾蔭權代理香港特別行政區行政長官。然後，再由中央指定的選舉委員會補選特首。

#### 民族问题
2008年3月，西藏拉萨爆发藏人抗议示威活动，后演变为暴力事件，造成18名无辜平民死亡。2009年2月起，发生在西藏、四川和青海等地部分传统藏区内的一系列僧侣自焚事件。2012年初，由于川西藏区喇嘛自焚和示威游行，酿成军警与藏人冲突事件。
2009年7月5日，新疆乌鲁木齐市维吾尔族发动游行示威活动，随后演变成维吾尔族、汉族和警方的大规模暴力冲突，持续数日。官方宣称乌鲁木齐七五事件共造成197人死亡，另有1721人受伤。2009年9月2日至4日，针对汉族平民的500余起针扎事件引发汉族民众上街游行，并发生零星暴力事件，导致5人死亡及14人受伤。

### 外交

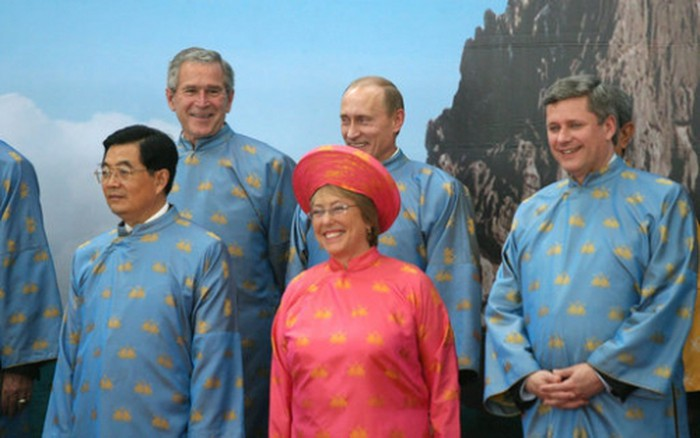
胡锦涛参加亚太经济合作组织会议（2006年）

胡锦涛推行睦邻友好政策，主张全方位外交，重视对东南亚的中国周边邻国改善关系。在南海问题上，胡锦涛政府推动与东盟国家开展海上对话与合作，一定程度上维护了地区的稳定。
2005年、2010年全国多个地区爆发大规模反日示威活动。2005年3月至4月其间在中国各地举行的一系列大型游行和抗议活动，主要是反对历史教科书和日本争取成为联合国安理会常任理事国的努力。2010年10月，因中日撞船事件，西安、成都、郑州、宁波等地举行反日示威游行活动。 2012年8月中旬开始，为抗议日本于2012年上半年提出的钓鱼岛国有化政策、8月15日扣押香港保钓人士和8月19日日本右翼登陆钓鱼岛。9月10日，日本政府正式“购买”钓鱼岛后，中国大陆民众发起第二轮游行抗议活动，最终演变成暴力民众对日系商家、私家车的烧抢打砸。针对日本政府“购买”钓鱼岛，胡锦涛政府表示坚决反对，认为日方采取任何方式‘购岛’都是非法的、无效的，并采取了一系列反制措施。

### 灾祸
下表（可点击展开）只展示重大的自然灾害或人为事故（造成至少100人死亡，或重大经济损失，或重大社会影响）。
| 时间        | 重大灾难                       | 地点   | 死亡人数     | 描述 |
| ----------- | ------------------------------ | ------ | ------------ | --- |
| 2002-2003年 | 嚴重急性呼吸系統綜合症（SARS） | 全国   | 349 （大陆） | 中国大陆报道死亡349人、香港死亡299人。SARS在2002年11月開始在中國廣東省蔓延，但是當地政府沒有及時公佈疫情，雖然當時曾經出現過短暫的恐慌，官方媒體卻鮮有報道，事件直到次年2月才擴大。2003年4月（两会结束后），由于蒋彦永医生公开披露疫情，中国政府改变先前的做法，公开承认SARS确实在中国大陆多个省市造成严重危害。胡锦涛随后将隐瞒疫情的卫生部长张文康和刚刚上任的北京市长孟学农撤职，然后积极在全国范围展开疫情防治工作，每天向世界卫生组织通报疫情，新领导层的做法得到国际媒体的好评。中国政府也允许世卫专家进入中国了解疫情，这也是史无前例的。 |
| 2003年2月   | 伽师巴楚地震                   | 新疆   | 268          | |
| 2003年12月  | 重庆开县特大井喷               | 重庆   | 243          | 243人硫化氢中毒死亡、两千多人因硫化氢中毒住院治疗、6万5千人被紧急疏散安置，直接经济损失达六千余万元人民币。 |
| 2004年10月  | 河南大平矿难                   | 河南   | 148          | |
| 2004年11月  | 陕西陈家山矿难                 | 陕西   | 166          | |
| 2005年2月   | 辽宁孙家湾矿难                 | 辽宁   | 214          | 另有30人重伤，直接经济损失4968.9万元。 |
| 2005年6月   | 沙兰镇洪灾                     | 黑龙江 | 117          | 黑龙江宁安市沙兰镇发生特大突发山洪灾害，造成117人丧生，其中105人为学生。 |
| 2005年8月   | 广东大兴矿难                   | 广东   | 121          | 直接经济损失4725万元。 |
| 2005年11月  | 七台河特大矿难                 | 黑龙江 | 171          | 169名矿工、2名机房工人死亡， 事故还造成48人受伤，直接经济损失人民币4293.1万元。 |
| 2005年12月  | 唐山刘官屯矿难                 | 河北   | 108          | 另有29人受伤。 |
| 2007年8月   | 山东华源矿难                   | 山东   | 172          | 另有一相邻煤矿9人遇难。 |
| 2007年12月  | 山西新窑矿难                   | 山西   | 104          | 另有15人受伤。 |
| 2007-2008年 | 金融危机                       | 全球   |              | 对中国经济造成一定冲击。 |
| 2008年1月起 | 南方雪灾                       | 全国   | 129          | 受灾人口已超过1亿，直接经济损失1516.5亿元人民币。 |
| 2008年4月   | 胶济列车相撞                   | 山东   | 72           | 另有416人受伤。事故原因包括济南局调度命令管理混乱等，引起了国内外广泛关注。 |
| 2008年5月   | 汶川地震                       | 四川   | 69227        | 2008年5月12日14时28分04秒，四川省汶川县发生里氏震级8.0级地震。是中华人民共和国成立以来破坏力最大的地震，也是唐山大地震后伤亡最惨重的一次。直接严重受灾地区达10万平方公里，官方报道共遇难69227人、受伤374643人、失踪17923人，直接经济损失达8452亿元。 |
| 2008年5月起 | 南方水灾                       | 南方   | 57           | 另有数百人失踪，受水灾影响的人口已达2141万人，直接经济损失203亿元。 |
| 2008年9月   | 襄汾尾矿库溃坝事故             | 山西   | 277          | 失踪4人，受伤33人，直接经济损失9619万元。 |
| 2009年11月  | 鹤岗新兴煤矿爆炸事故           | 黑龙江 | 108          | 另有63人受伤。 |
| 2010年4月   | 玉树地震                       | 青海   | 2698         | 另有270人失踪，12135人受伤。 |
| 2010年5月起 | 中国水灾                       | 全国   | 1072         | 受灾人口1.4亿人，因灾死亡1072人，失踪619人，倒塌房屋110万间，直接经济损失约2096亿元。 |
| 2010年8月   | 舟曲泥石流灾害                 | 甘肃   | 1557         | 另有208人失踪。持续40多分钟的暴雨使得土石冲进县城，并截断两条河流形成堰塞湖。 |
| 2012年7月   | 北京特大暴雨                   | 北京   | 79           | 房屋倒塌10660间，160.2万人受灾，经济损失116.4亿元。 |

### 争议
2007-08年，中国大陆爆发“普世价值论争”，胡锦涛、温家宝被外界认为发表了肯定普世价值的论述，但二人的言论却遭到共产党内刊物的公开批判。2010年10月25日，诺贝尔和平奖授予中国持不同政见者刘晓波，以表彰他长期以来以非暴力方式在中国争取基本人权，而刘晓波也成为第一个获得诺贝尔奖的中华人民共和国公民，他曾发起并参与起草了《零八宪章》。但他在2008年12月8日被以“涉嫌煽动颠覆国家政权罪”刑事拘留，12月9日被监视居住；2009年6月23日因涉嫌煽动颠覆国家政权罪，经中国检察机关批准逮捕；12月25日，北京市第一中级人民法院以煽动颠覆国家政权罪判处有期徒刑11年，剥夺政治权利两年。
随着中国互联网的快速发展，信息的自由传播对中共维持执政地位构成挑战。为了应对来自网络发展形成的影响，中国建立世界上最为先进的网络审查制度，审查中国大陆的互联网内容，封锁服务器位于境外的政治敏感类网站，以达到其舆论控制的目的。谷歌、雅虎等公司退出中国大陆市场。此外，中国政府开始雇佣大量网络评论员（俗称“五毛党”）来控制舆论导向。2011年，国家的“维稳”经费预算首次超越军费预算。与此同时，中国官场开始涌现大量“裸官”，许多中央高层的子女或亲属移民海外或拥有外国绿卡。
美国《大观（Parade）》杂志认为以胡锦涛总书记为首的中国共产党领导层控制国内舆论，并强行镇压被中共官方所认定的邪教组织，故该杂志在其2005年的“十大独裁者排名”栏目中将胡锦涛列为第四名，2006年降调第六，其后数年均名列十名内。无国界记者指责胡锦涛以“和谐社会”为借口阻止中国出现自由媒体，把胡锦涛列入“新闻自由掠夺者”名单。2012年，“无国界记者”报道，中共中央总书记胡锦涛下令囚禁68名网民和30名记者，是囚禁新闻自由捍卫者最多的领导人之一。
此外，温家宝有相当多争议和批评，有人称其为“中国影帝温家宝”，也有媒体称其为1949年以来中国最具争议的总理。其争议性主要集中于地质学出身且没有丰富的地方主政经验，被称为经济门外汉，譬如其任内提出的“四万亿投资计划”引发争议。虽然其任内中国GDP高速增长，但应归功于中国自1980年代以来的改革开放的惯性推动，特别是在加入世贸组织后使中国处于国际阶梯上有利位置造就的。然而科技创新对中国GDP的贡献率只占40%（2011年），美德日等国则高达80%以上。截止2012年，“财富世界500强”企业中，中国上榜排名靠前企业全是石油、电力和银行等垄断行业，美国则多为科技企业。经济学家茅于轼认为温家宝政府只注重GDP数量，不注重GDP质量。在个人品行方面，温家宝被指曾出卖赵紫阳，且惯于伪装、作秀和煽情，《纽约时报》则曝光其拥有巨额家族财富。

## 习近平及第五代领导时期（2012年-现今）

### 交接

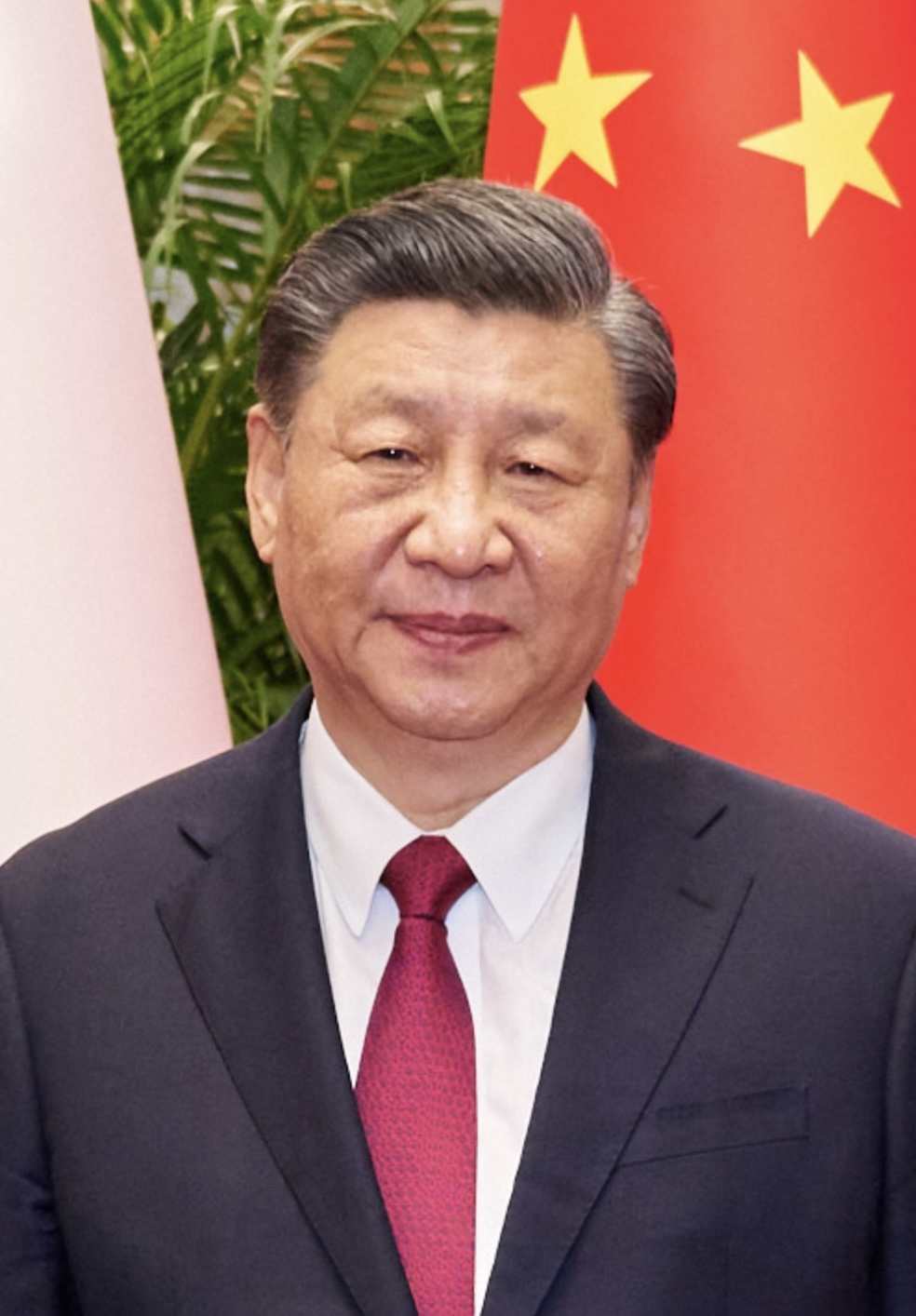
习近平

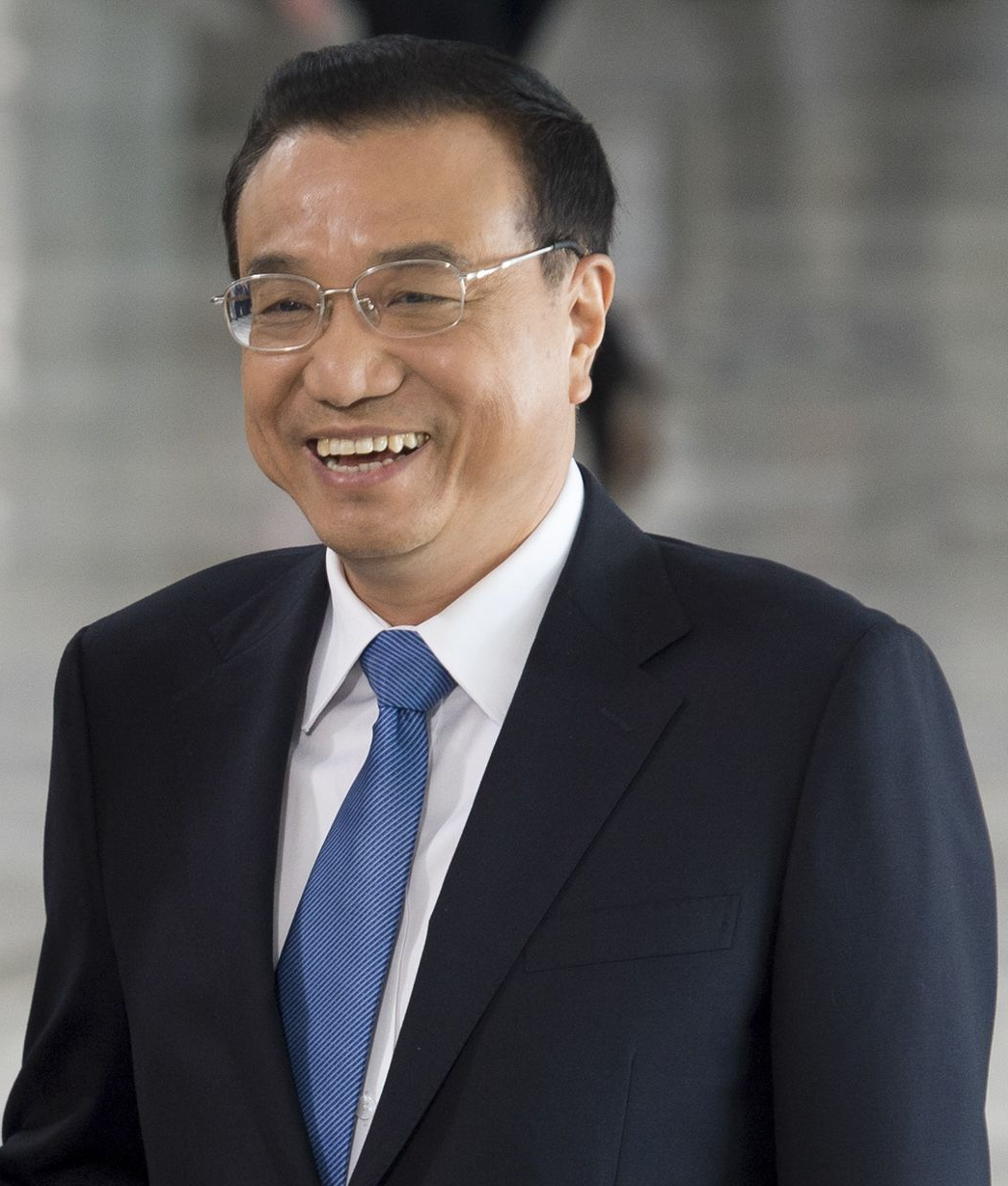
李克强

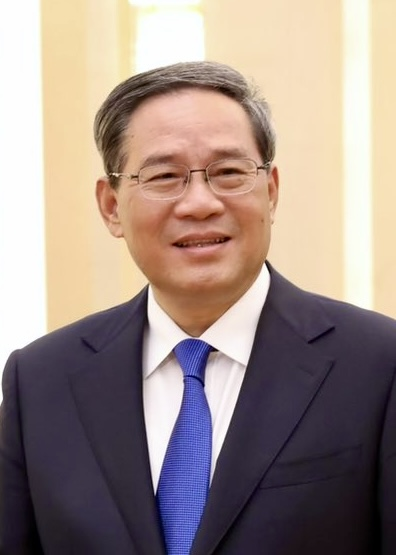
李强

胡錦濤、溫家寶等領導人在2012年11月的中共十八大上退出中央領導層，由習近平按现有接班体制接任中国共产党中央委员会总书记和中国共产党中央军事委员会主席，李克強留任中共中央政治局常委。习近平是第一位出生于中华人民共和国建国后的最高领导人。国务院总理李克强被认为重视改革，其谈到改革是最大的红利，提倡进行政府体制改革，调整或裁减国务院的部门。
2022年10月，中共二十届一中全会上，习近平再次连任中共中央总书记和中央军委主席，李强、蔡奇、丁薛祥等习近平亲信成为中共中央政治局常委。2023年3月，习近平史无前例连任三届中国国家主席，成为至今任期最长的国家主席；李克强以67岁之龄退休、李强接任中国国务院总理。

### 内政

#### 反腐运动
2012年，中共中央总书记习近平提出《中央八项规定》等一系列反腐败措施。王岐山担任中共中央纪委书记一職後，在處理貪污腐敗方面採取積極的態度，提出“当前要以治标为主，为治本赢得时间”。在接下来的两年时间中，共计有18万官员被查处，其中有五十多位省部級以上的高官，包括前中央政治局常委周永康、前中央军委副主席郭伯雄和徐才厚、前中央统战部部长令计划、前全国政协副主席苏荣等国家级高官，表明中央反腐工作有一定的成效。但有学者和分析人士认为，习近平的反腐运动其实是一种“选择性反腐”或“大清洗”或“权力斗争”，目的是清除异己、打击政敌、掌握权力、巩固自身地位。

#### 政治经济
自2012年11月中共十八届一中全会，习近平上台伊始，多次阐述其“中国梦”的设想。目标是到2021年中国共产党成立100周年和2049年中华人民共和国成立100周年时，逐步并最终顺利实现中华民族伟大复兴，国家富强、民族振兴、人民幸福。
2013年11月，习近平等人开始推动“全面深化改革”、国家治理体系和治理能力现代化，习认为，在全面深化改革进程中，要积极稳妥推进政治体制改革，以保证人民当家作主为根本，以增强党和国家活力、调动人民积极性为目标，不断建设社会主义政治文明。与此同时，中国共产党全力加大了对国有企业和民营企业的控制力度。至少有288家公司修改了公司章程，这使得中国共产党在企业的管理上拥有量更大的影响力，反映了党的路线。中国官方认为，从邓小平等人提倡的政治体制改革，到习近平等人提出的政改，是“政治体制改革在深化”、“走出了新路”、“硕果累累”。而外界和部分体制内人士则认为习的政改路线并没有遵循邓的政治体制改革道路，且改变了改革开放以来进行的政治体制改革方向，推行个人崇拜，是政治倒退，重新回到了毛泽东时代的体制，即中国共产党最高领导人独揽大权的政治寡头统治以及“党领导一切”的模式。
经济民生方面，2015年，中国政府结束了自1979年以来实施的一胎政策，改为二胎政策，并在2021年实施更为开放的三胎政策。2017年3月，中国国务院总理李克强在召开的第十二届全国人大五次会议上的《政府工作报告》中，正式提出建设“粤港澳大湾区”的战略；与此同时，2017年4月，河北雄安新区成立。李克强提出要推动中国内地与香港、澳门特区的深化合作，研究和制定粤港澳大湾区发展规划，以香港和澳门的独特优势，提升中国的经济发展。粤港澳大湾区是由围绕珠江三角洲伶仃洋，包括香港、澳门、广州、深圳、珠海、佛山、中山、东莞、肇庆、惠州和江门的城市群组成，是继美国纽约都会区、美国旧金山湾区和日本东京都市圈之后，世界第四大湾区。2018年9月23日，广深港高铁香港段正式通车，香港纳入国家高铁网络；2018年10月24日，港珠澳大桥正式通车。2023年12月1日，《求是》杂志发表题为《坚定不移走中国特色金融发展之路》，文中明确要求中国的银行、养老金金融、保险公司和其他金融机构必须坚持马克思主义的政治原则，接受更为严格的监管以及更积极地为政府政策服务。
此外，以习近平为首的中国共产党加强了对社会意识形态方面的管控。2017年10月18日，习近平在中共十九大报告中提出《习近平新时代中国特色社会主义思想》，24日，中国共产党第十九次全国代表大会通过了关于《中国共产党章程（修正案）》的决议，习近平新时代中国特色社会主义思想写入党章。2019年2月，中国官方媒体新华社引述中共中央报刊《求是》报道称，中共中央总书记习近平在中央全面依法治国委员会首次会议上发言，指出必须坚持加强党对依法治国的领导，决不能走宪政、三权分立和司法独立的路。2021年11月11日，中共第十九屆中央委員會一致通過《关于党的百年奋斗重大成就和历史经验的决议》，主要阐述习近平领导的中國共產黨在十八大以来的成就，強調中国特色社会主义新时代，同時注重銜接分別在1945年通过的《关于若干历史问题的决议》和1981年通過的《关于建国以来党的若干历史问题的决议》。
在社会维稳方面，2013年12月，全国人大废除了自1957年以来实施的劳动教养政策；2019年12月，全国人大废除了自1991年以来实施的收容教育政策。2013-2014年间，针对新疆地区出现的一些重大恐怖袭击事件，譬如莎车县暴恐袭击案、乌鲁木齐公园北街早市暴力恐怖袭击案等，中国共产党开始试点建设“新疆再教育营”。2016年陈全国调任新疆自治区党委书记，此后营地规模迅速扩大，引起国际关注和争议。

#### 修宪取消连任限制
2018年2月25日，中国共产党中央委员会向第十三届全国人民代表大会提出对邓小平时代《八二宪法》的《宪法修正案》，建议删除国家主席和副主席“连任不得超过两届”的限制，邓小平时代以来的“废除领导干部终身制”或将结束。3月11日通过《宪法修正案》，同时习近平新时代中国特色社会主义思想写入中华人民共和国宪法。
根据1982年制定的《中华人民共和国宪法》（八二宪法），恢复设立自1968年缺位，1975年被废除的国家主席和副主席职位，不过取消了国家主席在《五四宪法》中主持召开最高国务会议和领导国防委员会的权力，失去了行政权和军权，变成礼仪性的虚位元首。根据邓小平在1980年提倡的“废除干部领导职务终身制”，重新设立的国家主席和副主席任期为五年一届，连任不能超过两届。这次修宪仅删除了连任限制，并没有赋予国家主席拥有更大的权力，但引发了体制内外的广泛争议。
从1993年开始，国家主席与中共中央总书记和中央军委主席形成“三位一体”的制度。根据中国共产党的领导原则和“枪杆子里面出政权”的政治理念，党的总书记和军委主席是中国政治体系中拥有最大权力的两个职务，而这两个实权职位在《中国共产党章程》里没有连任次数的限制。由于“三位一体”制度，国家主席的连任限制被取消后，最高领导人的职务将不再受任何任期制限制。如历史上，毛泽东曾终身担任中国共产党中央委员会主席直至去世。

#### 科教文化
2015年10月，屠呦呦成为获得诺贝尔生理学或医学奖的首位中国籍科学家。2020年，量子計算原型機“九章”由中國科學技術大學相關技術團隊研製成功，達成了量子計算研究的第一個里程碑：量子計算優越性。同年11月，奋斗者号潜水器搭载3人成功潜入10909米深海域。此外，中国在航空航天领域以及空间探索上取得一系列突破：
- 中国探月工程的「繞、落、回」任務全部完成，包括2013年嫦娥三号搭载的玉兔号月球车成功登月，以及2020年嫦娥五號成功執行首次地外天體採樣返回任務。
- 2015年，北斗三号项目建设启动。同年，暗物质粒子探测卫星“悟空”发射成功。
- 2016年，天宫二号发射成功、取代了之前的天宫一号。同年，“500米口径球面射电望远镜”在贵州落成。
- 2020年，火星探测器“天问一号”成功发射升空，并在2021年5月成功着陆火星表面。同年7月，北斗三号正式开通。
- 2021-2022年，神舟十二号、神舟十三號、神舟十四號、神舟十五號载人飞船先後与天宫空间站成功对接，執行中國太空站在軌關鍵技術驗證及建造任務。
- 2023年，隨着神舟十六號载人飞船与天宫空间站成功对接，中國太空站從此進入長年有人駐守的常態化營運模式。

另一方面，2022年2月4日，第24屆冬季奧林匹克運動會在北京開幕；這是中國首次舉辦冬季奧運會，而北京也因而成為首座既舉辦過夏季奧運會，又舉辦過冬季奧運會的城市（即“双奥城市”或“双奥之城”）。2023年7月28日至8月8日，原定于2021年于四川省成都市举行后因2019冠状病毒病疫情等原因二次延期的第31届夏季世界大学生运动会举行。

#### 港澳地区
香港主權移交中国后，许多香港人士不满意中央政府对香港选举的干涉，要求进行“真普选”，即有“公民提名”、一人一票的选举。2014年发起的“雨傘革命”（香港佔中运动）要求全国人民代表大会撤回《8‧31决定》，该行動於2014年12月15日結束，歷時79日。
2019年，香港爆发了全球瞩目的“反对逃犯条例修订草案运动”、简称“反送中”，外界广泛忧虑香港的“一国两制”、独立司法、新闻自由和言论自由遭到破坏，而与此同时部分示威者的暴力行动也使得香港社会秩序受损，地区旅游业和经济严重受挫。2020年《香港国安法》的颁布后，包括《苹果日报》高层在内的部分人士因违反国安法被捕，加深外界忧虑，而中国官方则称国安法使得“社会迅速恢复了秩序，香港市民的生命安全和财产安全得到保障”。

### 外交

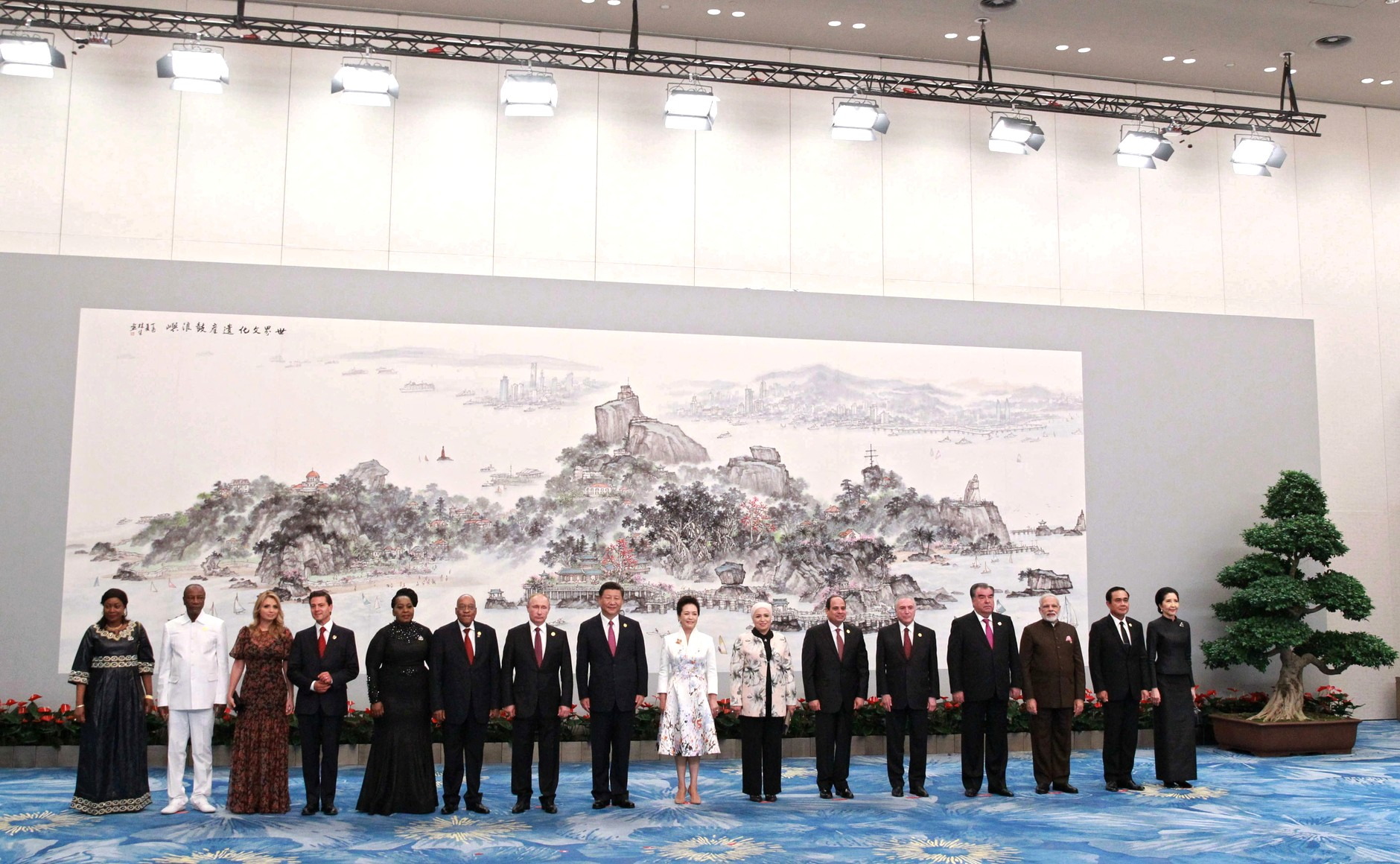
习近平2017年金砖国家峰会时领导人集体照片

习近平治下的中国逐渐扬弃了邓小平制定的“韬光养晦”外交战略思想，继而转向“有所作为/大有作为”的理念。和胡锦涛时期相比，中国外交正变得更为主动，且更具全球性、更积极地参与国际事务，中国新领导人的首年外交足迹遍布全球，中国正在“重新发现”过去被忽略的一些地区的战略价值和潜力。在处理世界热点如伊朗，叙利亚，朝鲜，中东等问题上，中国也开始站到“世界舞台的中央”，不再充当置身事外的旁观者。此外，RCEP和亚信峰会、上合组织、新开发银行、亚洲基础设施投资银行等组织中国都具有实际主导力，潜在的世界性影响力已经不容忽视，而且不论主动或被动，中国经济由于其庞大的规模，全球性经济政策已经不能缺少中国的参与和配合，中国开始显露其全球影响力。
- 2013年9月和10月，中国政府分别提出建设“一带一路”（即“新丝绸之路经济带”）和“21世纪海上丝绸之路”的合作倡议。中国政府指出，“一带一路”倡议坚持共商、共建、共享的原则，努力实现沿线区域基础设施更加完善，更加安全高效，以形成更高水平的陆海空交流网络。[464]
- 2014年11月10日至11日，第26届亚太经合组织领导人年度会议于在北京市怀柔区雁栖湖举行。该次峰会通过《亚太经合组织第二十二次领导人非正式会议宣言》（《北京纲领（宣言）》），提出并通过致力于旨在打击跨国腐败的《北京反腐败宣言》[465]。
- 2015年，“习马会”在新加坡举行，是海峡两岸（即中国大陆与台湾）自1949年政治分立以来，双方最高领导人的首次会晤。

与此同时，习近平逐步扩大中国在全球的影响力，其主推的“大国外交”也引发了西方国家、日本、印度等国的忧虑与抵制。2018年起，新一轮的中美贸易战爆发。2020年5月起，中国和印度爆发边境冲突，造成人员伤亡。自2019年起，世界主要发达国家与中国在新疆、香港、台湾、南海、病毒溯源等问题上产生巨大分歧，而中国方面实行的“战狼外交”以及国家之间相互的制裁加剧了对抗和冲突。西方国家认为狂热的中国民族主义开始盛行，同时习近平的极权主义模式带来了威胁；而中国则认为西方政客“傲慢”和“无知”，且国际“反华势力”在打压和阻碍中国的崛起。与此同时，美国、英国、日本等主要发达国家开始削减或终止了自改革开放以来的对华援助。
截止至习近平时期，西藏、新疆和内蒙古的独立运动已经基本受到控制，但中华人民共和国在钓鱼岛、南中国海等地依然与许多亚洲国家存在领土争议。台湾问题随着时间的推移，两岸分治已久，台湾有不同于中华人民共和国的价值观与制度，新一代台湾人经过李登辉与陈水扁时期去中国化的教育，对中华人民共和国认同感极低，更不觉得有“内战遗留问题”或与中华人民共和国“统一”的必要，台湾民调显示多数民众不愿“统一”。2022年8月初，美国众议院议长南希·佩洛西率团访问台湾，中国人民解放军而后展开环台军事演练，引发外界对第四次台海危机的担忧。

### 灾祸
下表（可点击展开）只展示重大的自然灾害或人为事故（造成至少100人死亡，或重大经济损失，或重大社会影响）。
| 时间               | 重大灾难             | 地点                   | 死亡人数                           | 描述 |
| ------------------ | -------------------- | ---------------------- | ---------------------------------- | --- |
| 2013年4月          | 芦山地震             | 四川                   | 193                                | 另有25人失踪、12211人受伤，19个市州115个县199万余人受灾，851.71亿元。                                                                              |
| 2014年8月          | 昆山中荣工厂爆炸事故 | 江苏                   | 146                                | 另有114人受伤。 |
| 2014年8月          | 鲁甸地震             | 云南                   | 617                                | 另有3143人受伤，108.84万人受灾，22.97万人紧急转移安置，2.58万户8.09万间房屋倒塌，4.06万户12.91万间严重损坏，15.12万户46.61万间一般损坏。           |
| 2015年5月起        | 特大洪水             | 南方                   | 319                                | 另有81人失踪。全年洪灾死亡人数为中华人民共和国成立以来最少，但截至7月初暴雨洪水已经直接造成了约353亿元的经济损失，强度为历年罕见。                 |
| 2015年6月          | 东方之星号沉船事件   | 湖北                   | 442                                | “东方之星号”客轮在湖北荆州一带的长江水域遇狂风雷暴雨而翻沉。                                                                                       |
| 2015年8月          | 仓库连串爆炸         | 天津                   | 165                                | 另有8人失踪，798人受伤，直接经济损失至少68.66亿元人民币。                                                                                          |
| 2015年12月         | 深圳滑坡事故         | 广东                   | 73                                 | 另有4人失踪，属于生产安全事故，直接经济损失人民币8.8亿余元。                                                                                       |
| 2016年6月起        | 南方水灾             | 长江                   | 164                                | 另有26人失踪，安徽和湖北两省受灾最为严重。 |
| 2016年6月          | 江苏盐城龙卷风       | 江苏                   | 99                                 | 另有846受伤，此龙卷风造成的伤亡是几十年来最严重的。                                                                                                |
| 2016年7月          | 邢台洪灾             | 河北                   | 130                                | 受黄淮气旋影响，受灾口达904万，因灾死亡130人、失踪110人。                                                                                          |
| 2018年8月起        | 非洲猪瘟疫情         | 全国                   |                                    | 2019年起在全国多地爆发，到2019年8月底，中国的生猪存栏量下降了约40%。由于中国生猪存栏量占全球的一半以上，疫情使得全球的生猪存栏量减少了近四分之一。 |
| 2019年3月          | 天嘉宜化工厂爆炸事故 | 江苏                   | 78                                 | 另有617人受伤，中国国务院认定本次事故为特别重大事故。                                                                                              |
| 2019年12月起       | 新型冠状病毒肺炎疫情 | 全国                   | 83,150（官方） 100万-150万（估计） | 1月下旬疫情大爆发并蔓延至全国。 |
| 2020年5月下旬至9月 | 南方水灾             | 全国                   | 219                                | 长江中下游平原、淮河流域、西南、华南及东南沿海等地因持续强降水引发严重洪灾。                                                                       |
| 2021年3月份起      | 沙尘暴               | 华北诸省以及蒙古、韩国 |                                    | 2021年3月份开始在中华人民共和国北方、蒙古国和大韩民国西部出现的扬沙或浮尘，部分地区出现了沙尘暴，此次沙尘暴是中国近十年內最强的一次沙尘暴。        |
| 2021年7月          | 河南水灾             | 河南                   | 398                                | 其中郑州市380人，逾1400万人受灾。 |
| 2022年3月          | 东航3·21空难         | 广西                   | 132                                | |
| 2022年9月          | 泸定地震             | 四川                   | 93                                 | 另有25人失联、至少423人受伤。 |
| 2023年7月-8月      | 京津冀暴雨           | 北京、天津、河北       | 62                                 | 另有34人失踪，经济损失超1000亿元。 |
| 2023年12月18日     | 积石山县地震         | 甘肃                   | 151                                | 另有980人受伤。 |
| 2025年1月7日       | 定日地震             | 西藏                   | 126                                | 另有350人受伤。 |

### 争议
习近平上台后，推翻了自邓小平拨乱反正、改革开放以来的部分政策。2017年，习近平提出“四个伟大”，有学者认为此举是对毛泽东时期的“四个伟大”的效仿。而近年来，从修改宪法到反对“宪政”、“司法独立”，习近平的许多言论和举措招致了国内外的诸多反对声音，部分学者对他的一系列作法感到忧虑、震惊，有人认为这是对毛泽东时代的复辟，推行个人崇拜、煽动民族情绪、背离宪政主义，是体制性倒退，还有人认为这甚至有可能将中国推向第二次文化大革命。此外，中国709维权律师大抓捕事件、陕西千亿矿权案、新疆再教育营、香港反修例運動、战狼外交均引起了巨大争议或批评。
- 极权统治：习近平被普遍认为是中华人民共和国历史上继毛泽东之后最有权势的领导人，并预计会长期执掌政权[494]。2022年10月，中共二十大和中共二十届一中全会先后召开，习近平谋求连任中共中央总书记与中央军委主席的这两个最有权力的职务，打破邓小平時期订下的“废除干部领导职务终身制”原則，再次连任最高领导人。习近平没有给出明确的预期连任的任期期限，有人推测习近平很有可能在2027年的中共二十一大上继续连任，更甚者预计他会仿效毛泽东终身掌权。[495]

- 经济发展：中国经济数据造假屡见不鲜，夸大了经济增长数据[69][70][71]。习近平等人宣传脱贫攻坚战“取得了全面胜利”也引发外界质疑[496][497]，而与此同时国务院总理李克强则称中国有“6亿中低收入及以下人群，他们平均每个月的收入也就1000元左右”[498]。

- 大规模监控：习近平当政以来，中国政府开始利用大数据、人脸识别和其它一些人工智能技术建立社会大规模监控体系以及社会信用体系，以“打击犯罪”、“弘扬诚信”，但国内外的反对人士认为此举严重损害了公民的自由和隐私权等基本人权[137][140][143][144][145][146]。也有学者警告中国可能步入乔治·奥威尔在《一九八四》一书中所描述的极权、监控社会[146][499][500]。中国国家发改委数据显示，截止2019年6月已有3000多万人次因为失信而被限制搭乘飞机和高铁，437万失信被执行人继而主动履行法律义务[147]。此外，中国政府还将监控技术和设备输出到了俄罗斯、非洲、南美洲等地[501][502][503][504]。 2018年以来，中共中央政法委员会进一步提出要建立正规的“政法网评大军”[505]。军费预算连年增加且存在不透明[506][507]，而国内的“维稳”经费多年超过军费支出[508]。

- 香港问题：2019年香港反修例运动期间，Twitter、Facebook封禁和删除了大量“具有中国官方背景、用于煽动舆论”的账号，其中Twitter声称处理了约20万个相关帐号[509][510]。期间中国中央电视台声称1984年签署的《中英联合声明》已经“过时无效”，而随后中国外交部以“香港事务纯属中国内政”应对外界质疑，引发了巨大争议[511][512][513]；此外在2020年6月30日颁布的《香港国安法》同样引发了较大争议[458][459][514]。

- 抗疫抗灾：2019冠状病毒病疫情发生后，习近平一直强调自己“亲自指挥、亲自部署”防疫工作，甚至早在2020年1月7日已经在中央政治局常委会上提出防疫要求[515]。不过有消息指出中央领导人初期对疫情并不重视，甚至要求不要造成民众恐慌，影响即将到来的春节气氛[516]。外界亦有对中国大陆官方公布的死亡人数及染病人数的真实性质疑[517][518][519][520][521][522][523]。2020年5月下旬起，儘管长江中下游地区、淮河流域、西南、华南及东南沿海等地因持续强降水引发严重洪灾，多省发生暴洪、城区内涝、渍灾。除了總理李克強在7月6日現身貴州視察外，習近平不見蹤影，有中國政治學者認為，習近平已陷入「決策疲勞」狀態，面對水災產生了「逃避」心態[524]。然而随着中国政府成功控制疫情，中国经济增长2.3%[525]、优于预期[526]，中国不仅成为全球唯一实现经济正增长的主要经济体，GDP总量也实现了百万亿的历史性突破[527][528]。但随着2022年上海疫情和北京疫情的爆发，中华人民共和国政府的防疫政策再次引发争论[529]。習近平多次下令要以清零政策應對殺傷力弱的Omicron變異株引發的新冠疫情[530][531]，因為延續不斷的封鎖措施嚴重影響經濟和民生導致民怨沸騰[532]。

- 新疆问题：習近平時期，西方國家開始關注新疆維吾爾族人權和新疆再教育营的問題，并实施了相关制裁，而中华人民共和国政府對西方國家的指責一概否認[149][150]。2022年8月31日，聯合國人權事務高級專員辦事處發佈《新疆人權報告》，認為中國政府針對維吾爾族和其他穆斯林社群存在嚴重侵犯人權行為[533]。
- 俄乌战争：2022年中国在俄乌战争中的亲俄立场和态度引起国际争议，并引发了“大翻译运动”，中国官媒则抨击大翻译运动是“辱华”[534][535]。

## 延伸阅读
- 黄修荣 主编：《中国二十世纪全史》，中国青年出版社，2001年，ISBN 978-7-5006-4261-9
- 《中华人民共和国史（1949－1981）》，十卷，香港中文大学出版社，2008年,ISBN 978-988-17274
- 《剑桥中华人民共和国史（1949－1982）》
- 《中华人民共和国实录》，吉林人民出版社，1994年，ISBN 978-7-206-02101-5
- 薄一波：《若干重大决策与事件的回顾》，中共中央党校出版社，1994年，ISBN 978-7-5035-0435-8
- 《建国以来毛泽东文稿》，中央文献出版社，1996年，ISBN 978-7-5073-0002-4
- 戴煌：《胡耀邦与平反冤假错案》，中国工人出版社，2004年，ISBN 978-7-5059-2997-5

## 外部連結
- 中国政府网（页面存档备份，存于）
- 中国网（页面存档备份，存于）——由国务院新闻办公室主管